# Art social
L'Art social est un concept apparu à la fin du XIXe siècle en France dans la foulée des revendications sociales portées par des groupes d'intellectuels proches du courant anarchiste et de politiciens solidaristes. Cette idée s'inscrit dans une démarche moderniste en Occident valorisant les arts utiles à la société et s'opposant au concept de l'Art pour l'Art et de l'Art académique. Quelques artistes des avant-gardes s'associent au concept sur le plan théorique et éducatif. Les architectes et les artistes-artisans des métiers de l'art sont les principaux intervenants aux développements des différents mouvements artistiques et propositions esthétiques transformant le cadre de vie sociale de 1890 à 1960.
La fin de la modernité et des avant-gardes artistiques et l'avènement d'un espace public hautement esthétisé au milieu du XXe siècle ouvrent de nouvelles voies artistiques. L'une dite Art contemporain rompt avec la tradition des beaux-arts, applique entre autres les idées de Marcel Duchamp, appuyé par les institutions académiques, les musées et galeries d'art, les collectionneurs et le marché de l'art. Dans ce contexte, l'Art social prend une nouvelle direction en s'intéressant au mode de vie des communautés et aux problématiques sociétales. Ce n'est plus l'habitat, le mobilier et les beaux objets utilitaires qui intéressent les artistes mais, plutôt l'Art et la Vie, l'expérience artistique et esthétique dans l'espace public, l'action dans un processus créatif avec les communautés, les collaborations et le partage d'idées pouvant transformer positivement les personnes tant artistes que non-artistes.

## Concepts artistiques
Selon Jean-François Luneau, c'est sans doute Théophile Thoré qui avec le titre d'un article publié dans l'Artiste en 1834, L'art social et l'art progressif, fait pour la première fois usage de l'expression « art social ». Mais c'est à la fin du XIXe siècle que se détachent en occident trois concepts de l'art. Le premier celui de l'art bourgeois qui est une pratique artistique institutionnalisée par les académies et conforme aux attentes du pouvoir. Le second, l'art pour l'art (avant-garde) où l'artiste s'affirme par l'originalité de son œuvre, son détachement du monde politique et social et sa rupture avec le conformiste moral de l'art bourgeois. Et l'art social, à cheval entre l'art et le politique, qui engage l'artiste dans les mouvements sociaux contestataires et révolutionnaires de son époque. L'art social est une notion mouvante, protéiforme et clivante qui sert de porte-drapeau à des réseaux singulièrement différenciés sur les plans socioculturel et politique, et répond à des fonctions tout aussi diversifiées. L'appellation renvoie à des débats, des enjeux et des pratiques qui n'ont cessé d'évoluer et d'être reformulés en fonction des différentes acceptations de l'art et du social, et de la façon de concevoir leur interdépendance.

## Origine

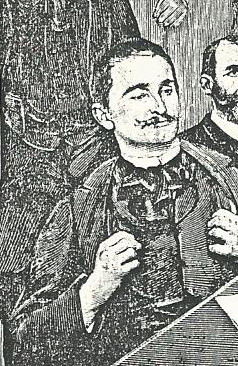
Portrait d'Adolphe Tabarant (1893).

Le 15 novembre 1889, un groupe d'écrivains, d'artistes et d'activistes révolutionnaires réunis autour d'Adolphe Tabarant crée le Club de l'art social. Même si l'existence de ce club n'est qu'éphémère, le nouveau combat pour un art social prend corps dans les rangs anarchistes. Ses membres fondateurs sont Adolphe Tabarant, Louise Michel, Lucien Descaves, Jean Grave, Émile Pouget, Léon Cladel, Jean Ajalbert, Camille Pissarro et Auguste Rodin. Gabriel de la Salle crée la revue L'Art social (1891-1894), qui prône la révolution, la lutte contre la décadence bourgeoise, l'accès à la culture pour le peuple et se réfère vaguement à Proudhon. Intéressé par une mise en commun de différentes praxis artistiques et actions sociales, le Club de l'art social est uni par trois motivations essentielles :
- Développer diverses activités dans les milieux populaires pour mettre l'art à la portée de tous ;
- Promouvoir des pratiques artistiques au sein même de la classe ouvrière ;
- Valoriser des formes de créations artistiques populaires[5].

Utilisant la forme connotée du manifeste, leur objectif d'œuvrer à l'élaboration de formes d'art social s'accompagne d'une réactualisation du débat entre l'art pour l'art et l'art social. En 1896, Fernand Pelloutier reprend l'idée et forme le groupe de l'art social. L'organisation poursuit l'édition de la revue L'Art social (1896) et se fait connaitre par des conférences organisées en 1896 :
- L'écrivain et l'art social par Bernard Lazare ;
- L'art et la révolte par Fernand Pelletier ;
- L'art et la société par Charles Albert[6].

En 1896 se constitue le groupe des Cinq, qui prendra le nom de L'Art dans Tout en 1898. Réunissant des décorateurs et des architectes, le groupe défend un véritable projet social et une esthétique rationaliste, en proposant notamment des meubles et des ensembles destinés à la classe moyenne. L'art social focalise sur certains lieux : La cité, la rue et l'habitation. Les initiatives portent sur le logement à bon marché, la cité-jardin ou l'urbanisme, de multiples tentatives sont faites pour intégrer la modernité dans l'espace urbain. La voie publique est désormais pensée de façon fonctionnelle : elle doit notamment réunir le jardin pour les loisirs, la maison du peuple, pour les réunions, une bibliothèque et un musée pour l'instruction.

## Art social en France (1835 à 1918)
L'art social apparaît comme une catégorie synthétique, revendiquée à deux moments en France soit entre 1890 et 1909 autour d'écrivains anarchistes qui véhiculent un idéal artistique inspiré des théories révolutionnaires de Pierre-Joseph Proudhon et de 1909 à 1918, autour de personnalités comme Roger Marx, acquises à la doctrine solidariste, qui se saisissent de la formule pour porter leurs désirs d'une réforme de la politique républicaine dans le domaine culturel. Loin d'être révolutionnaire, cet art social solidariste intègre une bonne partie des expériences menées sous la IIIe République dans les domaines de l'éducation artistique, de l'urbanisme, des arts du décor, de l'imagerie murale, de l'art de la rue ou des fêtes publiques

### L'Art et le social
Peu d'artistes s'engagent dans le discours des polémistes qui souhaitent que l'art soit un vecteur d'une vérité du monde pouvant canaliser cette vérité dans une représentation ayant un pouvoir d'enseignement. Écrivant au journal Les temps nouveaux le 25 novembre 1895, Lucien Pissarro souhaite, en réponse à un article intitulé « Art et société », nier la pertinence d'une distinction politique entre les tendances esthétiques soi-disant que sont l'art pour l'art et l'art social. Il écrit : « La distinction que vous établissez entre l'Art pour l'Art et l'Art à tendance sociale n'existe pas. Toute production qui est réellement une œuvre d'art est sociale (que l'auteur le veuille ou non), parce que celui qui l'a produite fait partager à ses semblables les émotions plus vives et plus nettes qu'il a ressenties devant les spectacles de la nature ». Cette affirmation rejoint le réalisme de Gustave Courbet et des impressionnistes ainsi que les artistes militants œuvrant dans le cercle des journaux anarchistes parmi lesquels Paul Signac, Camille et Lucien Pissarro, Maximilien Luce et Théo Van Rysselberghe, tous associés au néo-impressionnisme. Même si les plasticiens ont peu participé au débat de l'art pour l'art / art social, ils ont en revanche un autre cheval de bataille: celui des arts industriels, une notion qui se construit progressivement dans le milieu des ornemanistes à partir de 1830 et jusque vers 1850. Alors que l'expression tend à être remplacée progressivement par celle d'arts appliqués à l'industrie, Léon de Laborde rédige et diffuse son rapport (1856) sur l'Exposition universelle de Londres de 1851. Il projette une union de l'art et de l'industrie et propose au gouvernement des réformes pour l'encourager. Les écrivains ont également nourri les discussions. Les débats sur l'art social se sont ainsi articulés autour de quatre pôles distincts : littéraire, artistique, critique et politique. De manière générale, ils ont porté sur la question de la fonction sociale de l'art dans une société industrielle et marchande. Dans cet esprit, l'État a mis en place un système peu cohérent d'éducation qui s'attachent à promouvoir: d'un côté, le grand art et l'individu artiste, de l'autre, les industries et les ouvriers d'art, dont le mauvais goût doit être combattu par des artistes conscients de leur rôle moral et économique.

### Arts utiles et beaux

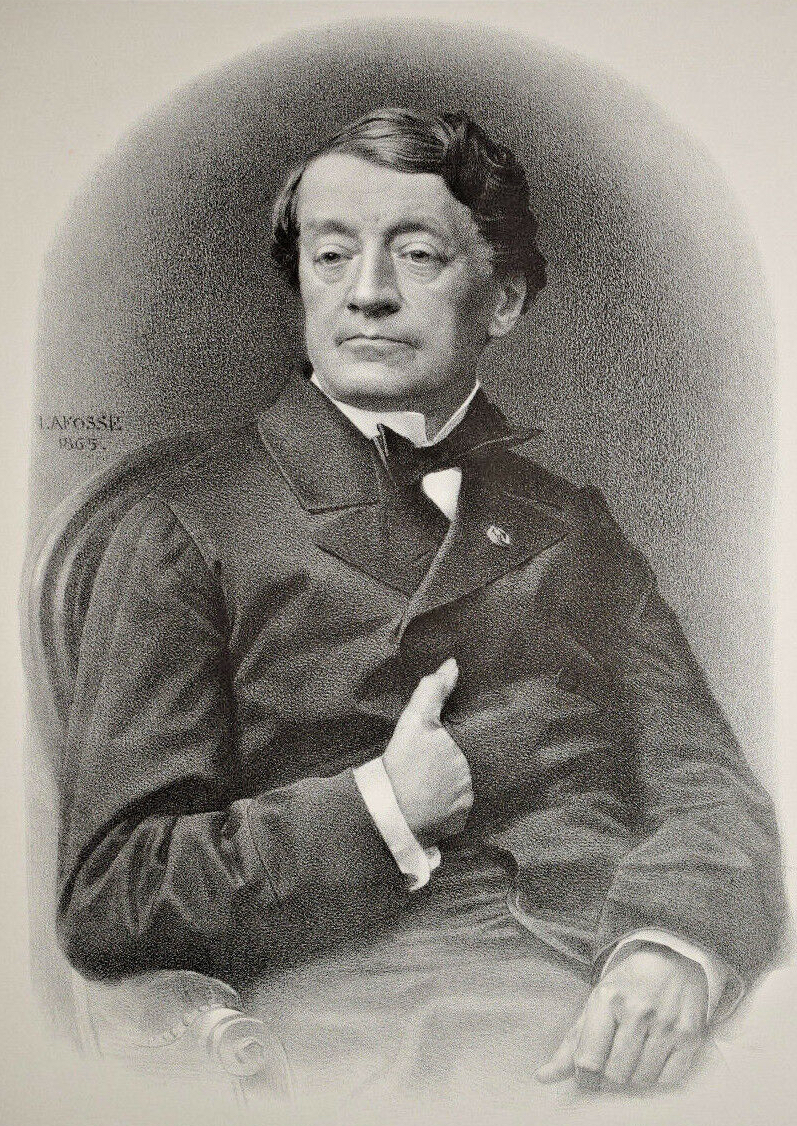
Léon de Laborde.

Selon Paul Bénichou, c'est autour de 1830 que le Beau comme religion accompagne l'avènement du romantisme. L'Art s'écrit désormais au singulier et adopte la majuscule. Charles Deglény décrit ainsi la mutation « Au lieu des beaux-arts que nous connaissons tous par leur nom de famille ou par leur nom de baptême, nous avons l'Art, roi nouveau que le siècle a porté sur ses pavois, et qui le gouverne en despote ombrageux ». Nombre d'auteurs du XVIIIe siècle opposent les arts d'agrément aux arts utiles, séparant ainsi les professions produisant des objets de délectation des métiers producteurs de biens d'équipement. L'expression « arts utiles » désigne ici des productions d'une grande diversité, inférieures en tout cas aux beaux-arts. Absents du débat art pour l'art / art social, les plasticiens ont en revanche un autre cheval de bataille, celui des arts industriels, une notion qui se construit progressivement dans le milieu des ornemanistes à partir de 1830 et jusque vers 1850. Ce concept d'arts industriels rejoint les idées de Léon de Laborde qui lors du dépôt de son rapport sur l'Exposition universelle de Londres de 1851 projette une union de l'art et de l'industrie et propose au gouvernement des réformes pour l'encourager. Il souhaite réformer l'enseignement de l'École des Beaux-Arts et rejette la théorie insensé de l'art pour l'art. Le temps n'est pas loin où l'on soutenait gravement qu'un chou, peint dans toutes les conditions de la perfection, devrait être considéré comme l'égal de La Transfiguration de Raphaël. Il s'interroge sur les conditions du progrès et donne la réponse suivante concernant sa réforme de l'éducation « élever l'art, multiplier les artistes, former le public ». Dans cet esprit, Léon de Laborde rejoint les idées de Roger Marx sur le rôle social de l'art. Il exige l'instruction publique pour tous, y compris les femmes, au nom de la conservation des principes immuables du Beau. Son rapport marque une charnière. Avant lui, l'utilité de l'art, art social et art pour l'homme, ne sont que des arguments polémiques mis en œuvre dans les débats littéraires. Son rapport de 1856 marque une étape décisive dans la constitution de l'art social comme concept.

### Art social et médias
L'art social trouve sa place dans la presse anarchiste en tant que ses manifestations, tant littéraires qu'artistiques, sont le fruit d'une réflexion sur le monde contemporain et ses crises sociales. De nombreuses publications militantes telles La Révoltes, Les Temps nouveaux, Le Père peinard, La Plume, La revue blanche, les Entretiens politiques et littéraires, L'Ermitage, mais surtout L'Art social, s'allient volontiers aux personnalités internationales motivées par ce projet de l'art social et puisent à de multiples sources théoriques et artistiques pour le populariser. Des œuvres associées à l'art social sont visibles dans les pages des périodiques sous la forme de caricatures, d'images moralisatrices et d'extraits d'œuvres littéraires. Partageant avec les publications contemporaines une volonté de parler d'art, d'en définir les formes de productions et de réceptions en privilégiant nettement la polémique pour stimuler les débats, la presse anarchiste s'affirme aussi comme espace de création, se voulant simultanément journal d'actualité, bibliothèque historique, musée patrimonial et galerie d'art. La diffusion de l'art social passe par la publication comme le souligne Jean Grave du journal Les temps nouveaux dans une lettre envoyée à Camille Pissarro pour l'inviter à participer à la publication d'un album de lithographies dont les thèmes privilégiés sont le sens moral des classes laborieuses, le paupérisme et l'injustice. Il lui mentionne que le sujet et le style d'exécution artistique demeure libres pour les collaborateurs de l'album et que la seule restriction concerne le média. L'accessibilité est un principe fondamental pour les anarchistes qui souhaitent passer leurs messages par l'art social. Ainsi, nombreux sont les artistes qui voient dans la publication de leurs œuvres par les journaux un moyen de participer à l'éducation des masses, à la critique de la société et, partant, à cet effort moral proudhonien devant revitaliser l'art dans un contexte médiatique déterminant des années 1890.

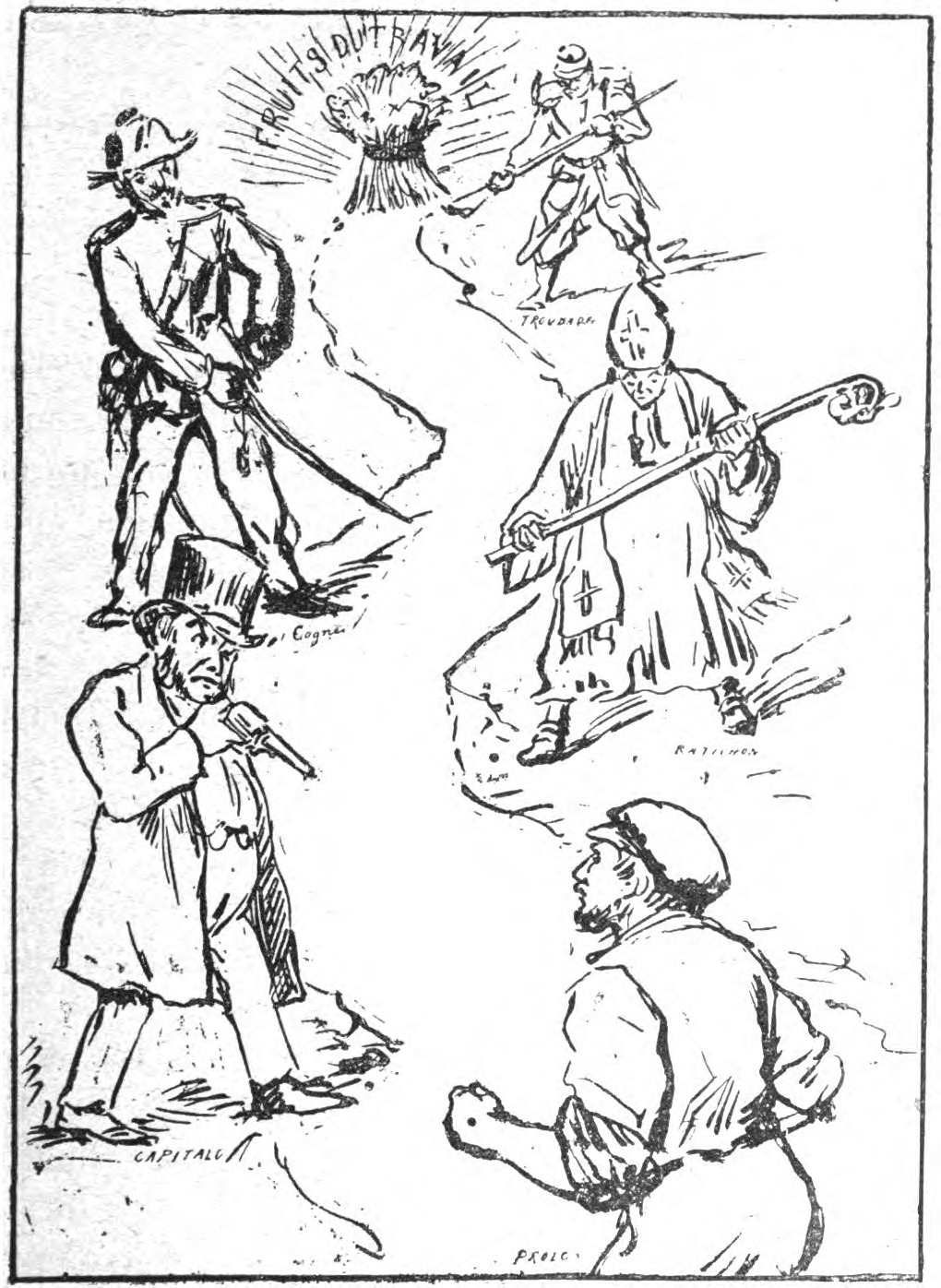
Comment le travailleur est volé : par la Force et par la Fraude.
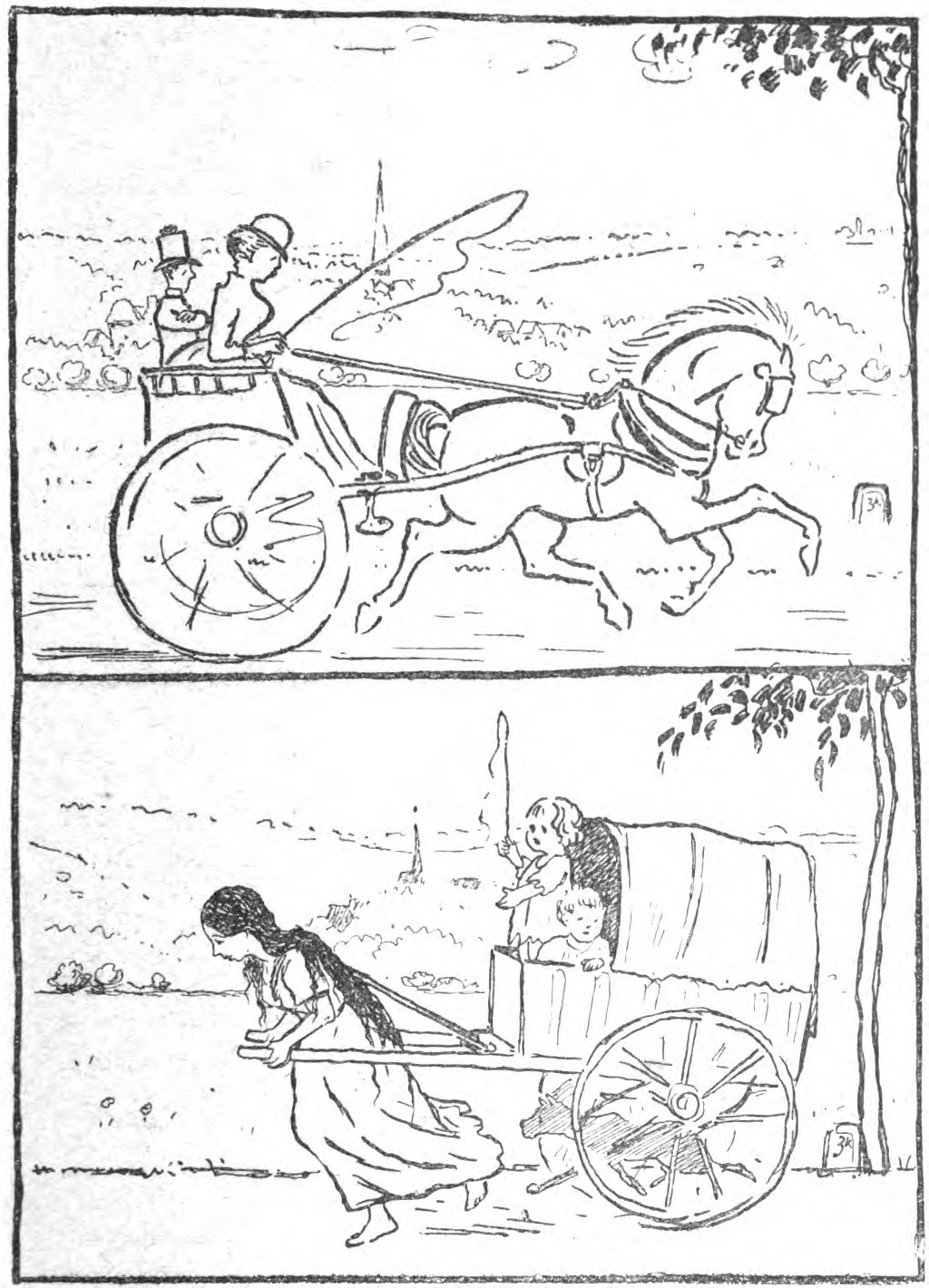
Guimbarde à gavés et roulotte à mendigots.
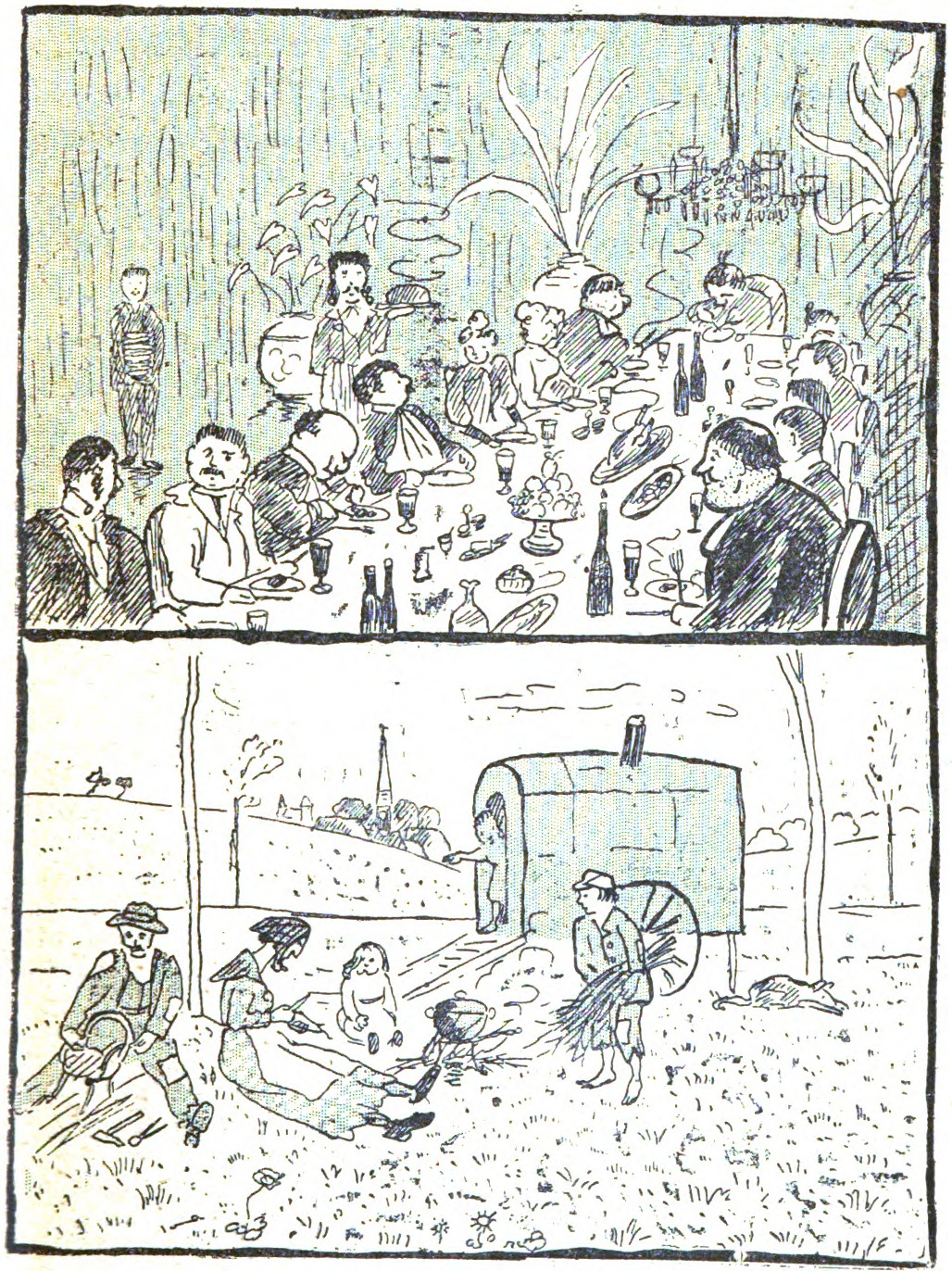
.Gueuleton de jean-foutre et boulottage de roulottiers.
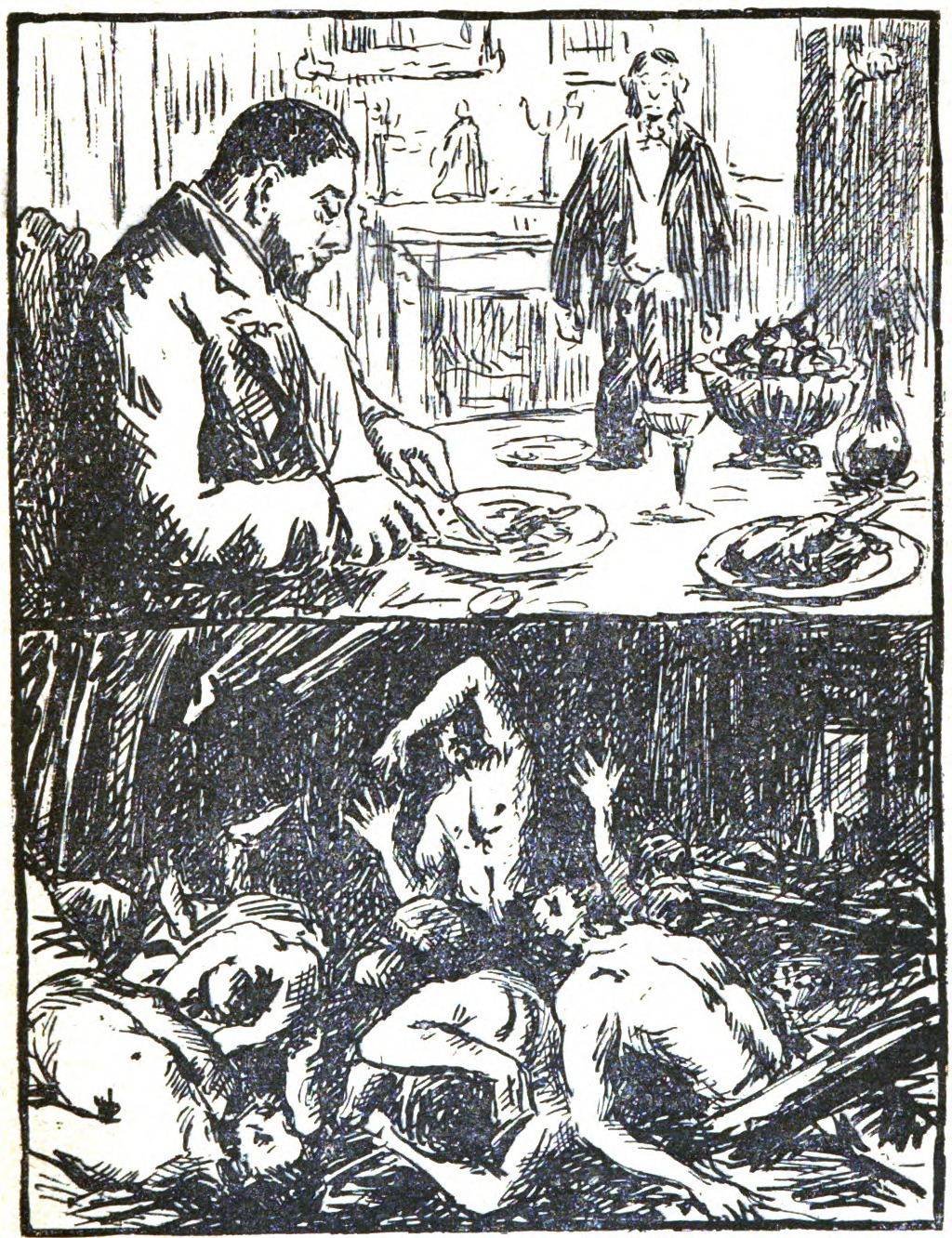
Ceux qui vivent de la mine. Ceux qui en crèvent..

### Le concept d'art social de Pierre-Joseph Proudhon

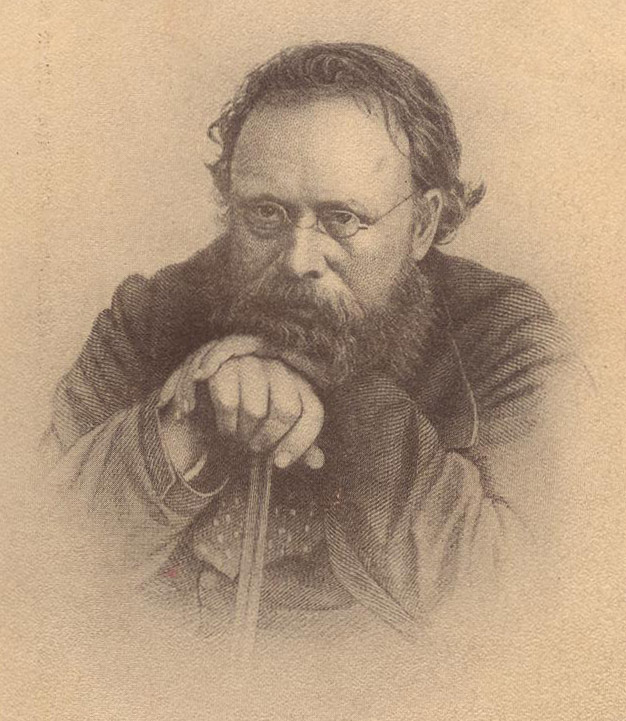
Pierre-Joseph Proudhon.

Pierre-Joseph Proudhon aborde la dimension sociale de l'art à travers sa conception de l'histoire de l'art qu'il considère comme la théorie la plus complète de l'art. Pour lui, l'art doit agir pour développer les consciences par une représentation des mœurs populaires, à travers une diffusion massive de l'Idée. Ce projet passe par la presse libérée inspirée de l'espace public pour réfléchir ces principes d'éducation et de médiation de l'art posant ainsi l'idée d'une destination sociale des pratiques artistiques. Il critique sévèrement l'art pour l'art qui représente l'apothéose de la spécialisation disciplinaire et la peinture officielle de son époque qui masque les réalités les plus crues vécues par le peuple. Il écrit dans Du principe de l'art et de sa destination sociale : « L'art ne s'est occupé jusqu'à présent que des dieux, des héros et des saints : il est grand temps qu'il s'occupe des simples mortels ». Plusieurs intellectuels le critiquent dont Émile Zola : « Je n'ai que faire de résumer le livre de Proudhon : il est l'œuvre d'un homme profondément incompétent et qui, sous prétexte de juger l'art au point de vue de sa destinée sociale, l'accable de ses rancunes d'homme positif ; il dit ne vouloir parler que de l'idée pure, et son silence sur tout le reste — sur l'art lui-même — est tellement dédaigneux, sa haine de la personnalité est tellement grande, qu'il aurait mieux fait de prendre pour titre : De la mort de l'art et de son inutilité sociale ». Ces critiques virulentes ont été retenues par l'histoire au point de le congédier définitivement des annales du discours sur l'art en dépit de sa contribution intellectuelle à la vie artistique et politique de son temps.

### Le concept d'art social de Léon Rosenthal

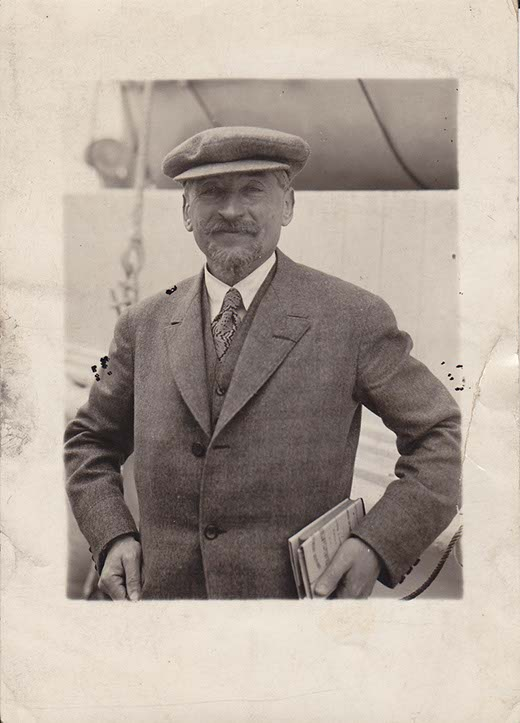
Léon Rosenthal.

Léon Rosenthal est un directeur de musée, historien et critique d'art français dont la carrière a été orientée par une volonté de communiquer, de transmettre les fondements d'une éducation esthétique qui, si elle est commune aux théoriciens de l'art social, prend néanmoins chez lui une importance exceptionnelle. Comme historien de l'art, il interroge les liens entre le domaine de la création artistique et la sphère du social. Pour lui, les arts ont un impact profond sur la société et constituent un puissant élément de renouvellement de celle-ci. L'artiste est appelé à remplir une véritable mission sociale. Dans cet esprit, il s'engage dans la promotion des idéaux d'un art social déjà formulé par Roger Marx avec qui il aura une grande complicité. Par contre, il dénonce les idées de Proudhon selon laquelle l'artiste doit être un éducateur du peuple et que l'état puisse contrôler la production artistique. Il accuse aussi le philosophe de traiter les arts plastiques comme un aspect marginal de la réalité sociale, alors qu'ils en sont une composante essentielle. Par contre, il reconnaît la justesse de son jugement concernant son opposition au concept de l'art pour l'art. Comme critique d'art, il poursuit deux objectifs qui s'inscrivent dans un programme de démocratisation des jouissances esthétiques qui est principalement fondé sur l'élargissement de l'éducation artistique et l'autre sur la promotion des arts industriels français dans un cadre d'une compétition internationale. Pendant la Première Guerre mondiale, Rosenthal présente plusieurs conférences sur le rôle social de l'art et insiste sur la nécessité d'un élargissement de l'enseignement artistique dont il attribue des effets non seulement culturel mais aussi économique dans le cadre d'une reconstruction à venir. Dans son dernier ouvrage Villes et villages français après la guerre (1918), Rosenthal réaffirme son engagement en faveur de l'art social et établit le cahier des charges des artistes, architectes et urbanistes, dans un contexte de reconstruction. Ce livre, dédié à la mémoire de Roger Marx, fait de Léon Rosenthal l'un des principaux héritiers et continuateurs de la promotion de l'art social.

### Le concept d'art social de Jean Lahor

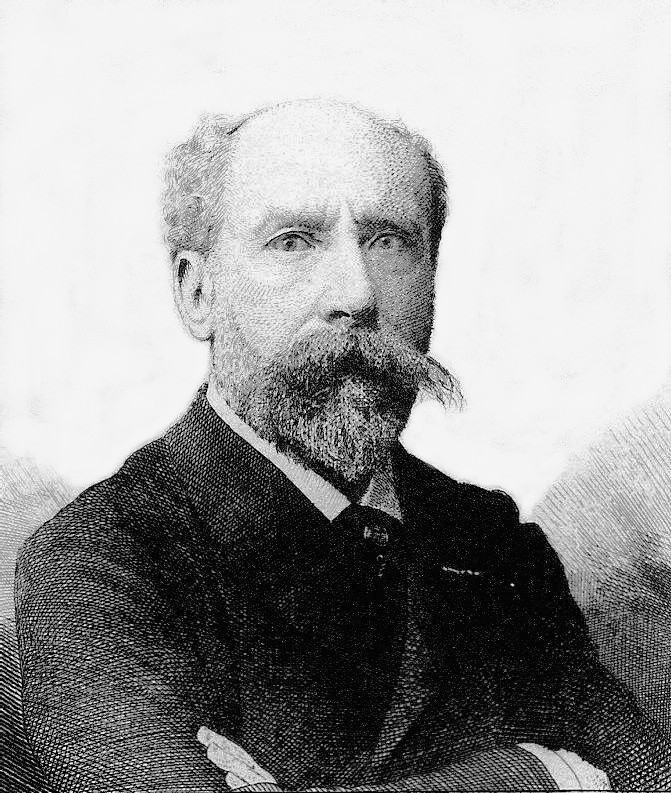
Jean Lahor, portrait en frontispice, gravé par Ricardo de Los-Rios.

Jean Lahor (Henri Cazalis) est un médecin et un poète. Il a fait partie avec Gabriel Mourey des premiers diffuseurs en France du mouvement de renouveau des arts décoratifs anglais. Son combat en faveur de l'art dans tout, partout et pour tous est motivé par son désir de contribuer au relèvement de la France. Il croit au pouvoir de l'art et il est convaincu qu'en mettant la beauté à la portée de tous qu'on éduque inconsciemment le goût de la nation et qu'on moralise les masses. Comme médecin, Lahor est sensible aux questions d'hygiène et propose de commencer l'éducation du peuple à la beauté par l'amélioration des conditions de logement et de l'ensemble des lieux publics fréquentés par les masses populaires. Il désire faire l'éducation artistique de la nation entière, les biens nantis comme la classe ouvrière, et propose des arts simples qui sont produits par un petit groupe de décorateurs modernes. Les objets offerts sont sobres, économique et séduisants et conviennent à tous pour la décoration des lieux privées et publics. Il est dans ce sens le diffuseur en France des idées de l'anglais William Morris qui a développé le mouvement Arts & Crafts. Pour ce faire, il invite les créateurs de son pays à coordonner leurs efforts autour du principe d'unité de l'art et de l'architecture. Il espère donner naissance à un mouvement comparable à celui existant en Angleterre. À l'exemple de William Morris, il souhaite devenir un chef de file dans le domaine des arts décoratifs. Cependant les résultats sont loin des attentes, Lahor cherche la reconnaissance et la notoriété. Sa conversion dans le domaine de l'art social, tout en lui procurant une certaine audience, ne lui suffit pas pour obtenir la consécration. La Société internationale d'art populaire qui lui sert de vitrine, ne lui a pas survécu. Elle a été pour lui un instrument d'autopromotion et a servi ses propres intérêts.

### Le concept d'art social de Roger Marx

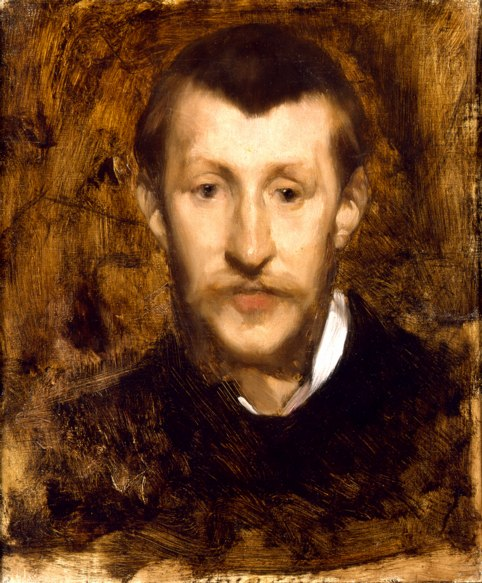
Roger Marx, peint par Eugène Carrière.

Roger Marx est un critique d'art respecté, responsable de l'organisation de l'exposition centennale de 1900, il participe à la création du Salon d'automne de 1903 où il apporte son soutien à Henri Matisse et aux anciens élèves de Gustave Moreau. Il admire Claude Monet, Paul Cézanne et Paul Signac et s'intéresse au cubisme. Il publie en 1913 un livre ambitieux L'Art social, préfacé par Anatole France. L'ouvrage de Marx a pour objectif de définir plus précisément la notion d'art social et d'imposer son corollaire en termes de contenu et de classification. Son projet n'est pas celui d'un retour à l'âge corporatif, mais d'une socialisation des différentes classes sociales dans le dispositif industriel. Marx entrevoit diverses sortes de production – manuelle, mécanique, industrielle – qui utilisent les capacités respectives de l'artiste, de l'artisan, de l'ouvrier et auxquelles doivent nécessairement correspondre des ordres d'enseignement distincts. Sur le plan esthétique, Marx ne remet pas totalement en cause l'Art nouveau mais il prône le retour à une simplicité en accord avec les traditions nationale et régionale. Il synthétise également les idées réformistes dans les domaines du logement, des loisirs et des fêtes. Selon Marx, l'artiste d'art social est invité à tempérer son individualisme pour privilégier l'œuvre commune. Son espace n'est plus l'atelier mythifié de l'artisan, mais la demeure du mécène, la manufacture rationnelle de l'industriel ou de l'État, le chantier de l'architecte ou les lieux du quotidien de la cité. Il est supposé se mettre au service d'un peuple ouvrier ou paysan, qui doit être éduqué au même titre que l'enfant. Néanmoins, il ne faut pas voir dans l'art social de Roger Marx un dispositif opposé à l'avant-garde mais plutôt une proposition solidariste. Pour le philosophe Jacques Rancière, l’art social conceptualisé par Roger Max se réclame de deux sources. II est d’accord avec Léon de Laborde d’éduquer le goût du peuple en faisant pénétrer dans les objets d’usages les principes du grand art et aussi avec Proudhon qui demande aux artistes de se tourner vers l’avenir en offrant au peuple des maisons communes, des écoles, des manufactures, des bibliothèques et des musées en plus de transformer la France en vaste jardin. En 1909, Roger Marx milite en faveur d'une exposition d'art social et sa campagne de presse aboutit en juillet 1912 lorsque la Chambre des députés adopte ce projet. Comme le souligne l'historienne de l'art Catherine Méneux, « Les débats suscités par les écrits de Roger Marx auront été une matrice importante pour les nouvelles générations qui se forment à la veille de la Grande Guerre. Comme l'indiquera son titre, l'exposition internationale des Arts décoratifs et industriels modernes de 1925 ne célébrera pourtant pas l'art social, mais les ensembles luxueux destinés à l'élite de la nation. En ce sens, l'art social aura surtout été associé à la vieille rhétorique alarmiste sur une situation de l'art national plutôt qu'à une véritable réflexion sur la place de l'artiste dans la société démocratique ».

## Art social en Angleterre (1860 à 1910)
Entre 1890 et 1905, la France s'intéresse aux idées de William Morris et de John Ruskin. Les traductions de leurs écrits et des articles sur les actions de ces deux réformateurs se multiplient et donnent la preuve qu'il est possible de rapprocher l'art et la vie, c'est-à-dire d'œuvrer à l'élaboration d'un art social. Le modèle d'art social anglais s'incarne dans les idées mais surtout les actions entreprises par Morris et Ruskin. L'Angleterre connaît dès le milieu du XVIIIe siècle une révolution industrielle sans précédent. Premier état capitaliste, cette prospérité manufacturière et cette supériorité industrielle masquent mal les conditions de vie des ouvriers, effet pervers d'un capitalisme débridé. Devant ce constat, Ruskin s'élève contre les valeurs répressives, mercantilistes et conservatrices de son temps. Morris dénonce les conditions de travail des ouvriers et des artisans cantonnés à des tâches répétitives, mécaniques et asservis à la machine. Pour eux, la solution passe par un retour au modèle médiéval du travail de l'artisan. Il faut créer de beaux objets qui seront réalisés à la main en respectant les méthodes de travail des artisans et ainsi répandre la beauté dans tous les aspects du quotidien. Il faut transformer le cadre de vie de la société et les conditions de travail des artisans. Malgré cette noble intention, l'action artistique de Morris et Ruskin n'a pas eu tout le succès attendu. Une telle organisation du travail qui appartient au Moyen Âge n'est viable que sur un secteur très étroit du marché, une niche commerciale d'artisanat luxueux. La conséquence est une cherté des produits qui rend illusoire leur appropriation par les couches populaires. Ils ont sous-estimé la logique économique, et notamment la question du coût de la production. L'art pour le peuple destiné à pénétrer les demeures les plus modestes est un échec.

### Arts and Crafts
L'Arts and Crafts Exhibition Society a été créée à Londres en 1887, d'où le nom du mouvement. Mais c'est grâce à l'association du critique d'art John Ruskin et de l'écrivain, peintre, décorateur et théoricien William Morris que le mouvement prend véritablement forme. Les fondateurs sont en Angleterre les principaux critiques de la révolution industrielle. Insatisfaits de l'influence impersonnelle et mécanisée de l'industrialisation sur la société, ils cherchent à retrouver une manière de vivre plus simple et plus épanouissante grâce à l'art. Pour eux, il s'agit de créer des objets de qualité faits à la main dans l'esprit des ateliers médiévaux et aux formes s'inspirant de la nature. Ruskin et Morris souhaitent rapprocher le concepteur et le destinataire du produit. Ils dénoncent le côté aliénant et inhumain de l'industrie. Le mouvement Arts and Crafts oppose le travail artisanal de belle facture au produit industriel de qualité médiocre. Les artistes-artisans mettent en avant le matériau, les meubles se font en bois massif, le martelage de l'argenterie et de la dinanderie se fait à la main. En réaction aux intérieures surchargées de la bourgeoisie victorienne, ils mettent en avant la simplicité, voire le dépouillement, estimant qu'un beau mobilier se suffit à lui-même. Dans leurs œuvres surgissent les végétaux et les animaux plus ou moins stylisés, symboles de la nature.

Meubles et textiles créés par William Morris
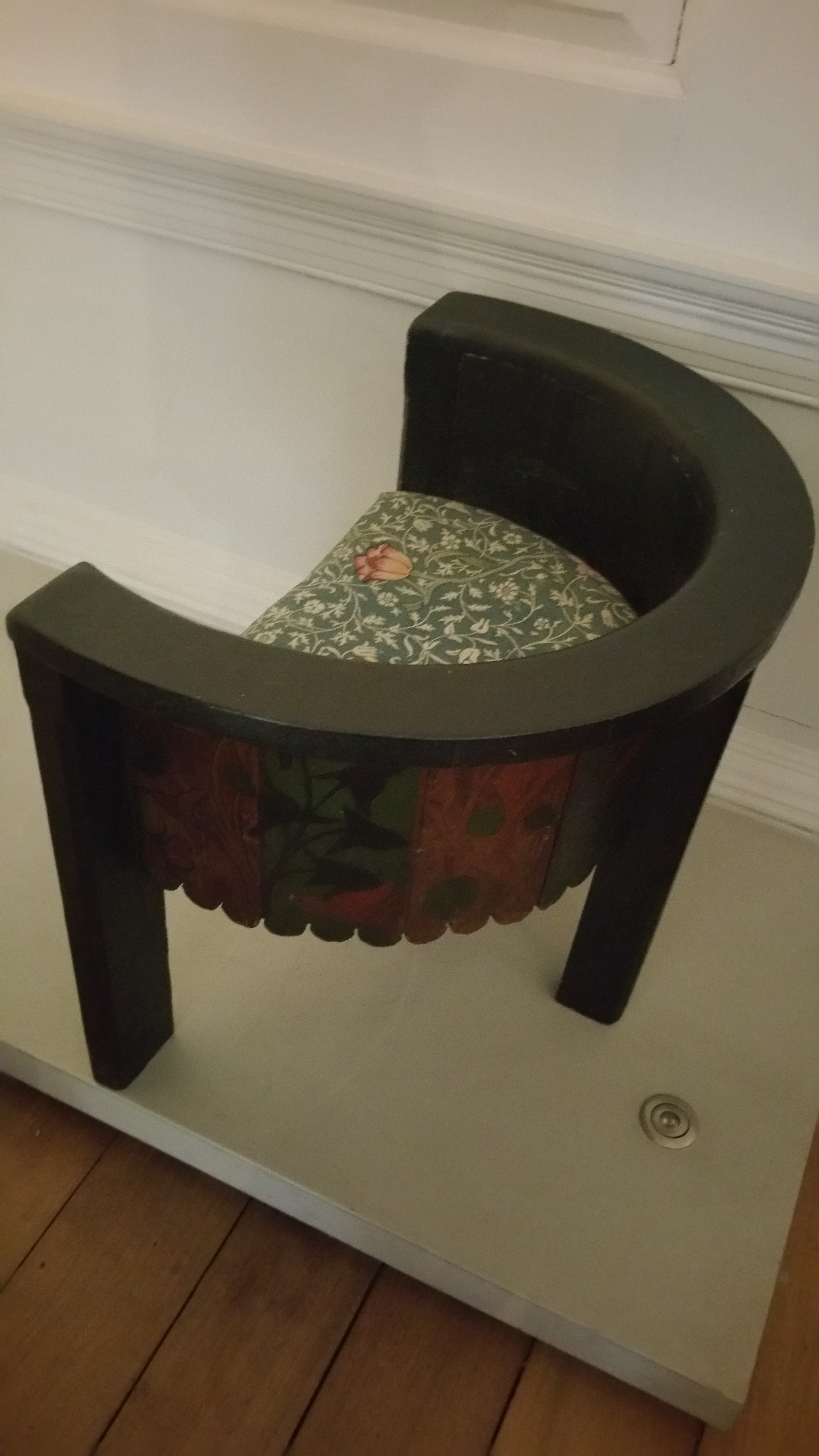
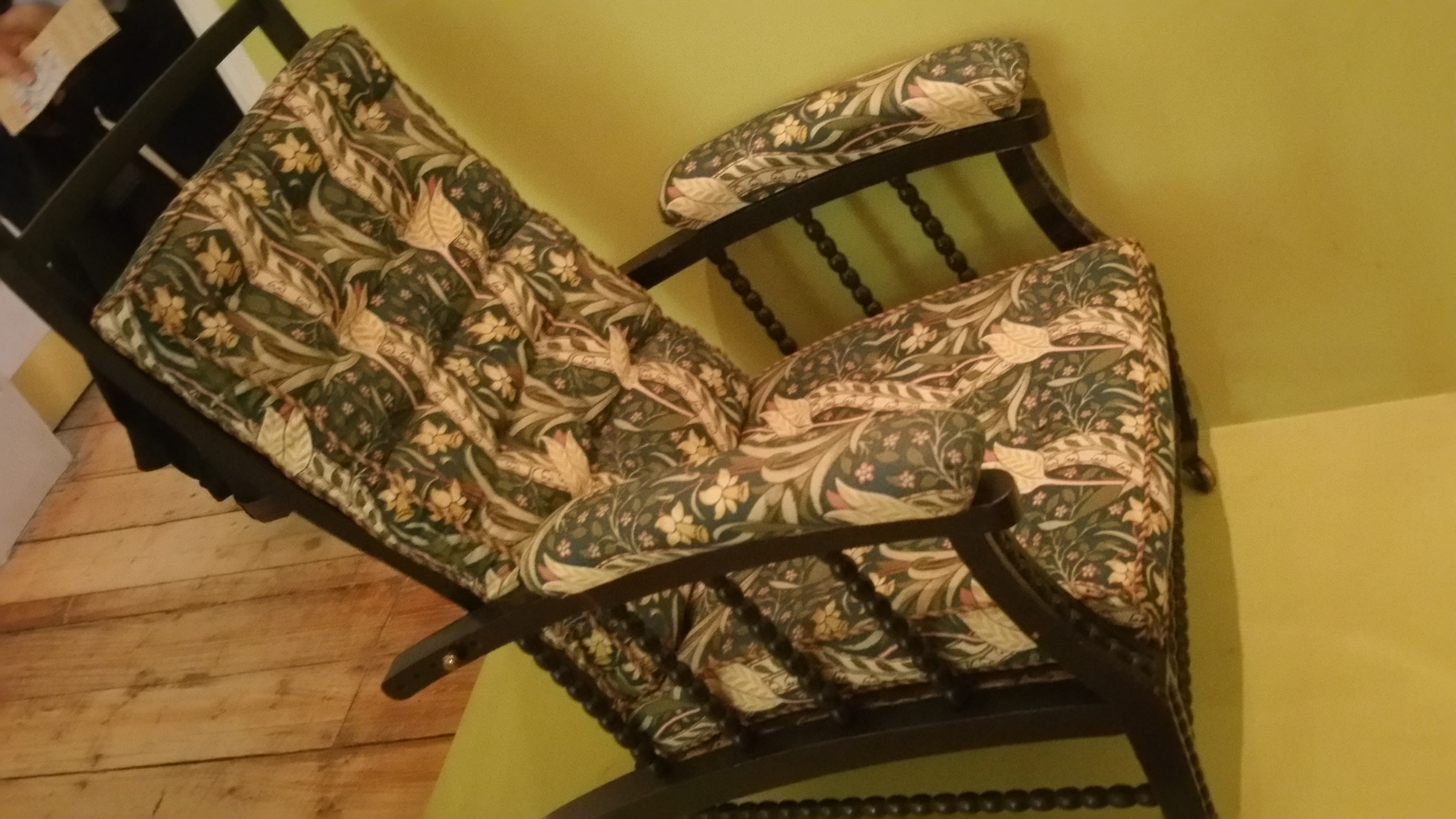
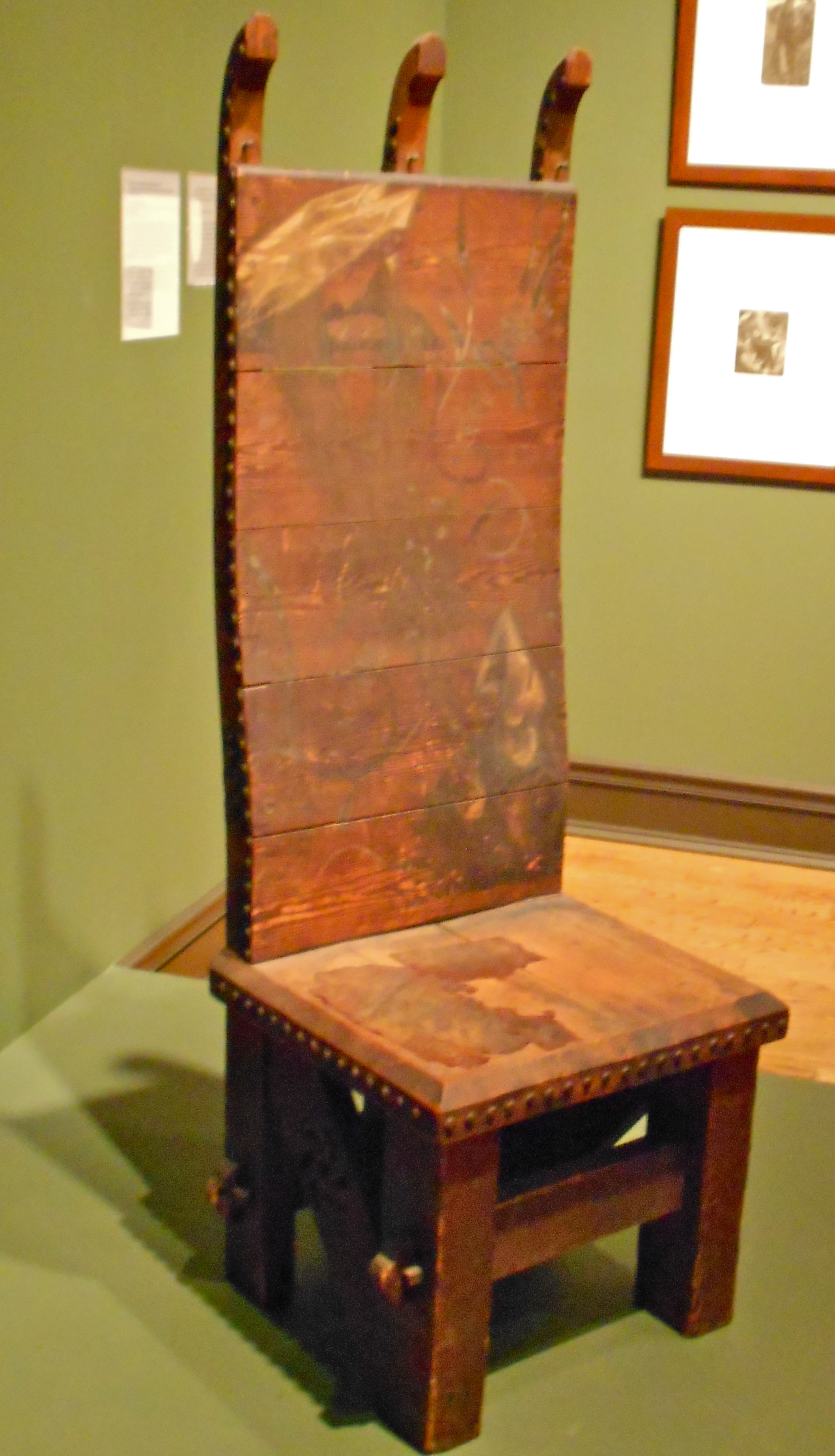
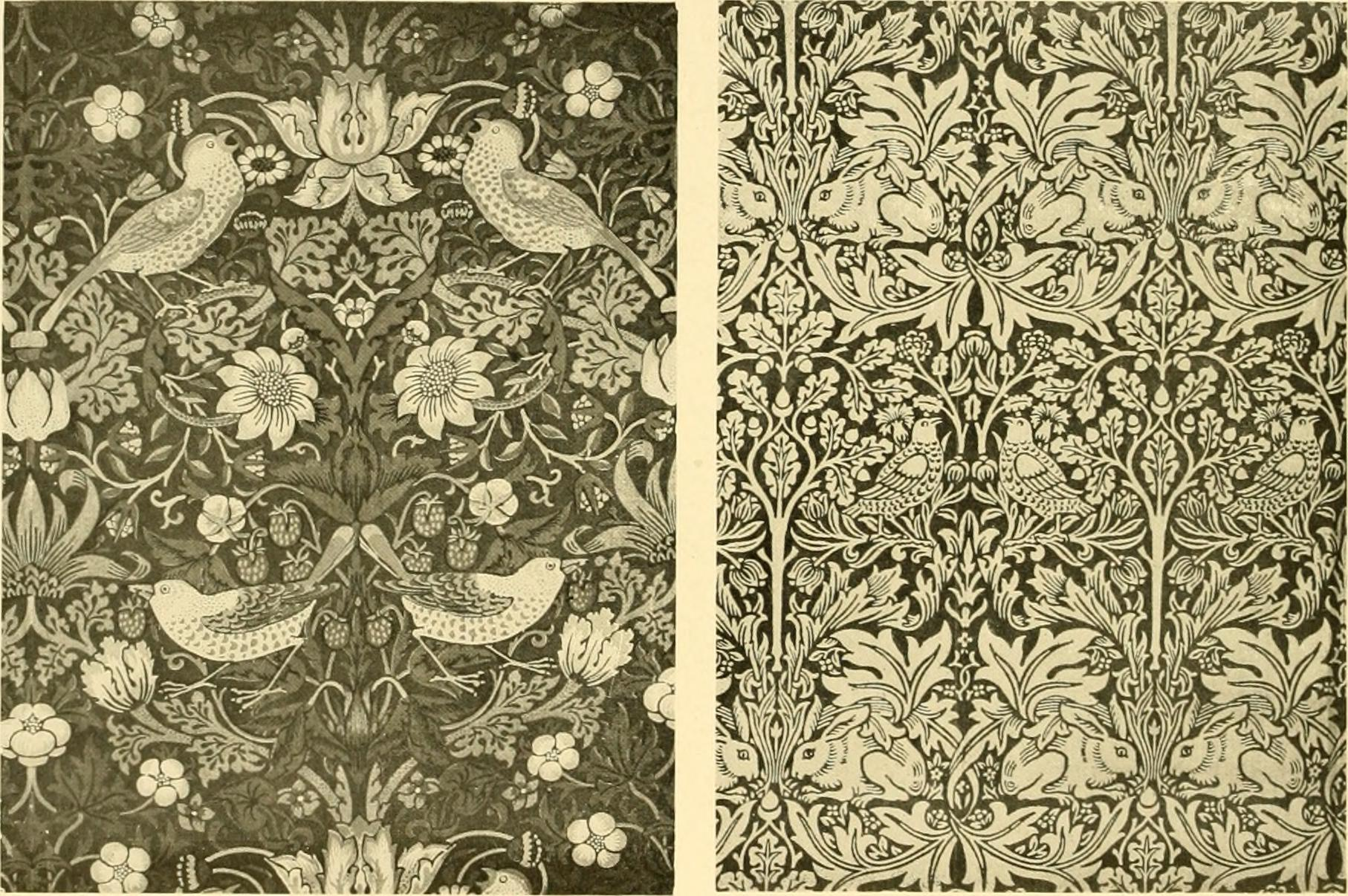
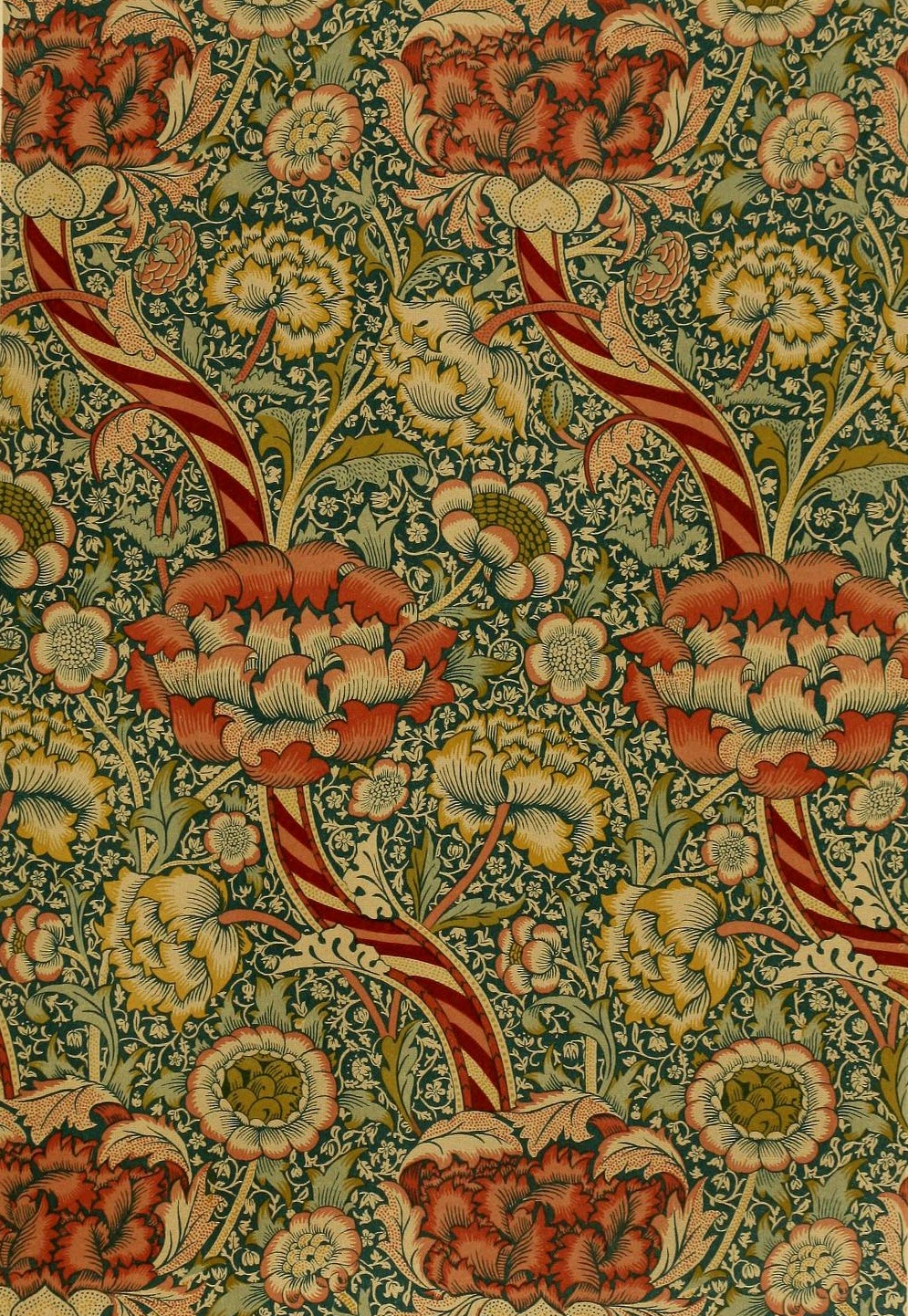

### Le concept d'art social de William Morris

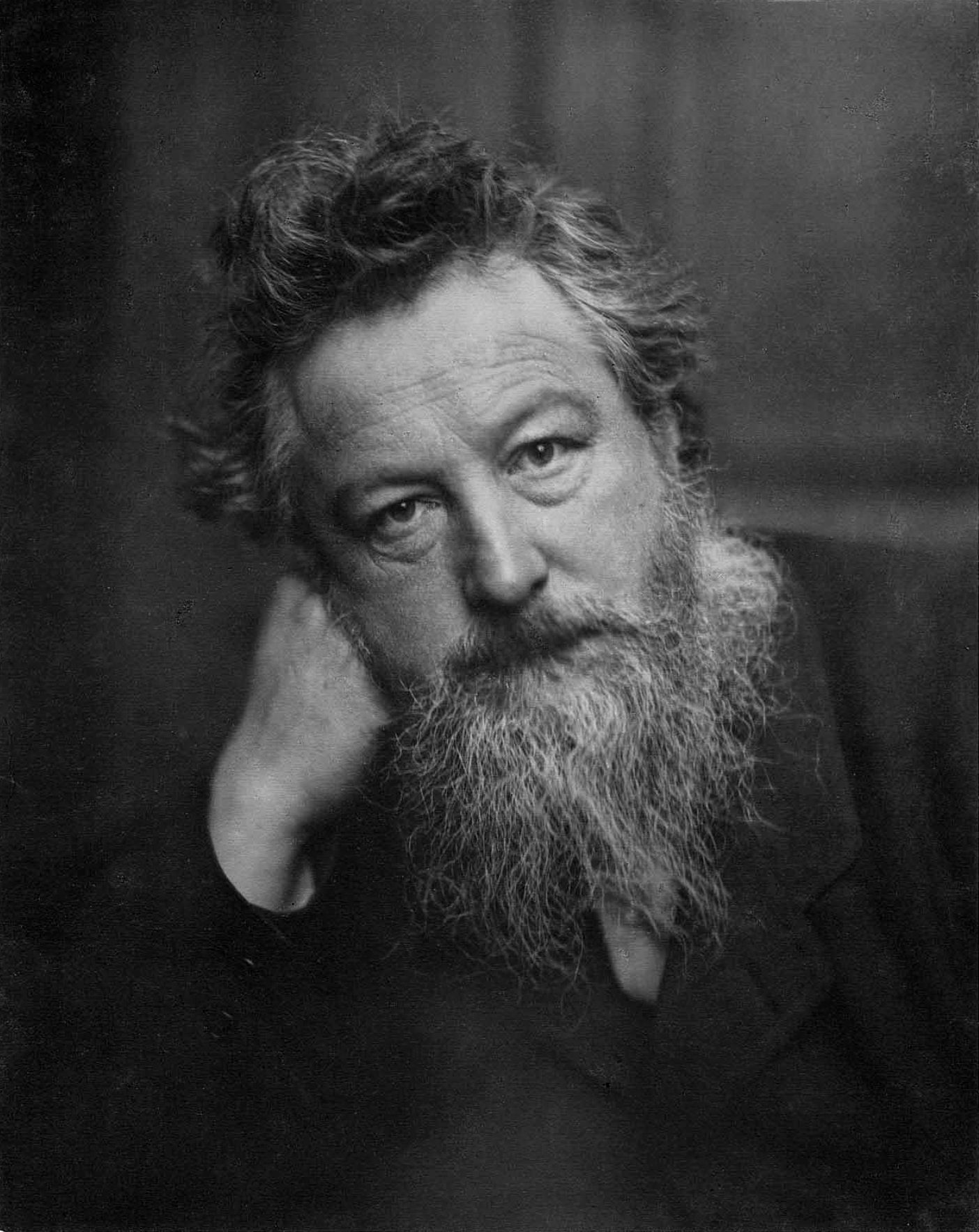
William Morris.

La spécificité de l'approche de William Morris, à l'égard de ses compagnons intellectuels, réside dans la place centrale qu'il accorde à l'art. Tous dénoncent le travail à la chaine, aliénant, qui ne valorise pas le travailleur, seul Morris avance l'art comme forme de solution. Dans la mesure où une vie heureuse et épanouie réside, à ses yeux, dans le plaisir que l'on prend à son travail, et dans la mesure où le problème actuel vient précisément de ce que la majorité des travailleurs ne prennent aucun plaisir dans le travail mécanique qu'ils sont obligés d'effectuer, les artistes constituent un modèle de travailleurs heureux. L'art reste une activité pleinement libre, qui procure du plaisir. Contrairement à Kant, qui oppose les beaux-arts (libres et agréables) à l'artisanat (servile et pénible), Morris pense que tout travail, toute activité, doit être libre et agréable, c'est-à-dire être considérée comme de l'art. La fusion de l'art, de l'artisanat et de la vie quotidienne est au cœur de la vision politico-esthétique de l'écrivain anglais. Même si Morris est un socialiste engagé et obtient du succès avec son entreprise fondé sur le mouvement Arts and Crafts, son héritage est renié par la génération des artistes modernes et avant-gardiste qui prône un art intégré à l'industrie. Pour Adolf Loos, architecte et théoricien de l'art autrichien, dont les écrits et les édifices sont considérés comme une rupture par rapport à la génération précédente et Le Corbusier, grand amateur de Loos qui en adapta le message en France, William Morris et le mouvement des Arts and Crafts font figure de vieilleries moyenâgeuses allant à contre-courant de la modernité. Sur un point très précis, l'analyse de Le Corbusier est diamétralement opposée à celle de Morris. L'architecte suisse est un partisan de l'industrialisation, qu'il associe à la modernité et au progrès. La mécanisation du travail rend celui-ci moins pénible pour les ouvriers, dont les tâches les plus ingrates accomplies par des machines, permet d'augmenter la productivité et de libérer du temps libre pour des activités de l'esprit et la fréquentation des lieux d'art. En réalité, ce n'est pas tout à fait ce qui se passe. L'ouvrier devient l'esclave de la chaine de production à l'usine, l'employé sans qualification est soumis à un travail peu valorisant et répétitif et le temps qui leur reste n'est pas consacré aux arts. Seuls les riches, qui ont le capital financier et le capital culturel, peuvent dégager du temps et trouver de l'intérêt à développer des activités intellectuelles ou artistiques. Si bien que l'automatisation du travail et l'autonomisation de l'art ont produit un écart entre les riches et les pauvres, entre le monde de l'art et le monde ordinaire. La modernité de Morris est une modernité socialiste, qui implique d'associer le corps et l'esprit, l'art et le travail. Morris veut appliquer les préceptes théoriques de Ruskin dans la pratique et cela passe forcément par l'artisanat et le médiévalisme. Il fait construire une maison-atelier, la Red House, en 1859, où il conçoit avec ses amis préraphaélites des meubles intégrés à des appartements. Le principe directeur de ce qu'on appelle aujourd'hui le design d'intérieur était la convenance, c'est-à-dire un rapport adéquat entre la fonction et la forme. Malgré les formes néo-gothiques qui caractérisent cette décoration, ces principes sont fondateurs de ce qu'on peut appeler l'éthique du design moderne. En même temps, Morris crée une entreprise d'ameublement et de décoration : Morris, Marshall, Faulkner & Co, dont est membre notamment Ford Maddox-Brown, un designer préraphaélite déjà renommé. Les principales productions de l'entreprise de Morris sont le travail du verre et du textile. La firme présente ses productions à l'Exposition Internationale de South Kensington de 1862, qui regroupe tout ce qui se fait dans le monde en matière d'arts appliqués et décoratifs.

Meubles et aménagements créés par William Morris dans la maison-atelier Red House
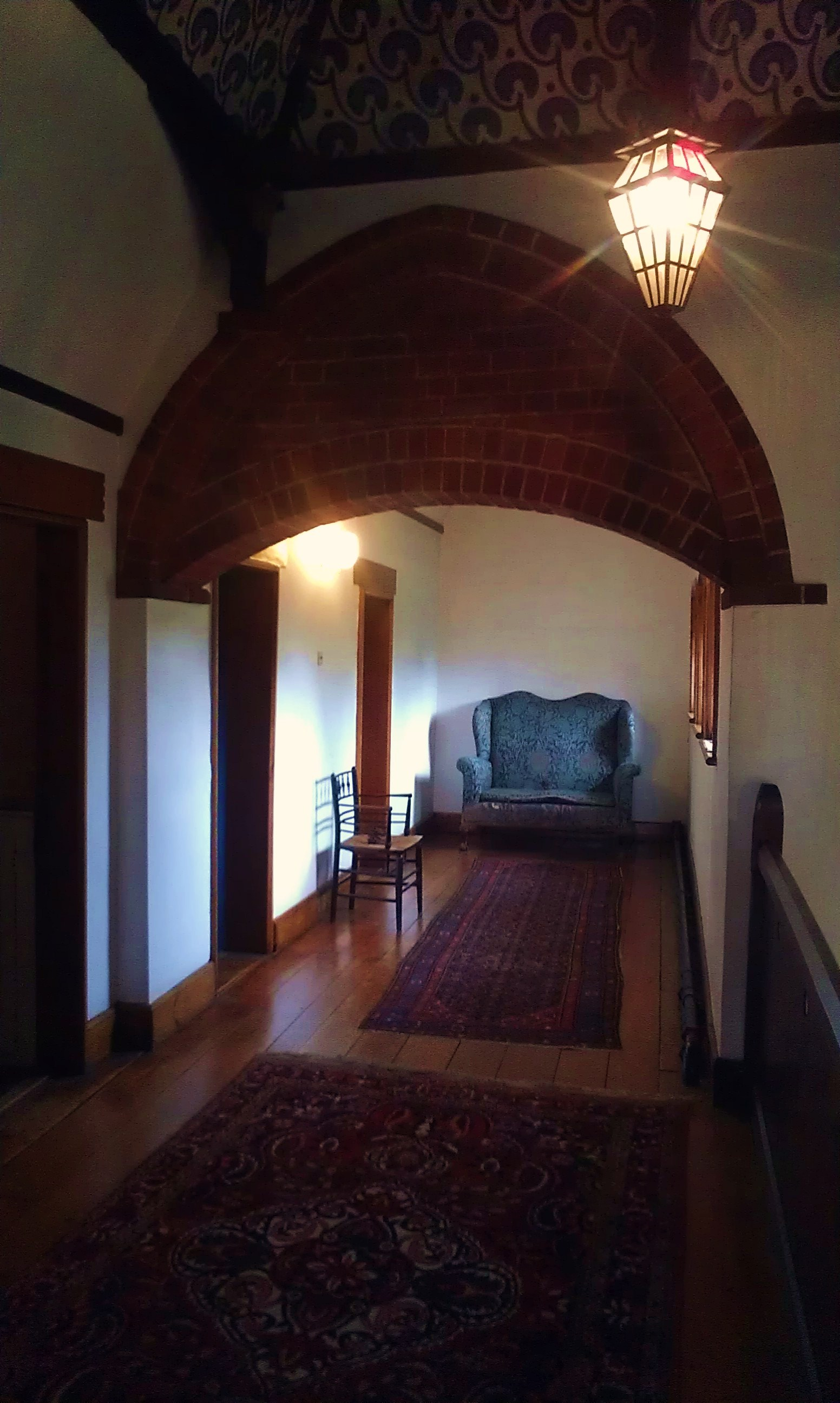
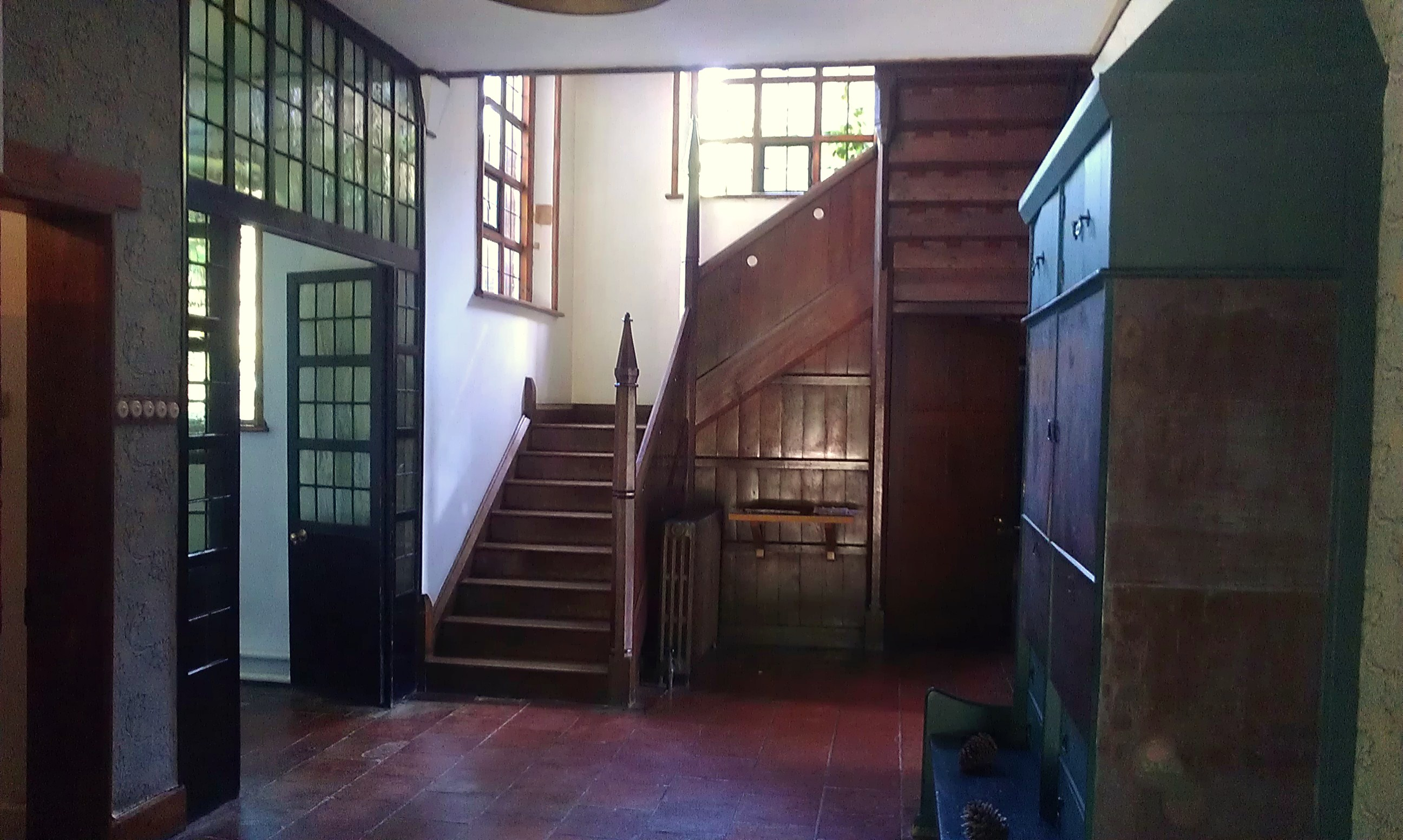
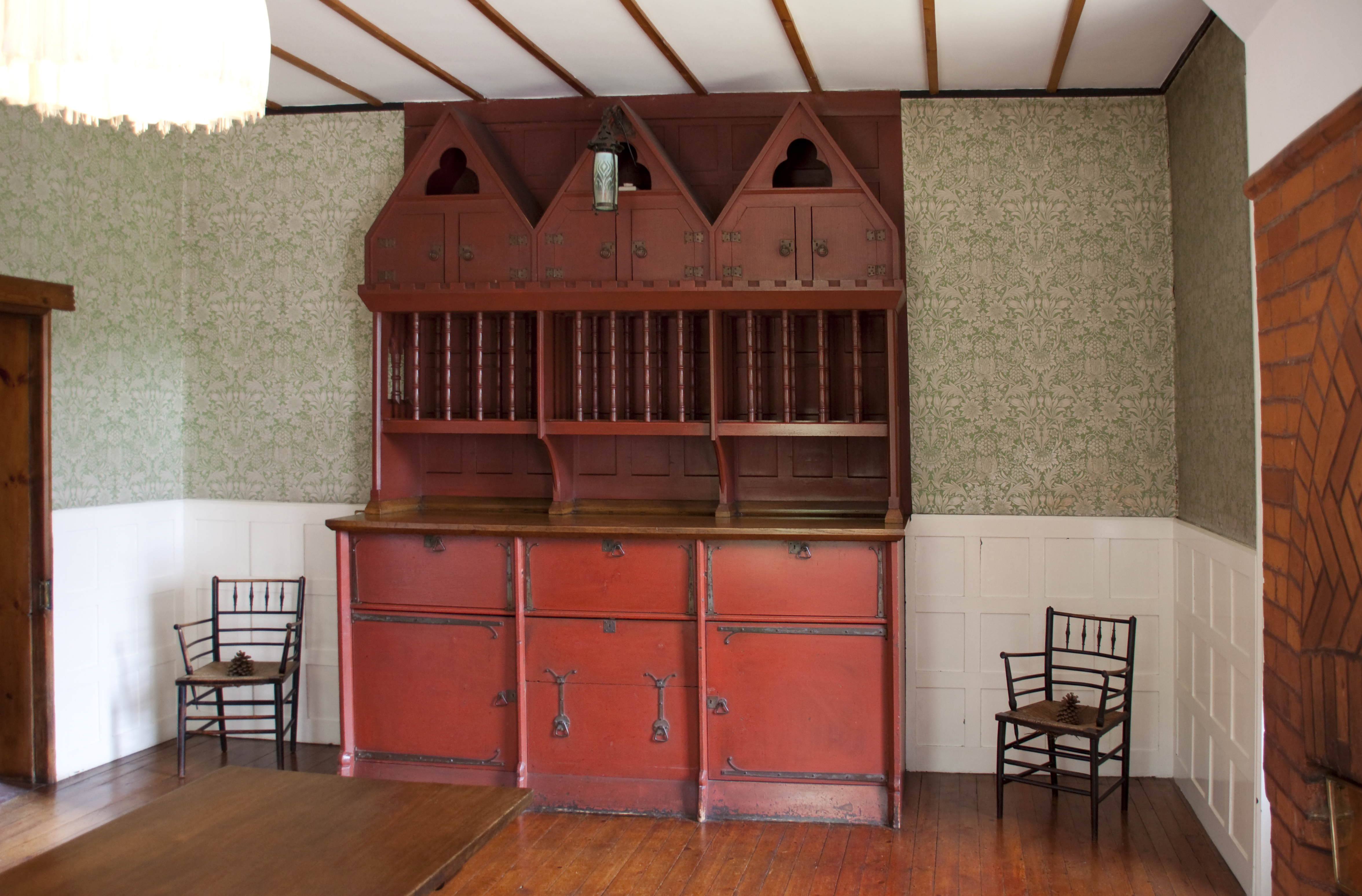
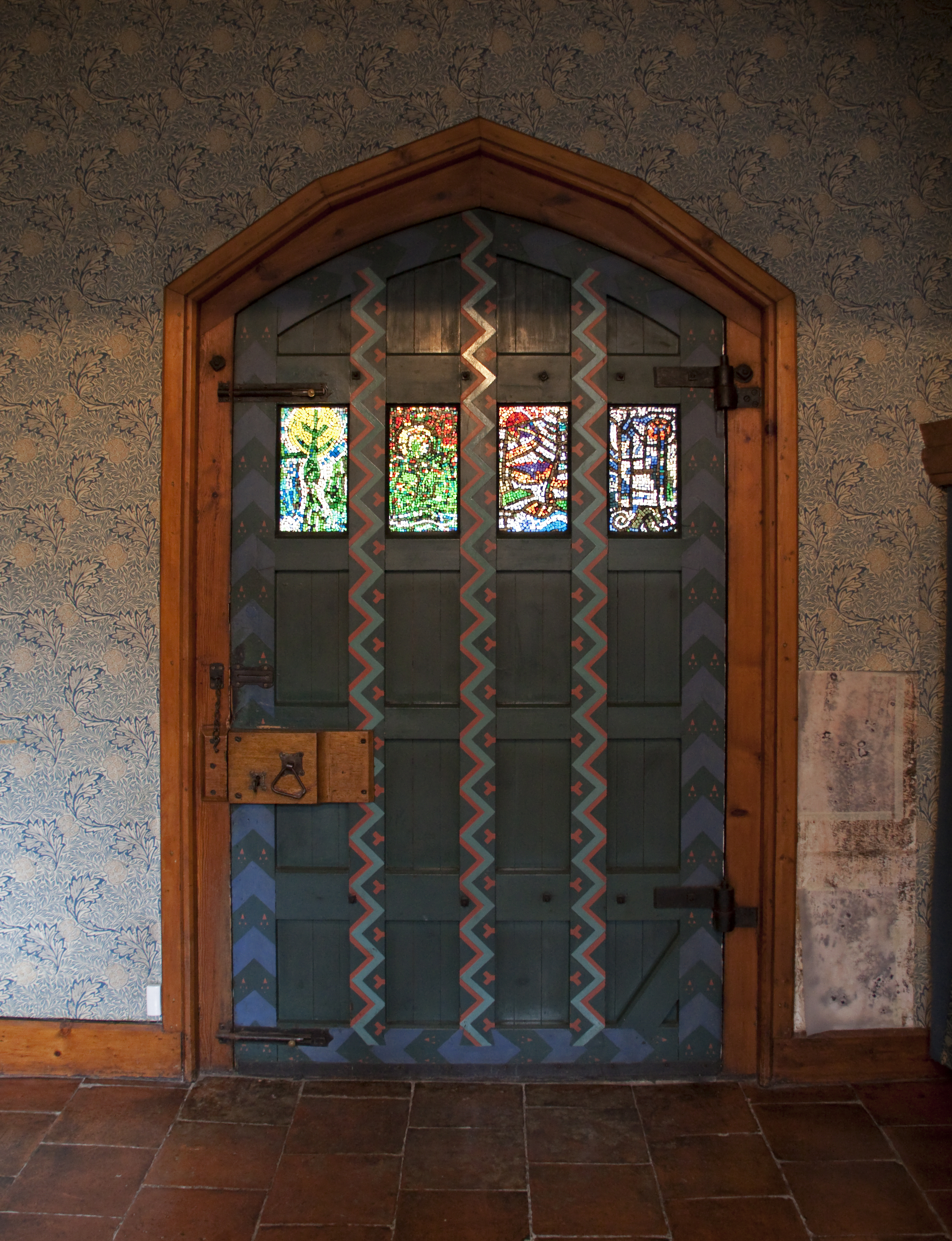
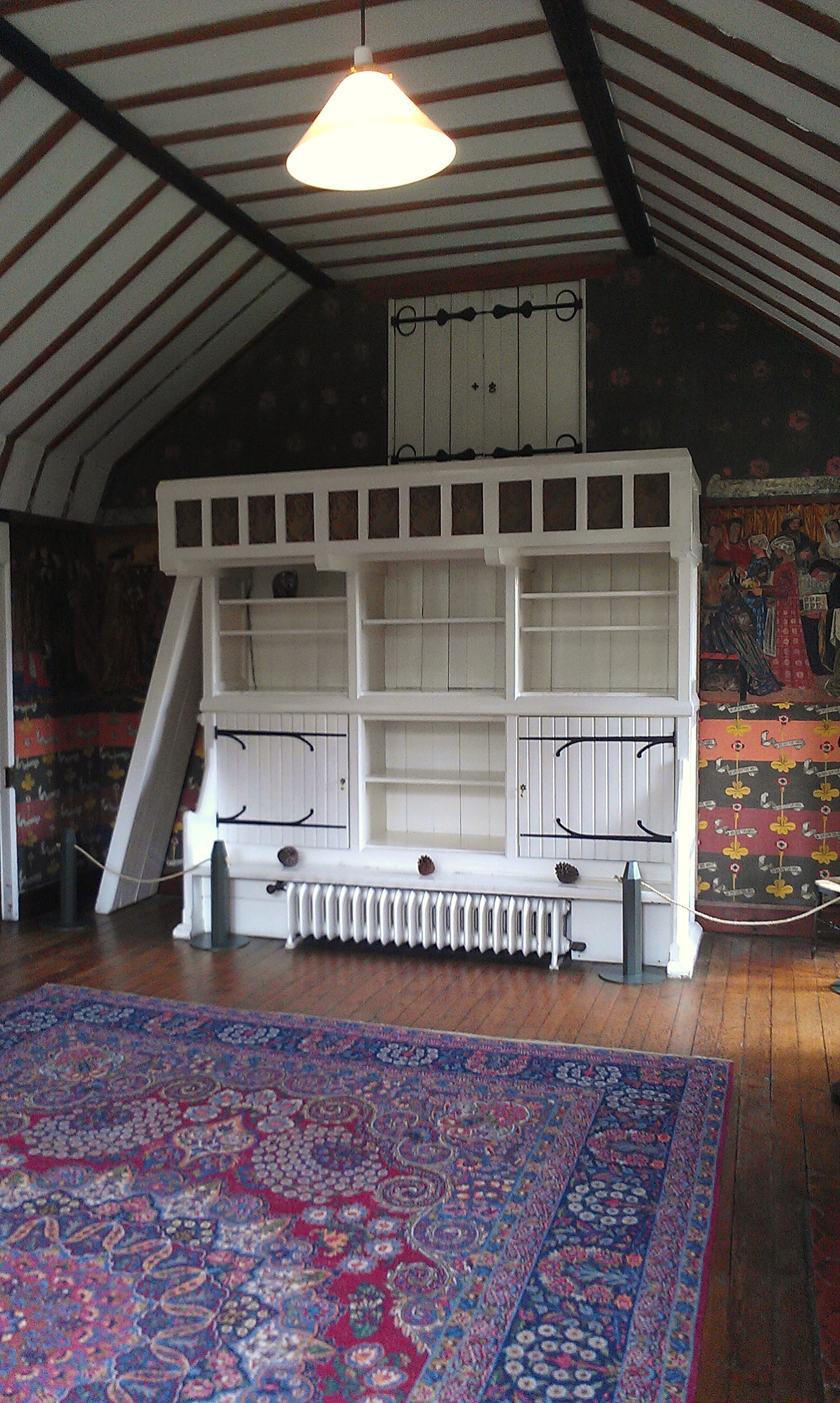

### Le concept d'art social de John Ruskin

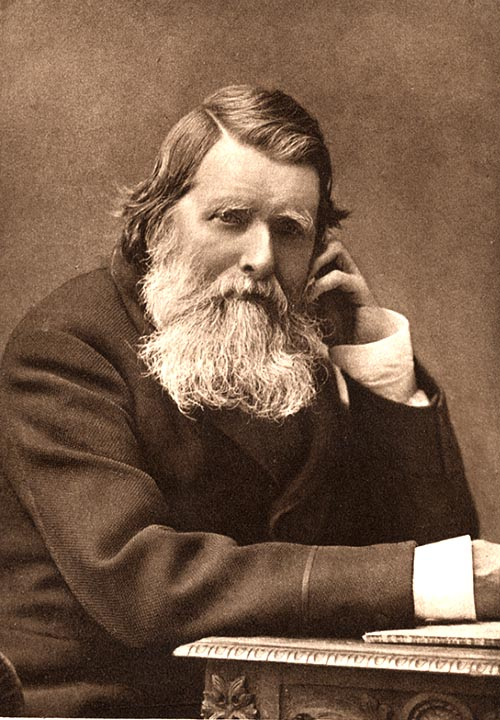
John Ruskin.

John Ruskin, poète, peintre et critique d'art est un des premiers théoriciens à fonder son analyse artistique sur l'interdépendance du domaine de l'art et des autres domaines de l'activité humaine. Il pense que l'histoire des sociétés donne la clé pour comprendre l'histoire des arts. On associe l'œuvre de John Ruskin à la redécouverte du gothique en architecture, à la défense du peintre Joseph Mallord William Turner et des préraphaélites, c'est-à-dire aux tendances artistiques reconnues comme les plus importantes dans l'Angleterre du XIXe siècle. Mais il ne faut pas oublier que ces tendances sont, à leur époque, minoritaires. Le gothique est ridiculisé par les architectes et les ingénieurs, Turner et les préraphaélites par l'Académie des beaux-arts. Ruskin, défenseur des minorités en art et aussi en politique est issu d'une famille anglicane à la morale sévère. Il déteste l'enrichissement éhonté des propriétaires et utilise la fortune familiale pour des œuvres de philanthropie. Ruskin associe la montée en puissance de la bourgeoisie capitaliste à une décadence morale qui se manifeste non seulement par l'accaparement des richesses aux mains de quelques-uns, la dégradation des conditions de travail des ouvriers et des conditions de vie des pauvres en général, mais aussi par un enlaidissement généralisé. La cause de cet enlaidissement n'est pas un changement de style architectural, mais un changement de manière de produire, c'est-à-dire l'abandon progressif du travail artisanal et son remplacement par le travail mécanique, sans âme. Pour Ruskin, la perfection n'est pas le but de l'art, car celle-ci peut être atteinte par la machine. Le but de l'art, c'est l'expression de l'âme de l'artiste, y compris l'artisan qui sculpte la pierre d'un édifice ou le bois d'un meuble. La machine produit ce que Ruskin appelle un travail mort, qui se manifeste dans la répétition mécanique des formes. Pour lui, le travail à la machine ou produit par un homme qui pense et agit comme une machine, aboutit à un résultat parfait, parce qu'il se contente de reproduire un modèle qu'il peut répéter. Le travail à la main, par un artisan consciencieux, est peut-être plein de défauts, mais il ne se ressemble jamais à lui-même. Il fait toujours apparaitre quelque chose de différent, c'est-à-dire de nouveau.

## Art social en Belgique (1880 à 1930)
Comme l'affirme l'historien Paul Aron « L'expérience belge de l'art social rassemble autour d'un projet concret de démocratisation culturelle des acteurs issus du monde artistique et des responsables politiques socialistes. La fondation du Parti ouvrier belge (POB) en avril 1885 marque une nette rupture dans la vie politique d'un pays jusque-là divisé entre les partis catholique et libéral. Elle impose la question sociale au premier plan de la vie politique ». Différentes initiatives du POB, comme l'ouverture de la Section d'Art en 1891, la création en 1894 du Salon de la Libre esthétique et la Maison du peuple en 1899 accordent une place importante aux arts décoratifs et à la démocratisation artistique et culturelle en Belgique. Des personnalités comme Henry van de Velde, Victor Horta et Octave Maus contribuent à l'esthétisation du cadre de vie des belges et participent au développement de l'Art nouveau. Ils sont appuyés dans leur démarche par des politiciens et des bourgeois radicaux insatisfaits des structures sociopolitiques du pays. Ces intellectuels progressistes se retrouvent aux premières lignes des combats pour l'instruction populaire, la lutte contre l'alcoolisme, l'hygiène ou la moralisation de la vie publique. Véritable laboratoire pour l'Europe, le modèle belge a servi de référent à ceux que portait l'ambition d'un art susceptible d'être social.

### Art social belge et politique
Le POB n'est pas révolutionnaire et il est peu relié aux théories marxistes. Il réunit des organisations ouvrières, syndicales et des coopératives. Le POB a su former des militants des milieux populaires et des bourgeois radicaux comme l'avocat Émile Vandervelde, les sénateurs Henri La Fontaine, et Edmond Picard, les députés Léon Furnémont, Jules Destrée et Hector Denis. Contournant les structures traditionnelles de la diffusion de l'art, ces politiciens soutiennent la création d'institutions médiatrices qui permettent de socialiser l'avant-garde artistique et d'œuvrer à une nouvelle éducation esthétique populaire. À la fin du XIXe siècle, la Belgique est en pleine expansion démographique, la transformation rapide des villes exige un cadre de vie complètement renouvelé. L'innovation artistique fait partie des solutions pour ce changement. La proximité de l'Angleterre et de l'Allemagne influence culturellement le milieu politique sur le plan des idées. Il s'agit de la révolution wagnérienne (l'œuvre d'art totale) en Allemagne et la promotion du préraphaélisme et des ateliers fusionnant art et artisanat en Angleterre.

Henri La Fontaine, Octave Maus, Edmond Picard, Jules Destrée
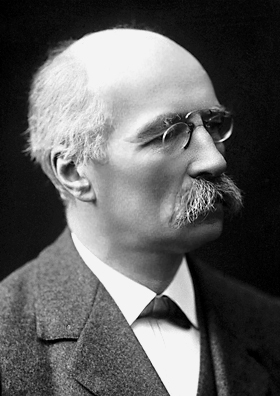
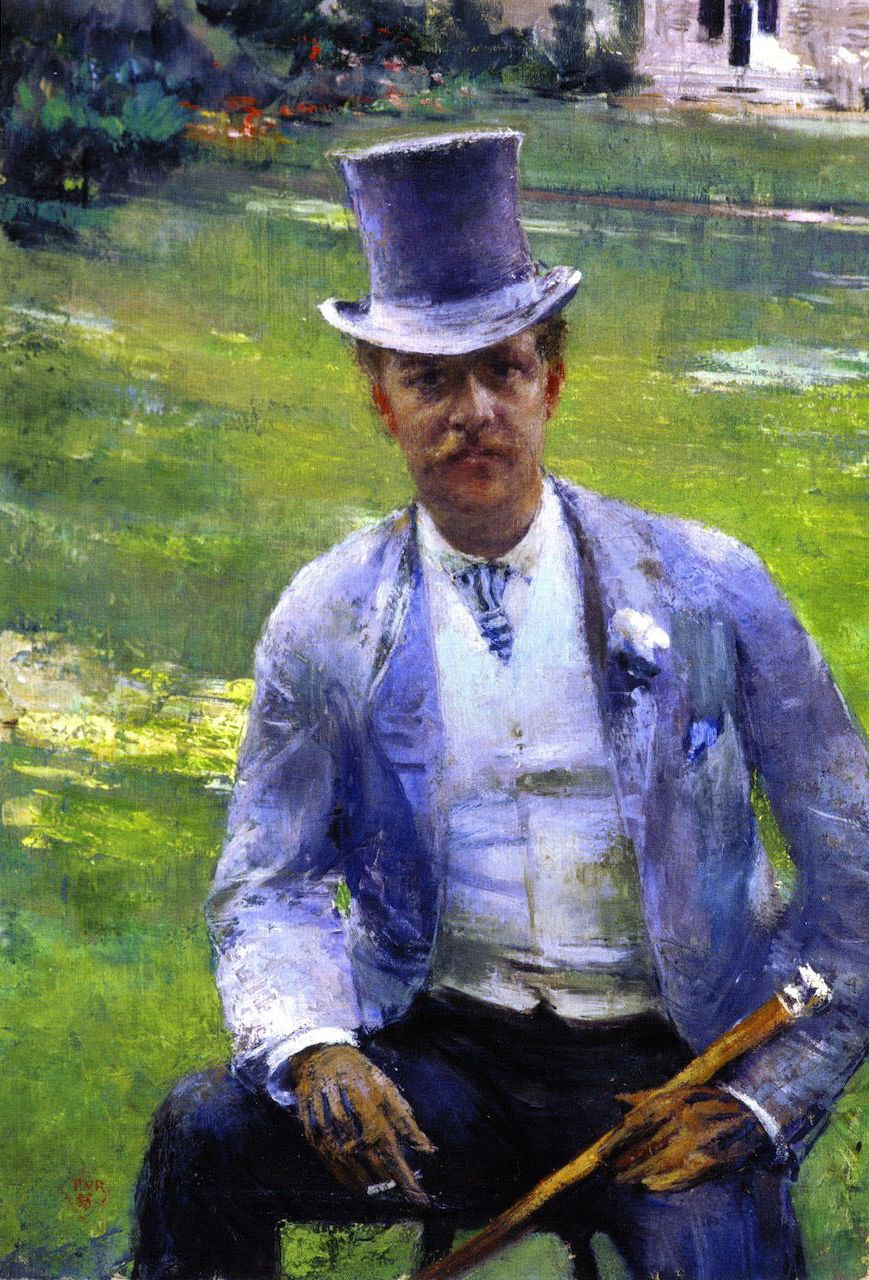
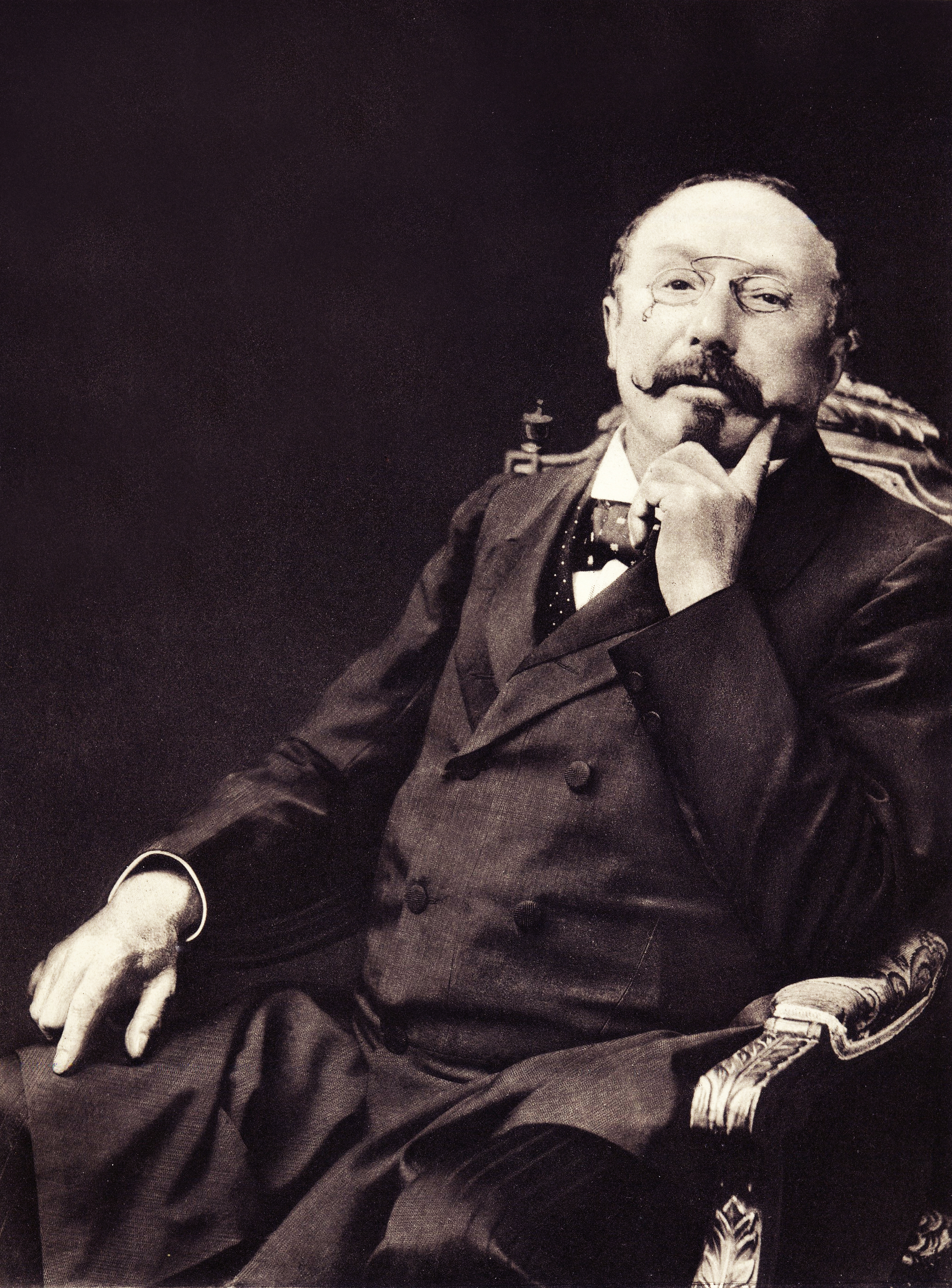
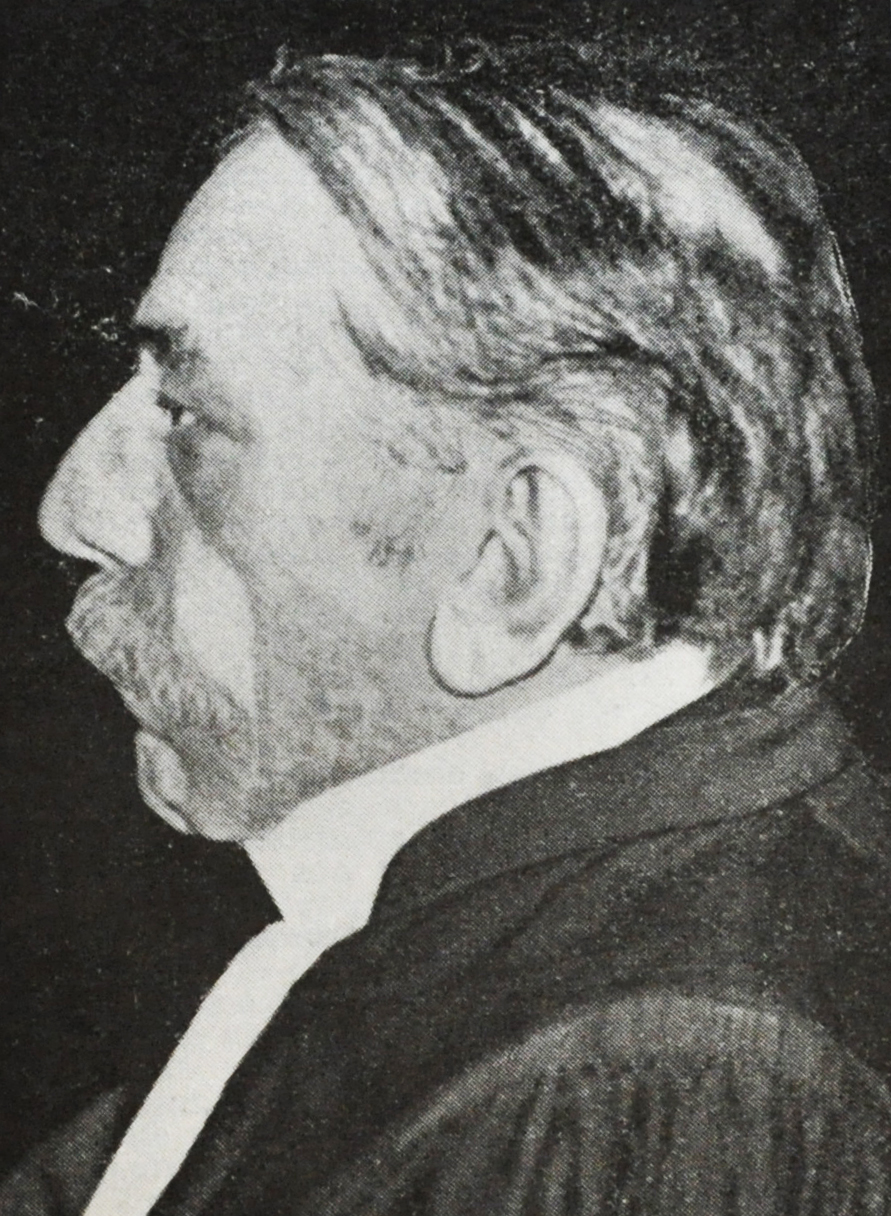

### La revueL'Art moderne

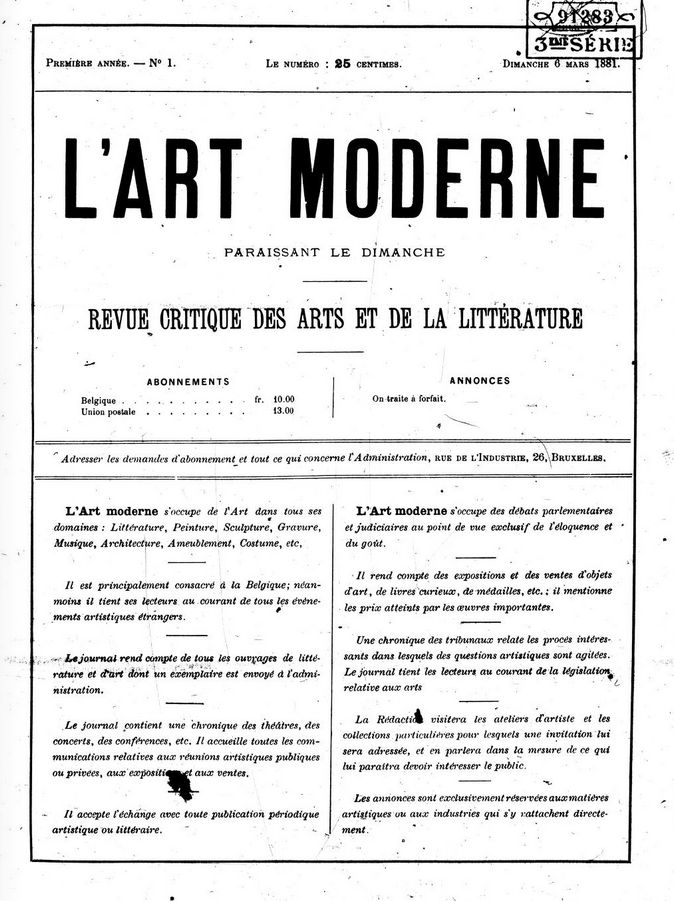
Revue L'Art moderne.

Cette revue littéraire et artistique belge est fondée par deux avocats amateurs d'art, Octave Maus et Edmond Picard. Elle est éditée à Bruxelles de 1881 à 1914. Anti conformisme et avide de renouveau artistique, la revue aborde la modernité dans des domaines aussi variés que la peinture, la sculpture, l'ameublement, le costume, mais également la musique et la littérature. Elle défend aussi l'idée d'un art social, d'un art qui envahit le cadre de vie. L'Art moderne définit pour la première fois le concept d'« Art nouveau » en 1894. La revue se singularise dans ses premières années par des articles sans signature, censés refléter l'opinion du collectif éditorial. Trois traits distinctifs caractérisent la revue L'Art moderne.
- Elle prend position dans le domaine artistique ;
- Elle vise à l'internationalisation des relations entre les artistes ;
- Elle encourage la collaboration entre les artistes relevant de disciplines différentes afin d'atteindre à l'œuvre d'art totale.

Son directeur, Edmond Picard, considère la littérature comme premier signal social, il précise que l'art peut porter secours aux réformes que le politique doit réaliser.
L'art social est à la fois un constat et une position critique. Son texte « Le jeune mouvement littéraire » dans L'Art moderne établit que l'art devient réellement social lorsqu'il renonce à être un simple reflet de l'ordre social pour prendre part active dans la dénonciation. Il doit s'emparer de toutes les idées dominantes en leur donnant une puissance et une sonorité inconnues, les rejeter dans la masse pour imprimer une course rapide au courant du progrès et de l'histoire. Il ne faut pas voir la revue L'Art moderne comme un organe de politisation de l'art. La revue défend à la fois les positions avant-gardistes de l'art moderne visant l'autonomie des artistes et de l'art dans la société et l'engagement social des artistes dans l'esthétisation du cadre de vie. L'art social ne se détermine ni par des sujets, ni par un genre donné, mais en fonction d'un esprit esthétique et éthique. Cette approche permet tous les cas de figures possibles, du moment que, dans la sphère de la création ou de la diffusion des œuvres, il y ait moyen de penser une rencontre avec le monde populaire.

### La Maison du peuple

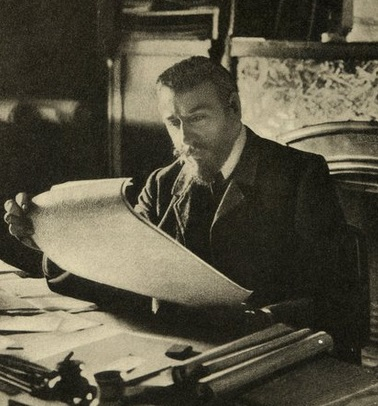
Victor Horta, architecte.

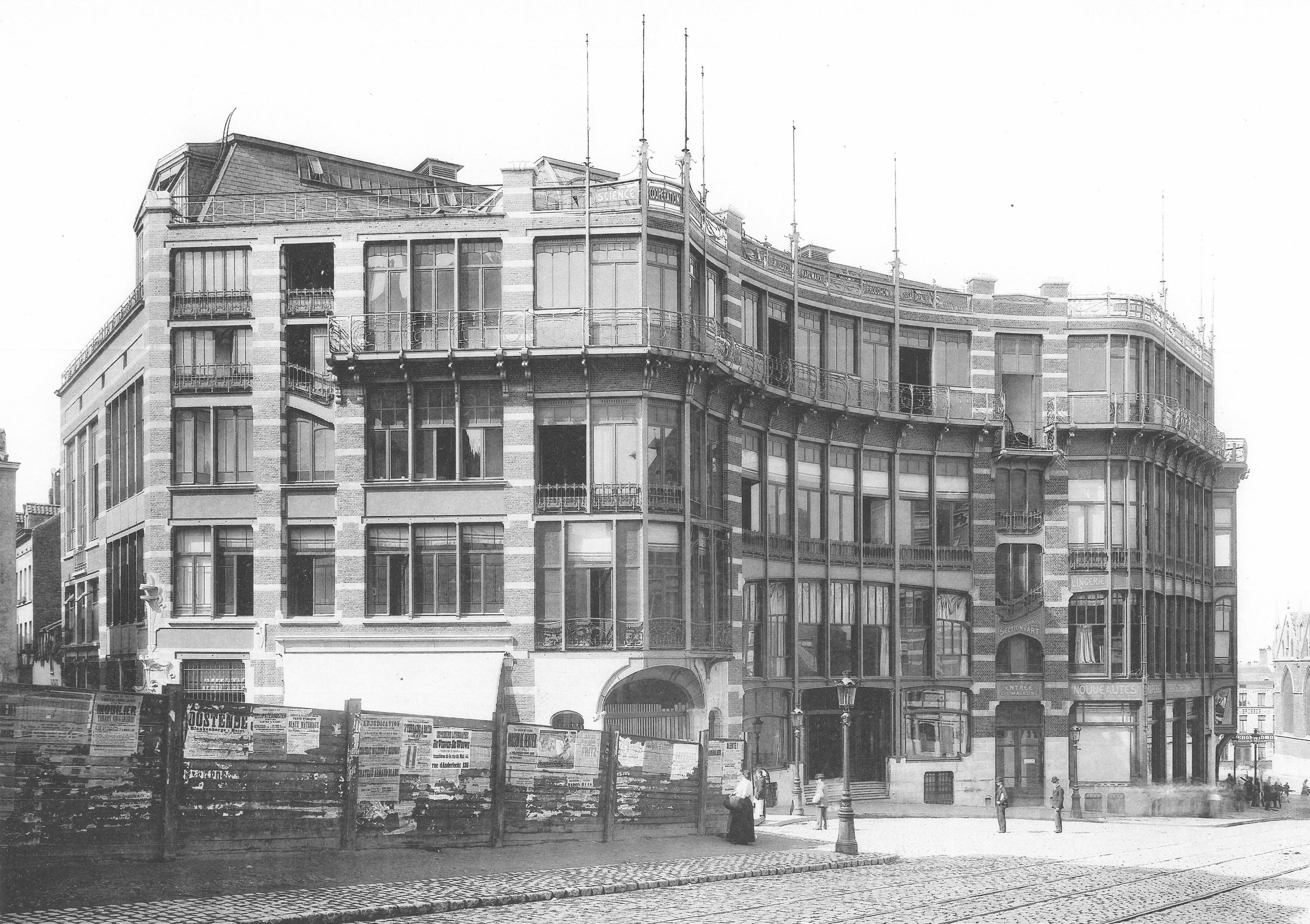
La Maison du Peuple de Bruxelles.

Le monument emblématique de la rencontre du Parti ouvrier belge (POB) et de l'Art moderne est la Maison du peuple à Bruxelles. Inauguré en 1899, la Maison du Peuple comprend des magasins, des entrepôts, des bureaux, un vaste café et buffet, une quarantaine de salles et une immense salle des fêtes capable d'accueillir mille cinq cents personnes assises. L'architecte Victor Horta est choisi pour bâtir ce bâtiment dans un style à la fois rationnel et esthétique. L'architecte rompt avec le style prudent de ses prédécesseurs, innove avec la ligne courbe, l'asymétrie, l'honneur rendu au fer, au verre et à la lumière. Il incarne dans cet édifice l'ouverture à l'Art moderne et l'idéologie du Parti ouvrier belge. La Maison du Peuple a un public qui déborde les milieux socialistes. La programmation des activités liée à l'art n'est pas militante. Aucune contrainte formelle n'engage les orateurs, poètes et artistes qui animent le lieu. La Section d'art est la principale organisation animant la Maison du Peuple. Ce sont les courants artistiques que la revue L'Art moderne présente à ses lecteurs qui se retrouvent sous forme de conférence à la Maison du Peuple. L'Art pour Tous par Émile Vandervelde, l'Art populaire par Charles Gheude et Louis Piérard, la musique moderne et d'inspiration populaire par Henri La Fontaine et la littérature russe par Jules Destrée en sont des exemples. Selon Émile Vandervelde, le bilan de ces activités a dépassé les espérances malgré la faible présence constatée d'ouvriers lors de ces manifestations.

### La Section d'art de Bruxelles
On considère que la Section d'art représente l'apport le plus original de l'expérience belge de l'art social. Pour le Parti ouvrier belge (POB), la Section d'art est une activité parmi d'autres. Le premier objectif des fondateurs de la Section d'art est de fournir un enseignement esthétique populaire à l'ensemble de la communauté. Cependant les responsabilités sont divisées, le POB prend en charge la diffusion des œuvres d'art et l'extension de l'Université libre de Bruxelles. Les professeurs choisis par le POB sont des radicaux et ils sont majoritaires. Rapidement, il y a dissensions au sein de l'université libre, ce qui oblige le POB à renoncer à son programme. Les idées d'Edmond Picard, directeur de l'Art moderne, guident les activités mise en place par la Section d'art. C'est au moment où les artistes et responsables politiques décident de commun accord de ne miser ni sur un contenu artistique particulier, ni non plus sur l'adhésion officielle des artistes au parti, que la dynamique de l'expérience a trouvé son rythme. On peut dire qu'il a fallu se débarrasser de l'expression pour laisser la pratique se développer. Par souci de présenter de multiples pratiques artistiques et de susciter des collaborations entre les disciplines dans l'esprit wagnérien, la Section d'art opère plus ou moins consciemment une substitution des arts par la culture. C'est en effet sous ce vocable que l'expérience de l'art social se prolonge au XXe siècle. Il est possible d'envisager ainsi la Section d'art de la Maison du Peuple comme une anticipation des futures Maisons de la culture.

### Nouvelle conception d'exposition des œuvres
Le dernier Salon des XX (Vingt) a lieu en 1893, l'année suivante le Salon annuel prend le nom de Salon de La Libre Esthétique. La philosophie des expositions organisées par l'avant-garde des XX est maintenue par La Libre Esthétique. S'opposant aux Salons officiels des Beaux-Arts, les expositions accueillent les artistes d'avant-garde belges et étrangers dans le cadre d'événements publiques et privés organisés à l'échelle de la ville. Au cœur de la démarche des artistes se trouve une nouvelle conception du lieu de présentation des œuvres. Les Salons de La Libre Esthétique souhaitent faire vivre aux visiteurs une expérience esthétique qui incorpore les arts décoratifs et les différentes tendances artistiques de l'avant-garde à l'international. Cette approche donne au Salon plus de légitimité dans le paysage culturel bruxellois. Les expositions regorgent d'œuvres destinées aux intérieurs bourgeois : éditions d'art prêtes à remplir les bibliothèques des amateurs, estampes, panneaux décoratifs, papiers peints, bibelots et textiles disposés pour arrêter l'œil de l'esthète, jusqu'aux ensembles de mobilier complet, tel qu'en exposera van de Velde en 1896 avec sa salle de five'o'clock, destinée à sa propre habitation, la villa Bloemenwerf. Des photographies témoignent de la vie dans cette maison. Elles constituent autant de mises en scène du credo artistique de van de Velde : « Cet ensemble constituera une vraie œuvre de goût, de sentiment et de perfection » confie l'architecte à son ami photographe Charles Lefébure. La demeure, véritable œuvre d'art totale, constitue un espace d'exposition, destiné à accueillir ses propres créations. Même si elle est située dans un quartier excentré, elle devient le point de ralliement de l'avant-garde de passage à Bruxelles, réunissant des artistes parmi lesquels des invités à La Libre Esthétique' comme Toulouse-Lautrec, Signac, Pissarro, Luce pour en nommer quelques-uns. Pour les Belges, George Minne, Constantin Meunier et Théo Van Rysselberghe figurent également parmi les habitués. Sur le plan économique, les objets d'art décoratifs au sein des Salons sont disponibles dans les différents commerces qui font leur publicité dans la revue L'Art moderne. L'art des XX et de La Libre Esthétique convient au home, comme le rappelle Madeleine Maus, un home à remplir et à décorer, voire à construire ou à aménager.

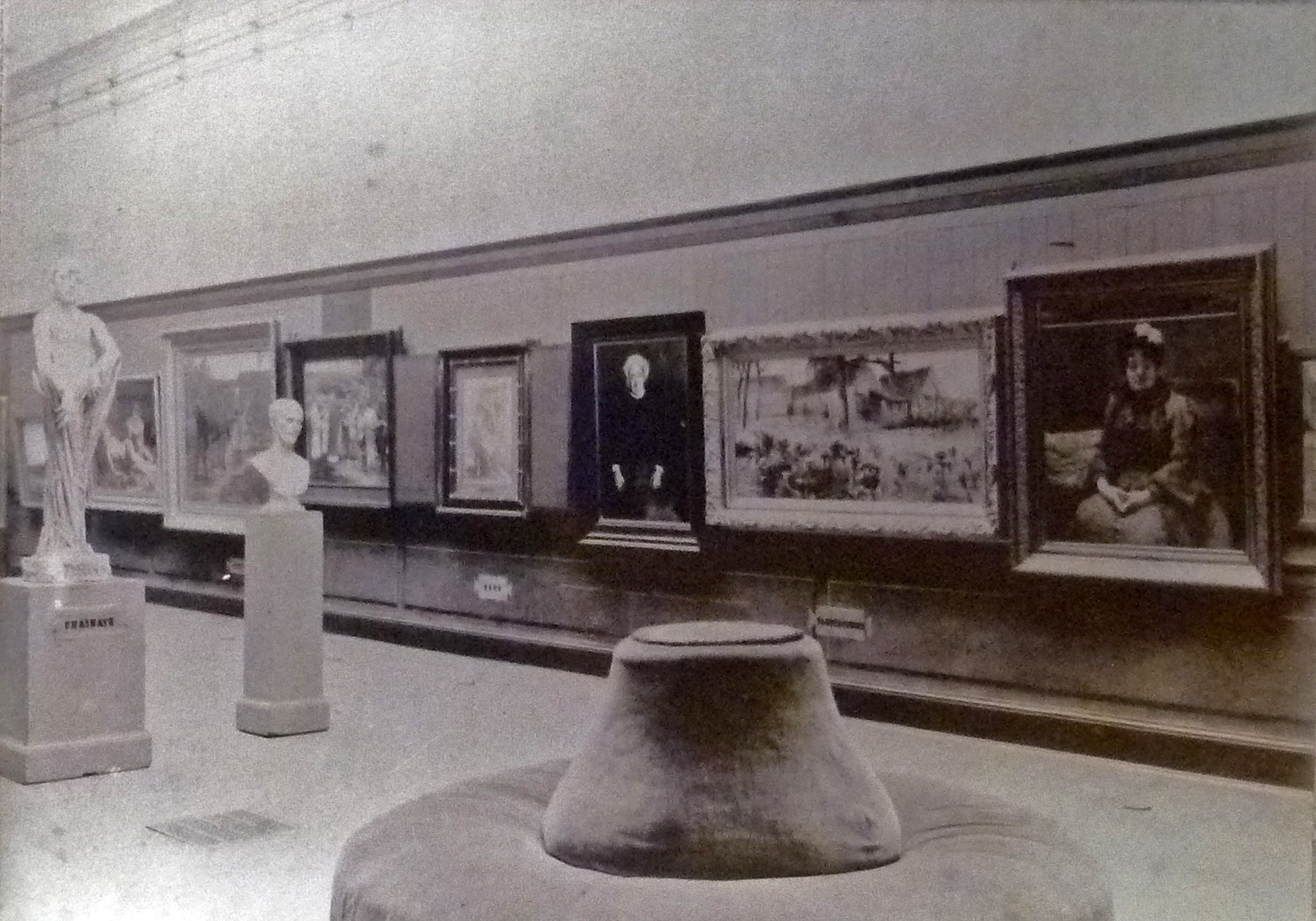
Salon des XX, 1884.
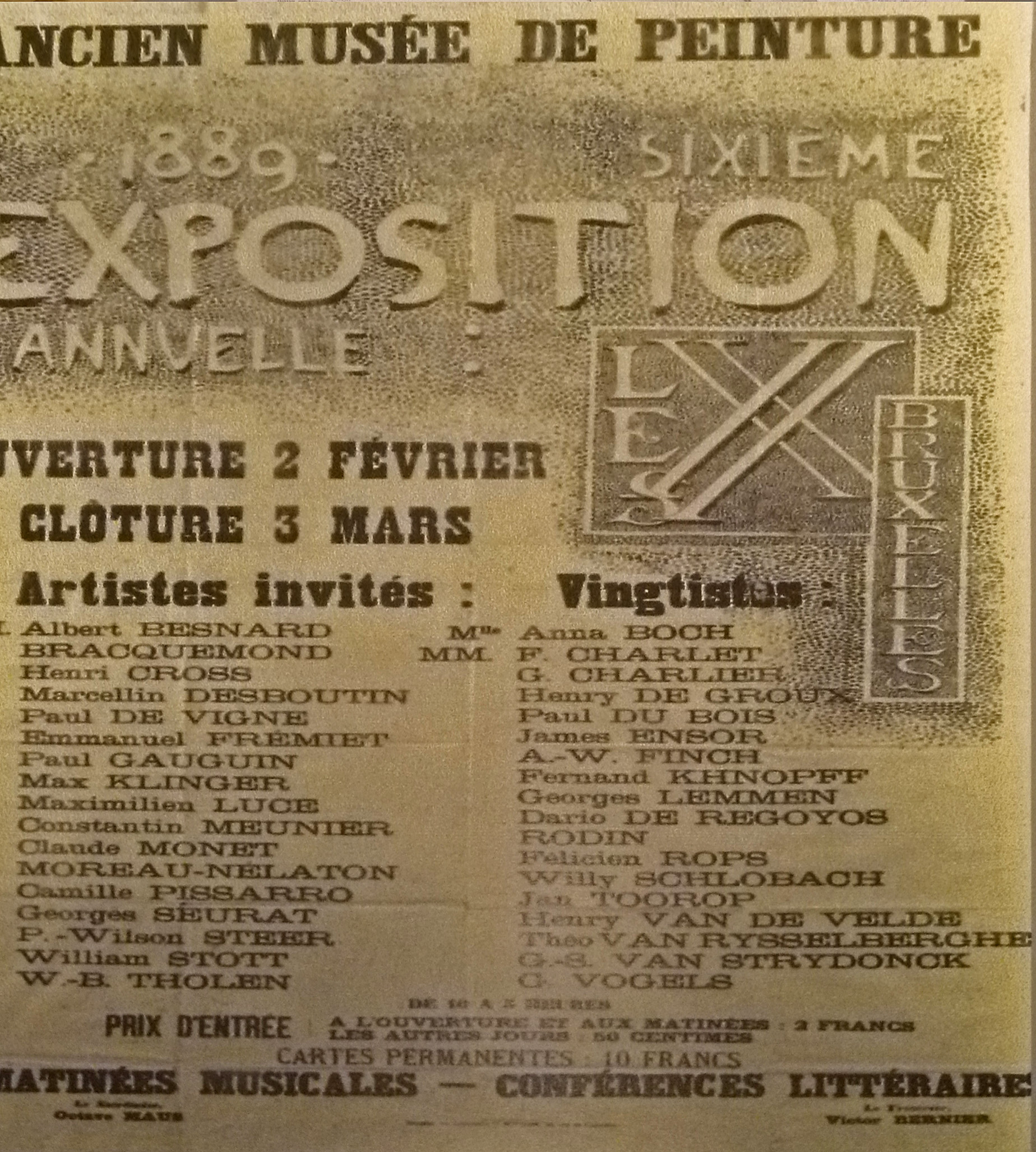
Exposition des Vingtistes, 1889.
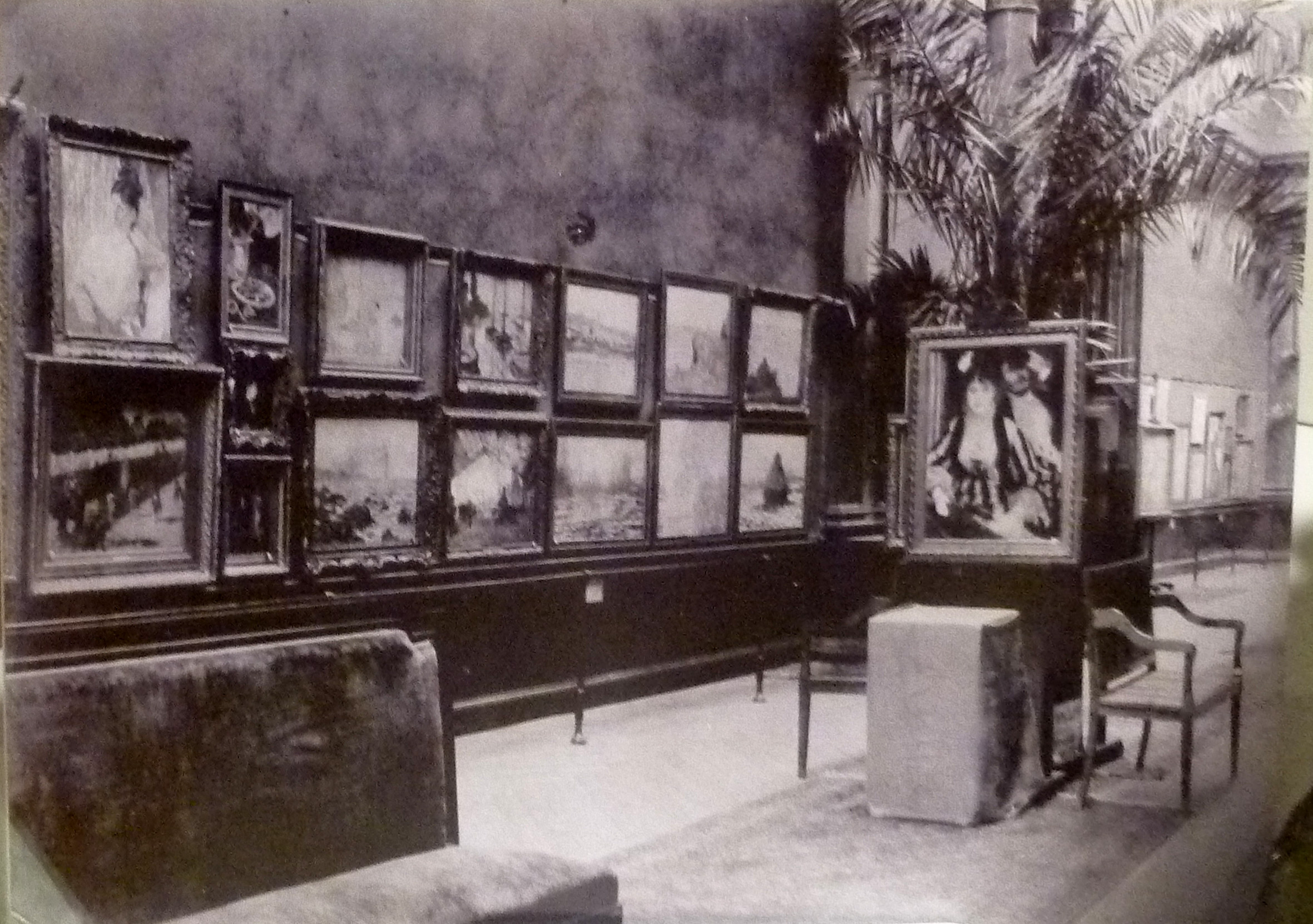
Salon de La Libre Esthétique, 1904.

### Le concept d'art social de Henry van de Velde

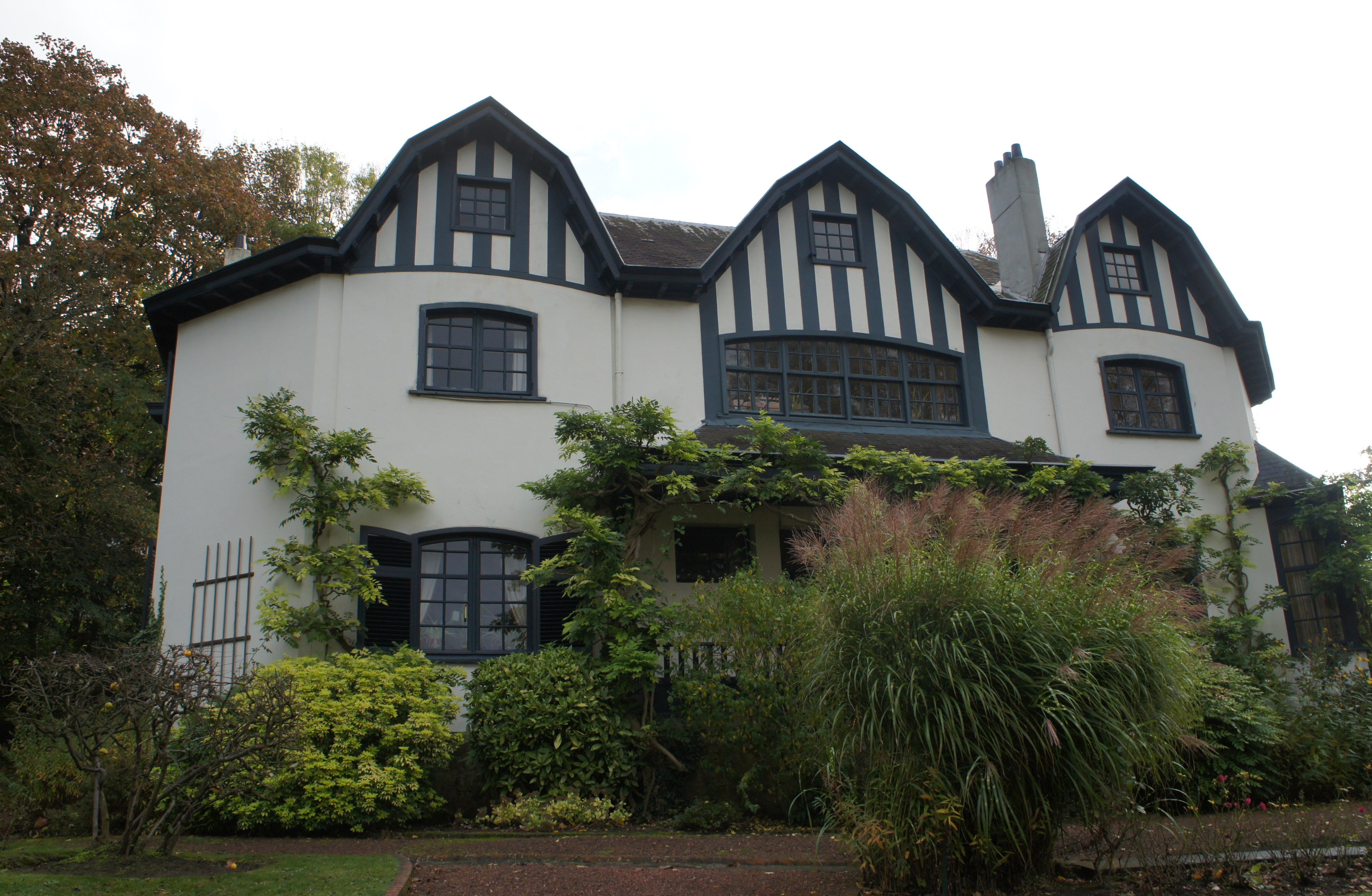
Villa Bloemenwerf.

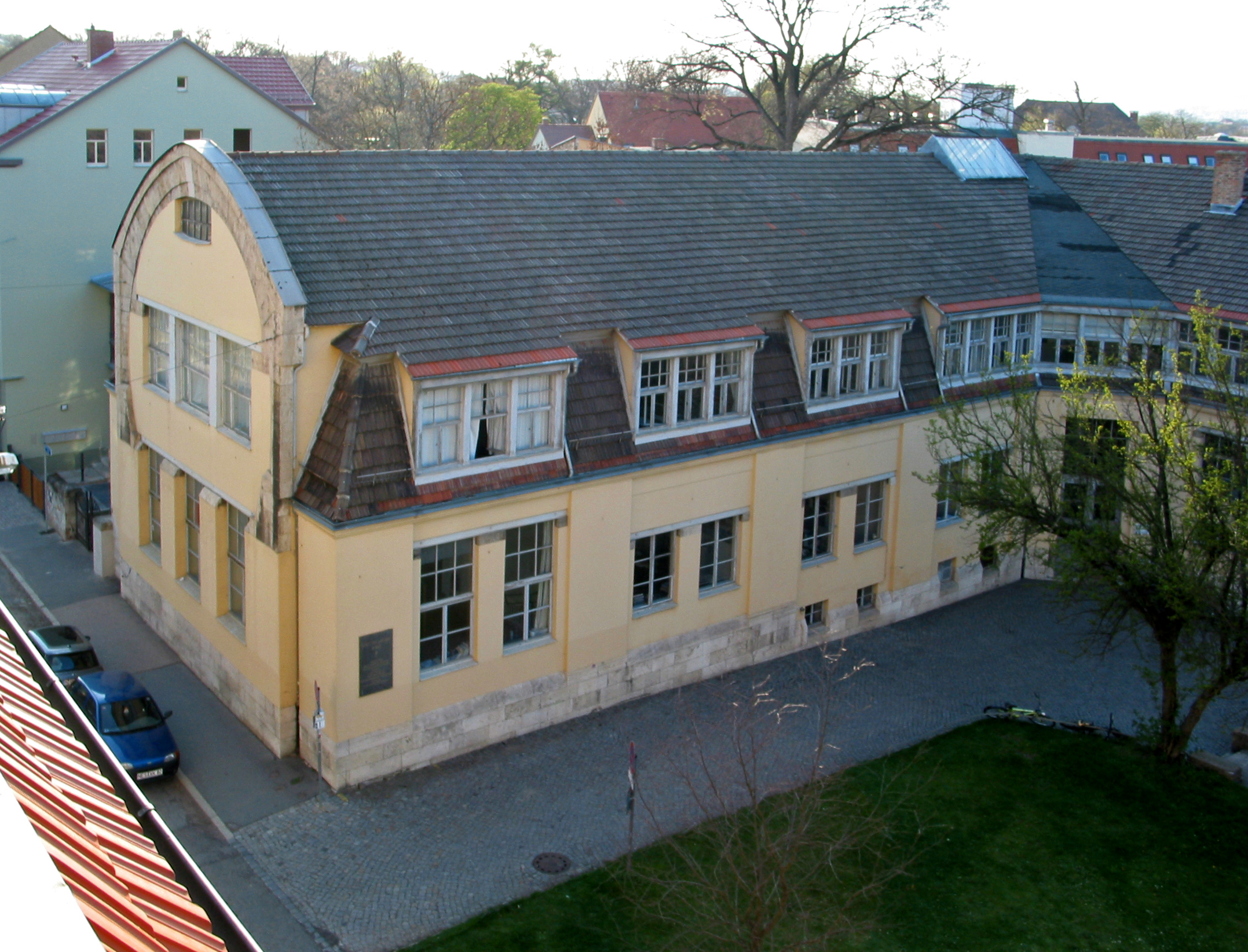
Kunstgewerbeschulbaus.

En 1888, sur les conseils d'amis peintres, Henry van de Velde devient membre du groupe bruxellois d'avant-garde Les XX. Il adhère aux idées socialistes et anarchistes même s'il a des origines bourgeoises et il rejoint les rangs du POB. En 1893, il remet en question le bien-fondé de son travail d'artiste peintre et se tourne vers la réalisation d'environnements et d'objets qui transforment harmonieusement le cadre de vie des gens. Il développe une vision moderne de l'esthétique et se consacre à la conception de beaux objets fonctionnels. Van de Velde est fasciné par le mouvement anglais Arts & Crafts et par les théories de William Morris et de John Ruskin qui militent pour une revalorisation des arts décoratifs. En 1894, il rédige le manifeste Déblaiement d'Art dans lequel il plaide en faveur d'un design moderne et fonctionnel. En tant que défenseur d'une esthétique abstraite, rejetant tout décor figuratif, van de Velde est un des pionniers de la modernité. En avril 1894, il épouse Maria Sèthe, peintre et pianiste, issue d'une famille d'origine allemande. L'année suivante, il emménage dans leur première maison, la villa Bloemenwerf à Uccle. Le couple concentre toute son attention sur chaque détail afin qu'elle devienne une Gesamtkunstwerk (une œuvre d'art totale) qui suscite l'intérêt tant national qu'international. En 1900, Henry van de Velde déménage à Berlin.Il donne des séminaires sur les métiers d'art dans le but de tisser des liens entre les artistes et l'industrie. Entre 1905 et 1906, il accueille des élèves dans une école d'arts décoratifs (Kunstgewerbeschule) et a beaucoup de succès. Grâce à ses contacts avec les industries, son public rayonne progressivement. Dans un premier temps, il ne travaille que pour de riches commanditaires mais cela ne cadre pas avec ses idées socialistes, lui qui désire plus que tout s'adresser à la société dans son ensemble et la mener à l'harmonie. Dans cette école des métiers d'art, il montre à ses élèves comment donner forme à leurs objets en partant du matériau, de son élaboration et de sa fonction. Il démissionne de ses fonctions de directeur de la Kunstgewerbeschule en 1915 à cause de la guerre et de sa citoyenneté. Il désigne l'architecte Walter Gropius comme son successeur. Gropius reprend une partie des élèves, quelques professeurs et, surtout, le dispositif des ateliers. C'est ainsi que naît, en 1919, l'école du Bauhaus, une école regroupant des disciplines des Beaux-Arts et des Arts appliqués. De retour en Belgique en 1925, Camille Huysmans, alors ministre des Beaux-Arts et de l'Enseignement lui donne un poste d'enseignement à l'Université de Gand. Il enseigne, entre autres, l'histoire de l'architecture et des arts décoratifs. L'architecte âgé de 62 ans se consacre pleinement à la mise sur pied d'une nouvelle école consacrée aux arts appliqués à Bruxelles, établissement qui constitue une sorte de pendant au Bauhaus de Weimar. L'Institut Supérieur des Arts Décoratifs, avec Henry van de Velde au poste de directeur, s'établit finalement à La Cambre en 1926. Van de Velde réunit pour la première fois le corps professoral de l'école en mai 1927. Les professeurs, tous issus de l'avant-garde belge, sont désignés pour 3 ans. L'école compte 80 étudiants à la rentrée de septembre. Elle sort ses premiers diplômés en théorie et pratique du théâtre, dessin technique, ornementation appliquée aux métiers et industries d'art et arts du tissu en 1929, ses premiers architectes en 1930. La production de La Cambre est montrée au grand jour en 1931 lors de la première exposition des travaux d'étudiants organisée au Palais des Beaux-arts de Bruxelles.Cette école se distingue par son mode d'enseignement renouvelé qui prépare toute une génération d'homme et de femme aux carrières gravitant autour des arts appliqués et de l'architecture. La Cambre est le legs pédagogique d'Henry van de Velde, sa vision d'un enseignement des arts répondant à un idéal de beauté intégré au cadre de vie quotidien.

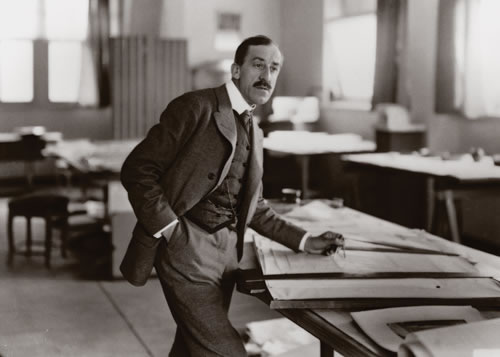
Henry van de Velde dans son atelier, 1910.

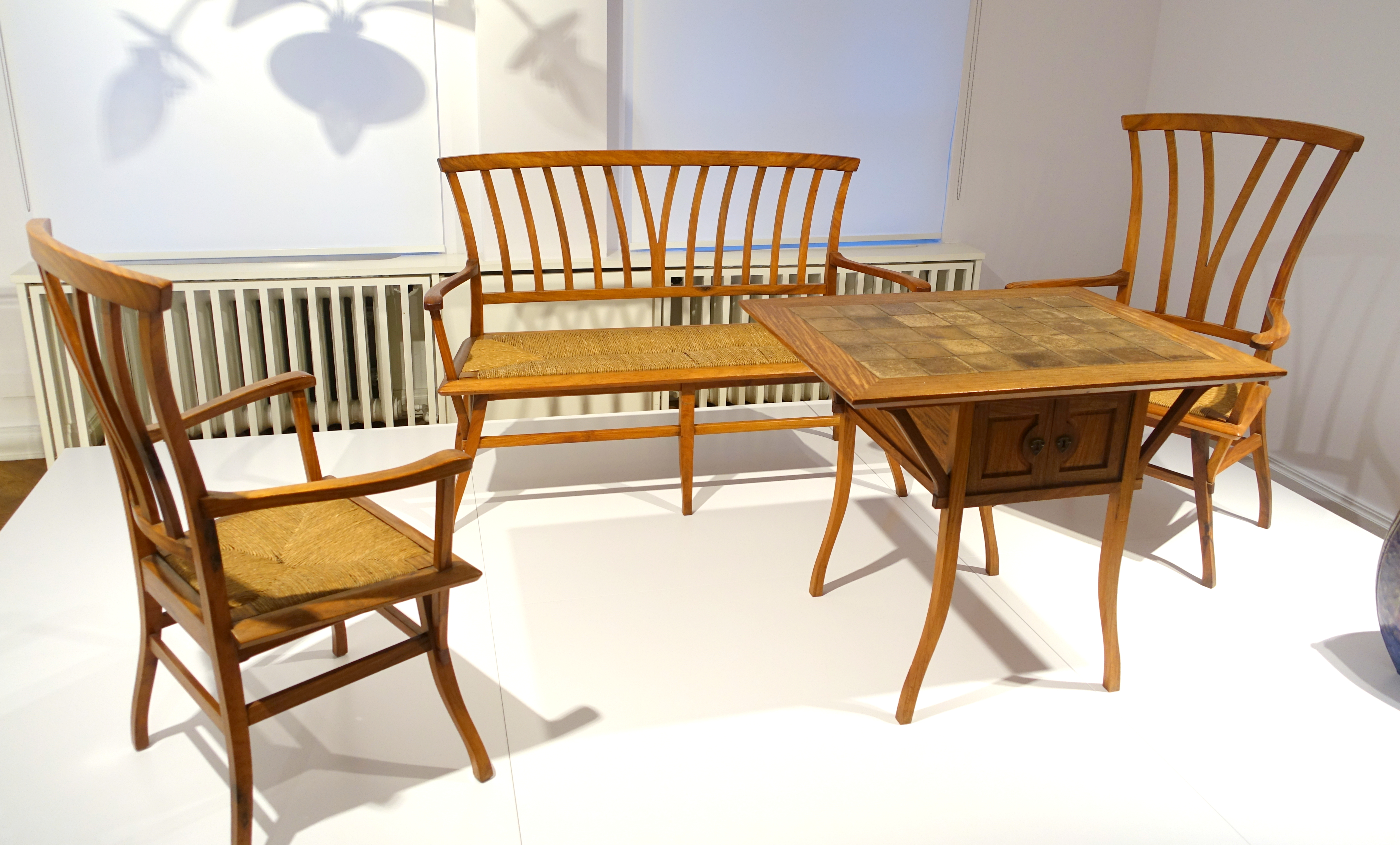
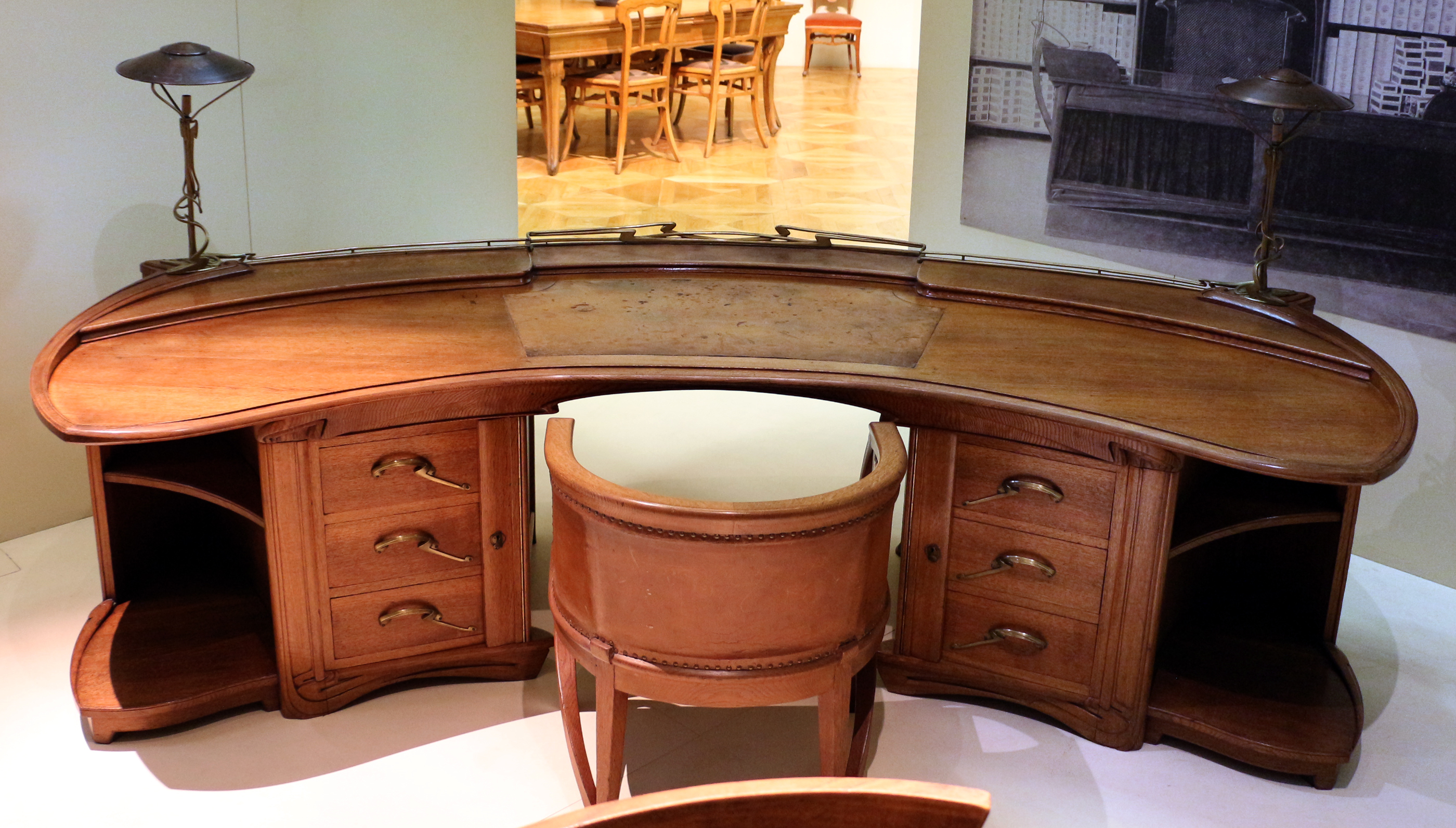
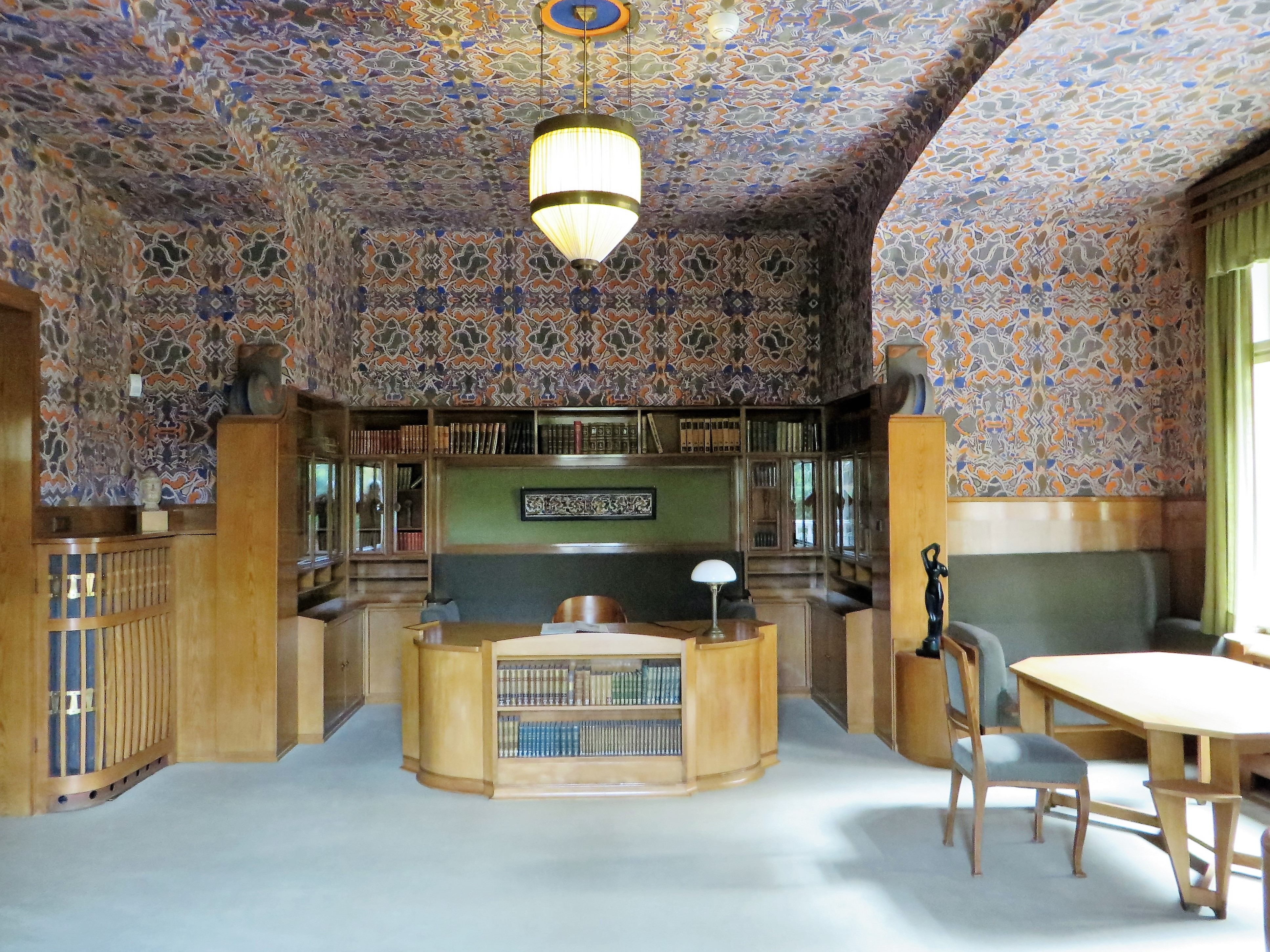
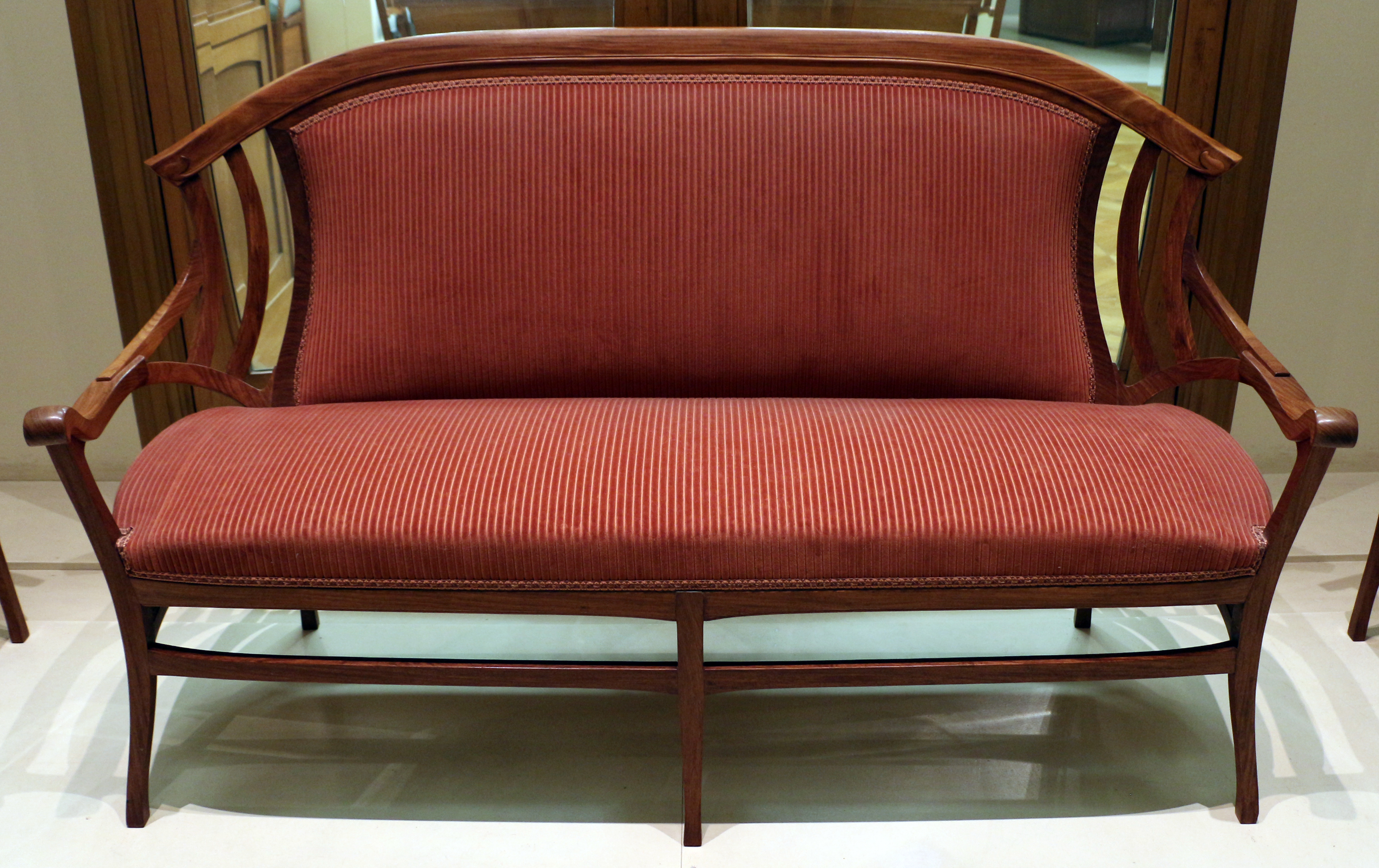
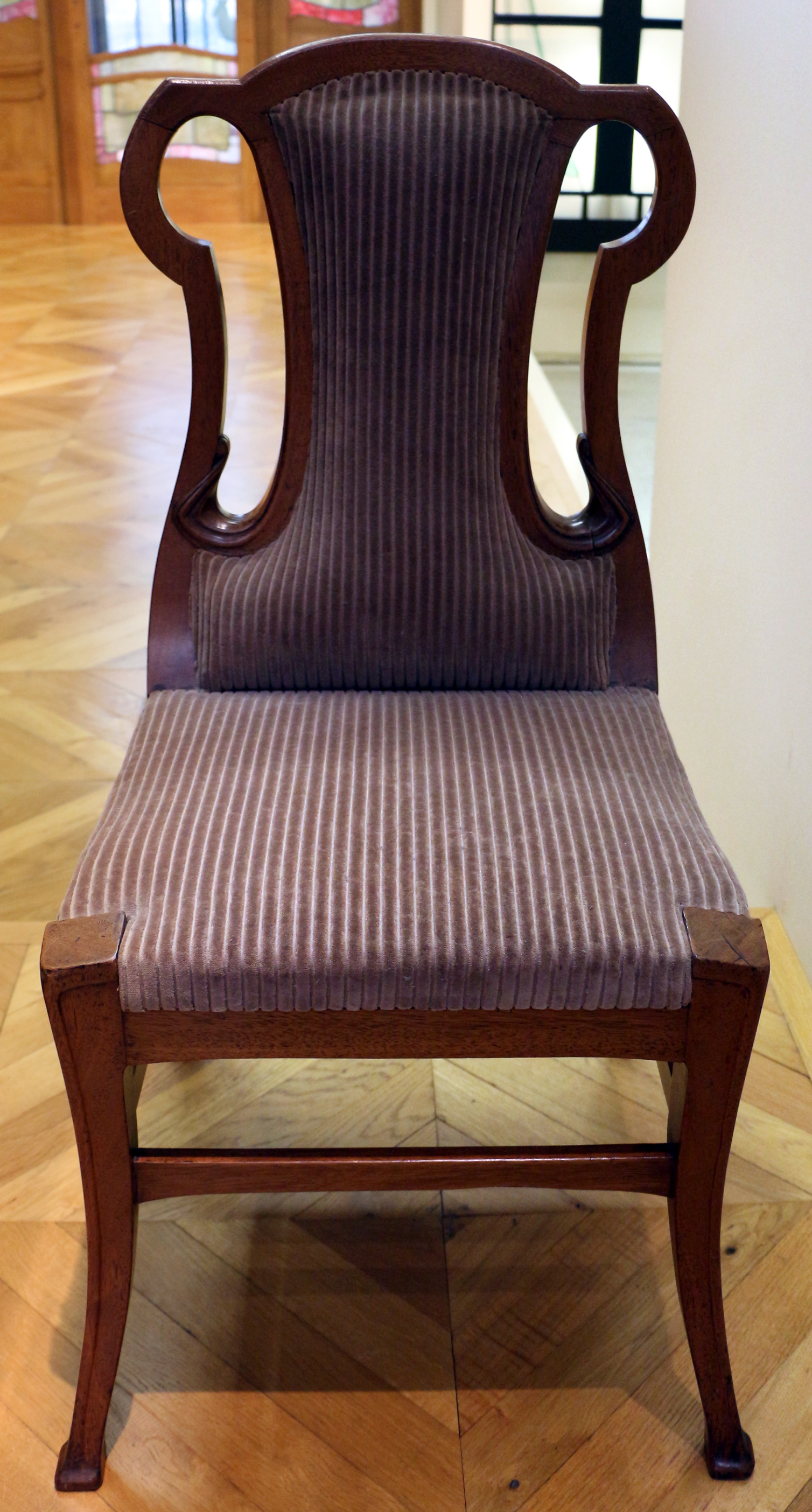

## L'Exposition internationale des arts décoratifs et industriels modernes de 1925
En 1909, Roger Marx, membre de la Société nationale de l'art à l'école, lance l'idée d'une exposition internationale d'art social. Ce projet n'aboutit pas, bien que la Chambre des députés accepte de le réaliser. La Grande Guerre met tous les projets d'exposition en veilleuse et il faut attendre 1925 pour que la réflexion autour des nouvelles façons d'habiter et de concevoir le cadre de vie s'incarne. L'Exposition internationale des arts décoratifs et industriels modernes à Paris est une véritable vitrine mettant en avant la production des arts décoratifs et industriels des pays. Le nom de l'exposition laisse percevoir deux tendances fondamentales, un art décoratif produit selon un mode artisanal et l'autre industriel. La première tendance correspond à l'Art déco héritière d'une tradition française de l'élégance, du luxe et du raffinement et la seconde à l'esprit moderne illustré par le pavillon-manifeste de Le Corbusier, plus soucieuse des réalités sociales et techniques. L'exposition internationale des arts décoratifs et industriels modernes voulait réagir contre l'exubérance de l'Art nouveau. Les deux tendances ont chacune apporté une réponse différente, suivant néanmoins le même mot d'ordre, une production originale, sans pastiche du passé. Le début du XXe siècle est marqué par des découvertes scientifiques et technologiques qui amènent le développement des entreprises industrielles et commerciales ayant des préoccupations sociales auxquels les arts ne peuvent pas rester indifférents. Les pavillons français, les plus nombreux, affirment l'existence d'un Art déco à la française, appliqué à tous les domaines des arts. Il donne le ton à l'ensemble de la manifestation et éclipse le style international en germe. Le mouvement hollandais De Stijl et le Bauhaus allemand en sont absents. Pourtant, dans son intitulé, les organisateurs avaient imposé le terme industriel après art décoratif. Il faut attendre la fin des années 1930 pour que le modernisme et le Style international supplantent l'Art déco en France. L'Exposition de 1925 est considérée comme le chant du cygne d'une esthétique de luxe et le début du design répondant à une esthétique de masse.

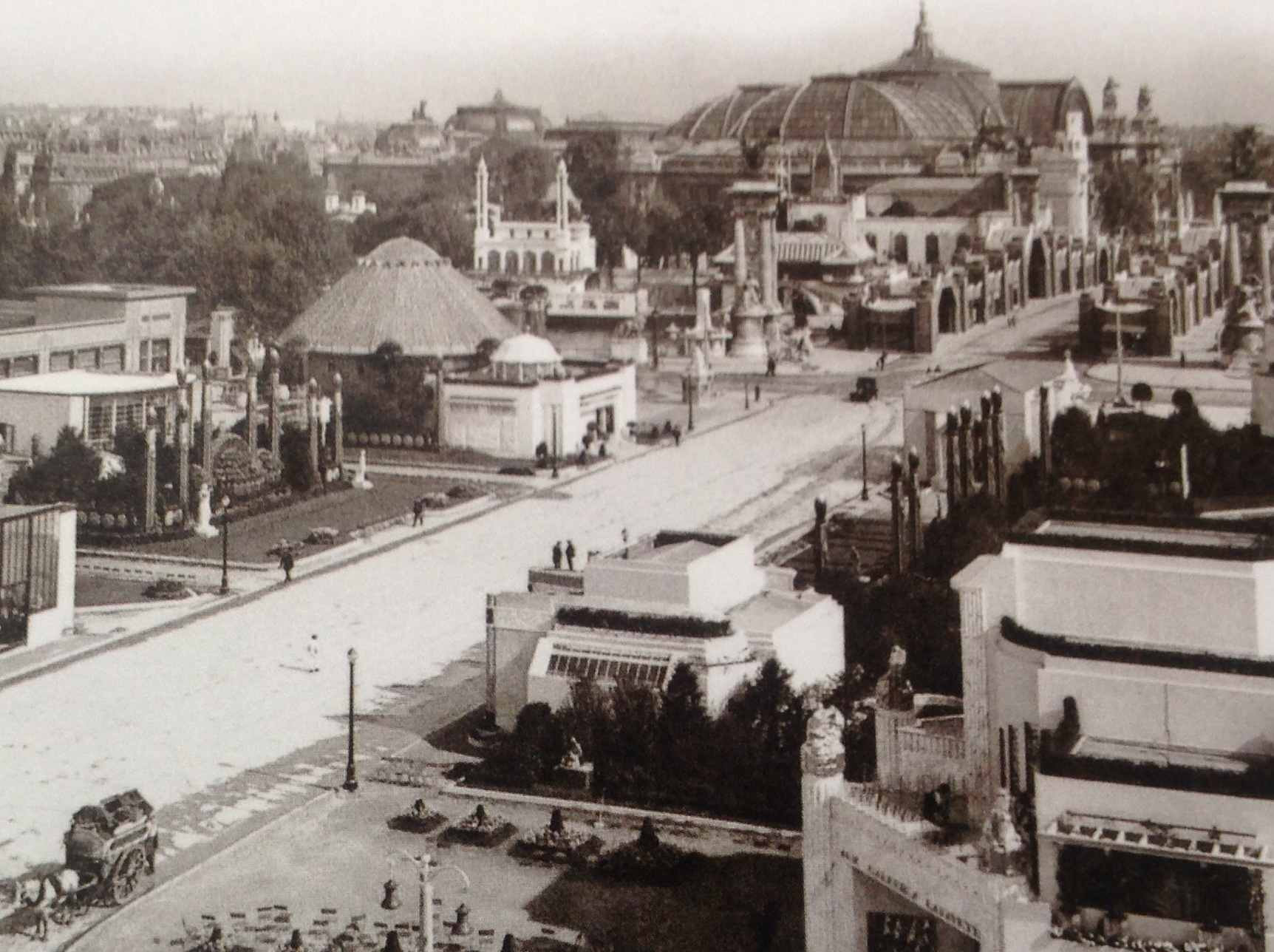
Vue du site de l'exposition, 1925.
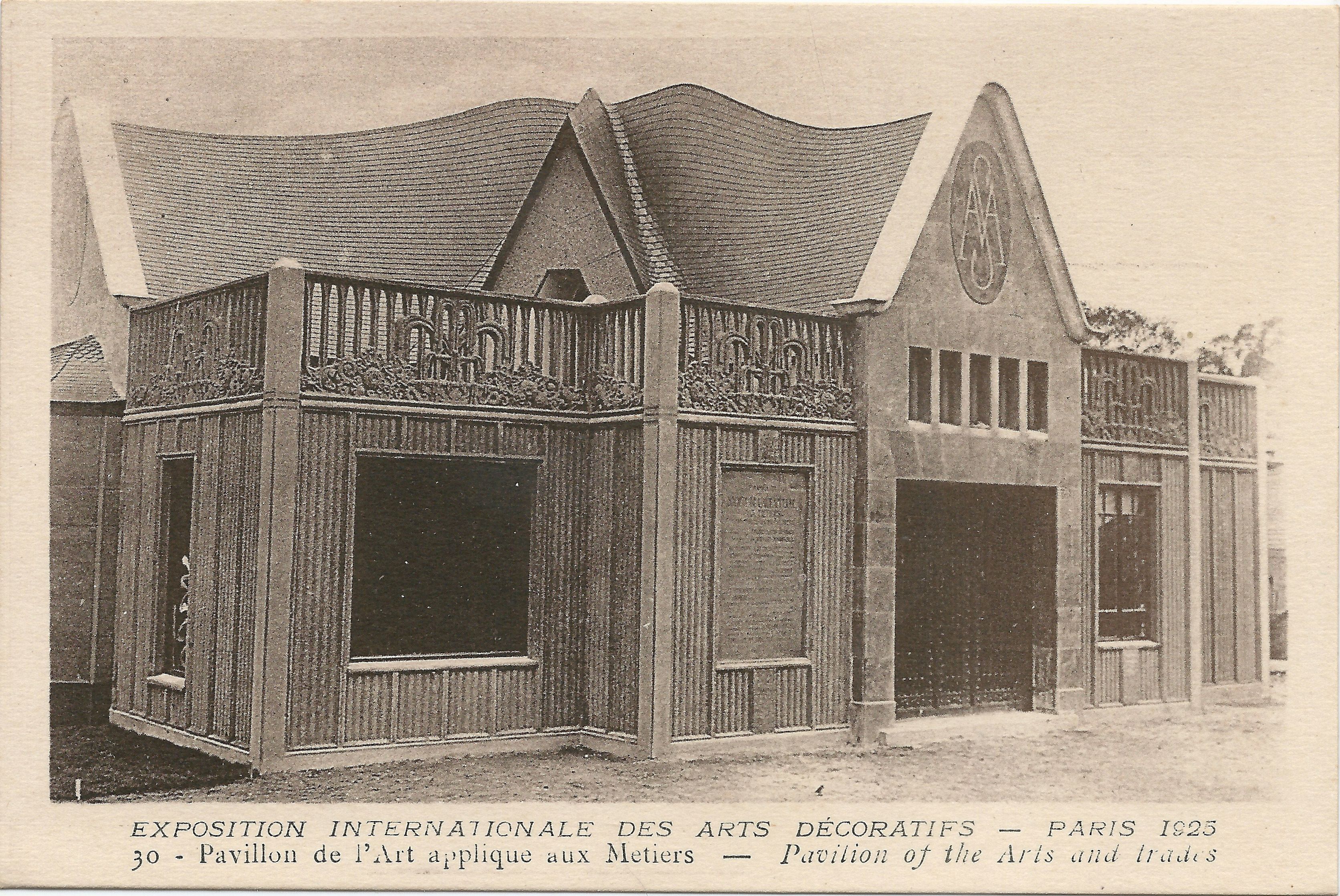
Pavillon de l'art appliqué aux métiers.

## La contribution des femmes à l'art social

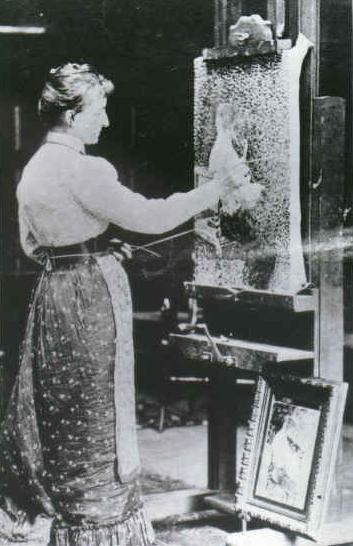
Anna Boch, 1890.

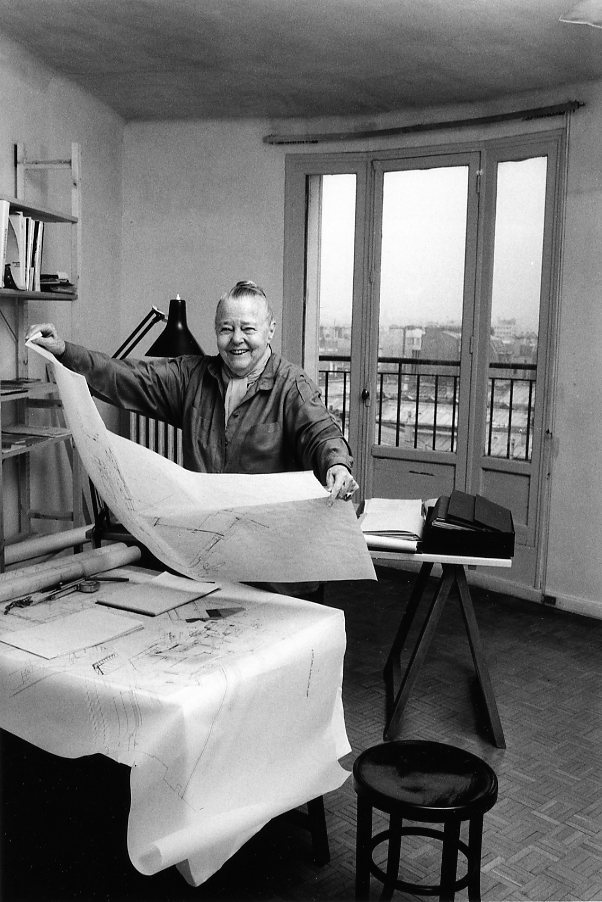
Charlotte Perriand, 1991.

Même si la présence des femmes est importante au sein de La Libre Esthétique, l'histoire n'a retenu que peu d'entre elles. Cette absence relève sans doute d'une lecture orientée qui tend à ne mettre en lumière que les noms d'artistes les plus novateurs et parmi les oubliés, les femmes sont majoritaires. Mais ce phénomène s'explique également par le travail des instances de consécration et de légitimation qui oriente la perception de l'Histoire de l'art. Au XIXe siècle, on note une forte disproportion entre la participation féminine aux Salons d'art et la reconnaissance des exposantes. Anna Boch est la seule femme membre des XX et avec 22 participations aux différents Salons y compris à ceux de La Libre Esthétique à être reconnue par l'histoire de l'art. Il y a au cœur du projet de La Libre Esthétique, un renversement hiérarchique des domaines artistiques qui met en valeur les arts décoratifs. La promotion qu'en fait la revue l'Art moderne mais aussi à l'enthousiasme d'un public à la recherche de beaux objets propulse au premier rang cette forme d'art. Les arts appliqués sont des disciplines artistiques accessibles aux femmes et offrent plus de débouchés tant par la vente des objets que par la possibilité pour les artistes d'en enseigner les métiers. On retrouve de nombreuses décoratrices/enseignantes invitées à La Libre Esthétique qui ont contribué au renouvellement des métiers de l'art. Sans être exhaustif, les contributions des femmes comme l'artiste peintre Clara Voortman à l'École pour les arts appliqués et industriel de Gand, les céramistes Elisabeth Schmidt-Pecht et Bertha Nathanielsen de la Manufacture de porcelaine de Copenhague sont à souligner. Les femmes sont très présentes dans le domaine des arts du livre et représentées dans la Librairie d'art de La Libre Esthétique comme l'illustratrice Alice B. Woodward. Il ne faut pas s'étonner que la majorité des noms soient anglais, outre l'anglophilie des Salons bruxellois, l'Angleterre a fait la promotion des Arts & Crafts en misant sur le talent de ses artistes/artisanes comme Diana White qui expose ses projets de papiers peints. Les efforts avant-gardistes pour la reconnaissance des femmes par Les XX et La Libre Esthétique ont fait surgir, à côté de l'histoire de l'art officielle et institutionnelle, une autre histoire qui apporte un éclairage sur les pratiques artistiques des femmes.
L'architecte et designer Charlotte Perriand est une figure féminine importante au XXe siècle pour son engagement social. Sa vision de l'architecture et du design vise le mieux être et le vivre ensemble de la population. Cela concerne l'habitat, la place de la femme dans la société, l'environnement et la politique. Diplômée de l'Union centrale des arts décoratifs de Paris, elle collabore pendant dix ans aux travaux des architectes Le Corbusier et Pierre Jeanneret comme responsable aux équipements de l’habitation. Charlotte Perriand adhère aux principes écologiques d’une société moderne en s’engageant dans des projets environnementaux et en concevant des maisons préfabriquées pour les réfugiés avec des matériaux de récupération.
Préoccupée par le logement social, elle est en adéquation avec la charte d’Athènes de Le Corbusier. Elle conçoit pour les logements à prix modique une salle de séjour à budget populaire comprenant un mobilier à la portée des classes moyennes. Elle participe à la fondation de l'Union des Artistes Modernes aux côtés de Robert Mallet-Stevens Eileen Gray et Jean Prouvé. Ils réclament un art social et accessible. Charlotte Perriand est une femme de conviction, une artiste engagée et impliquée dans les combats de son époque. Elle contribue aux réflexions sur l'architecture moderne, et participe aux recherches de Le Corbusier sur le logement à prix modique. Elle révolutionne l'art d'habiter et est persuadée que l'art transforme le quotidien. Au Salon des arts ménagers de 1936 à Paris, elle présente une fresque de 16 mètres de long, intitulée La Grande Misère de Paris. L'architecte dénonce dans ce photomontage les terribles conditions de vie et d'hygiène dans la capitale et expose les revendications ouvrières : retraites, conventions collectives, allocations familiales et congés payés. Après la Seconde Guerre mondiale, en période de reconstruction, elle participe à plusieurs projets proposant des solutions pour le logement social destiné au plus grand nombre, et réfléchit à la production en série de meubles modulables. Elle s’implique dans des projets en lien avec l’éducation, la santé et le logement. Pour chacun de ses chantiers, un mot d’ordre : rendre la vie facile et légère.
Son talent n'échappe pas à Le Corbusier auprès de qui elle va apprendre l'architecture. Charlotte Perriand va largement contribuer au travail du grand maitre de l'architecture moderne en dessinant plusieurs pièces devenues cultes mais passées à la postérité sous le nom de Le Corbusier, Jean Prouvé ou Pierre Jeanneret. On connait la chaise longue basculante (1929) de Le Corbusier. Ce grand classique du design du XXe siècle est, en réalité, une conception de sa collaboratrice, Charlotte Pierrand. C’est une époque et un domaine prompts à effacer le travail créatif des femmes.

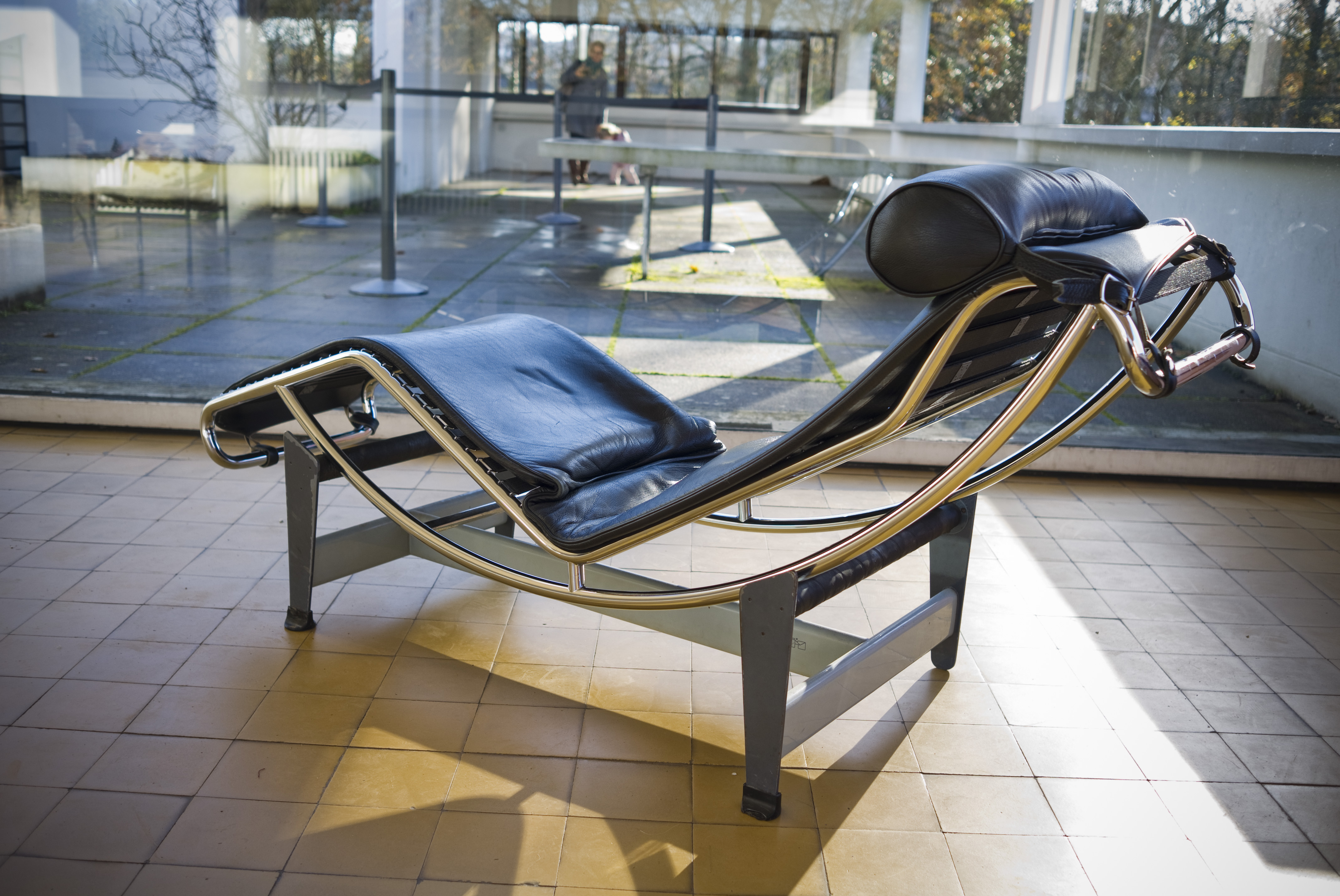
Chaise longue basculante conçue par Charlotte Perriand en 1929.

## Mouvements et formes stylistiques de l'art social (1880 à 1970)

### Art nouveau (1880 à 1910)

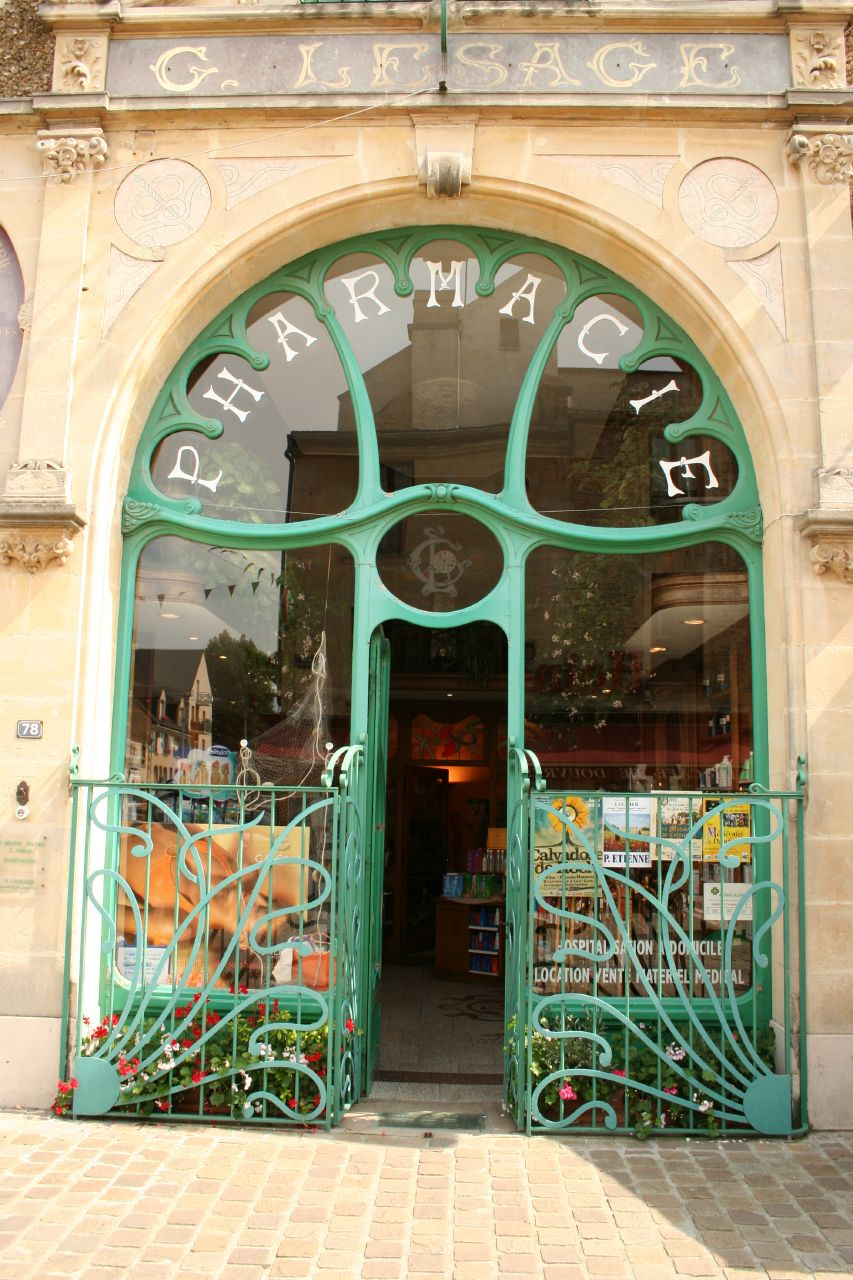
Pharmacie Lesage à Douvres-la-Délivrande dans le Calvados.

Le groupe de l'Art dans Tout prend position pour l'Art nouveau qui représente pour eux une esthétique rationaliste et sociale, il est le socle des projets réformateurs des années 1900. L'Art nouveau désigne à la fois un mouvement artistique et un style qui apparait en Europe, entre la fin du XIXe siècle et le début du XXe siècle. D'inspiration anglo-saxonne, l'Art nouveau est consacré lors de l'Exposition universelle de 1900 à Paris. Il est désigné sous différentes appellation selon les pays : Jugendstil (Allemagne), Style nouille (France), style sapin (Suisse), Sezessionstil (Autriche), modernismo (Espagne), style des XX (Belgique), Nieuwe Kunst (Hollande), Stile Liberty (Italie).
Même si l'idée d'un art moderne rompant avec le néo-classicisme alors dominant et d'un « Art pour tous » qui a débuté quelques années, voire quelques décennies plus tôt en Angleterre (Morris, Ruskin), l'expression est lancée en 1881 par la revue belge L'Art moderne, pour désigner toutes les productions artistiques qui rejettent l'académisme et qui se veulent représentantes de la modernité.
Les créations majeures de l'Art nouveau reposent sur quatre principes :
- Le rejet de l'académisme, qui se traduit par l'abandon de toute référence à l'antiquité grecque ou romaine ;
- L'engagement dans la lutte pour le progrès social, qui se traduit par l'ornementation des objets quotidiens les plus triviaux et se résume par la formule l'art pour tous ;
- L'inspiration de la nature, qui se traduit par des formes sinueuses, des décors végétaux ou floraux, des influences japonisantes ou gothiques ;
- La fusion entre arts majeurs et arts mineurs, c'est-à-dire décoratifs, se traduisant par l'exubérance d'un décor omniprésent[62].

L'originalité du mouvement de l'Art nouveau est de rapprocher le beau et l'utile, l'art et le peuple. Une réflexion sur les formes populaires des objets et la tentative d'inciter les classes moyennes à embellir leurs demeures est posée par les artistes de l'Art nouveau. Un exemple de ce processus de démocratisation est le succès de la compagnie Liberty&Co de Londres qui débute dans les années 1870 en vendant des céramiques orientales et des textiles. En 1900, le magasin propose des produits Art nouveau relativement abordables. À Vienne, les fondateurs des WW espèrent trouver un écho dans les masses et accomplir ce fameux art pour tous. Des obstacles guettent l'Art nouveau en rejetant la mécanisation. Les coûts de production ne permettent pas une diffusion à grande échelle de leurs œuvres et freinent leur effort de démocratisation.

### Art déco (1918 à 1930)

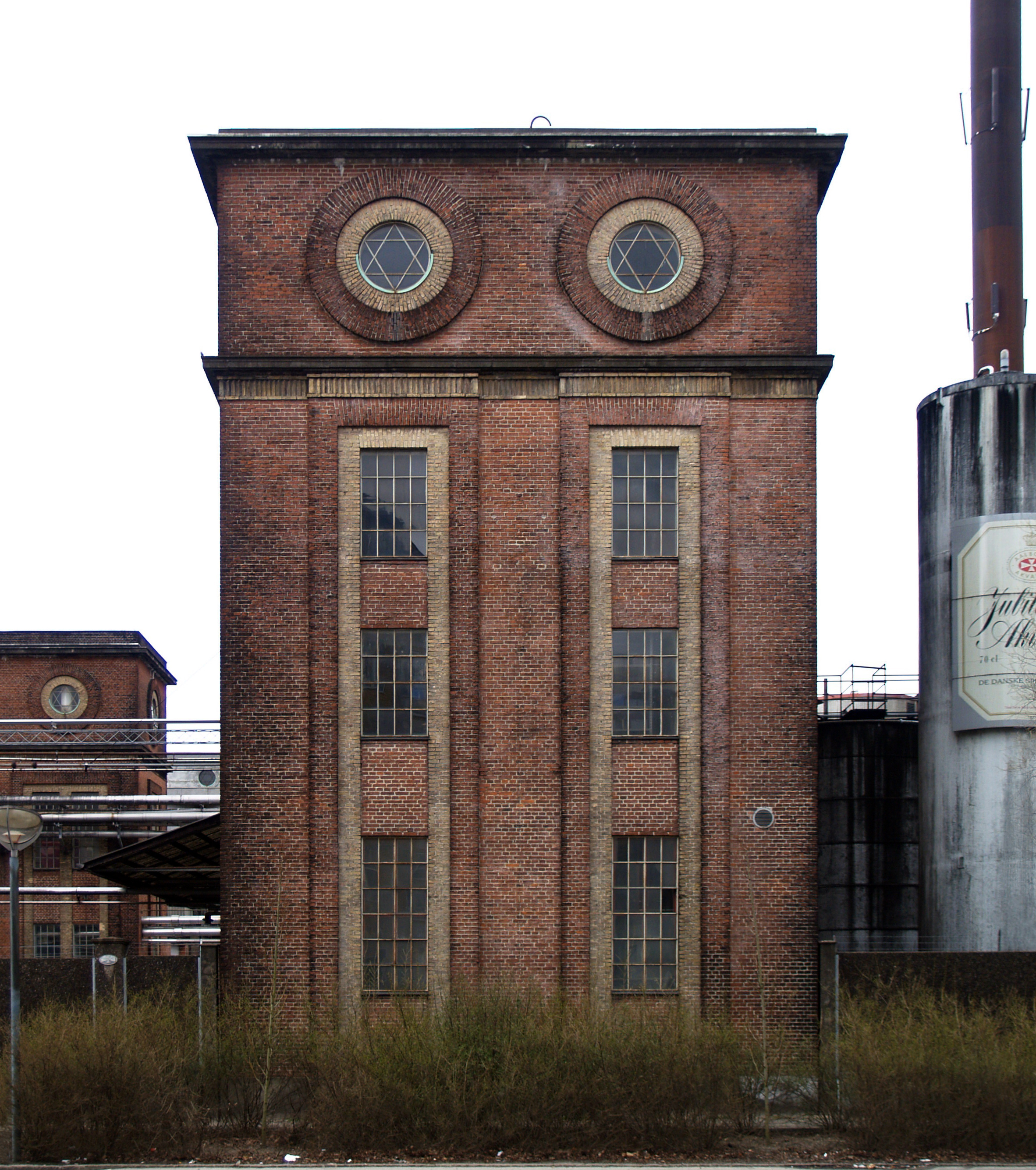
Architecture industrielle.

Au lendemain de la Guerre de 1914 -1918 se développe un nouveau style d'art décoratif visant à faire oublier les excès de l'Art nouveau et offrant un art fonctionnel adapté aux besoins de la vie moderne. L'Art déco est un mouvement artistique qui touche principalement l'architecture, le design industriel et les arts appliqués. Ce style se développe en Europe entre 1918 et 1930. Cette période coïncide avec l'ouverture de l'industrie à l'art. Les œuvres sont souvent destinées à une clientèle de luxe et s'inspirent parfois du XVIIIe siècle français. Certaines créations d'Art déco, notamment le mobilier, sont commercialisées dans les rayons des grands magasins (le Printemps à Paris). L'utilisation de nouveaux matériaux les caractérise : bois précieux ou exotiques, verre et pour la première fois les plastiques. L'Art déco a constitué une brève mais véritable explosion artistique dont l'influence a touché de nombreuses disciplines et a investi pour la première fois le champ complet des objets de la vie quotidienne.

### Le mouvement Bauhaus (1919 à 1933)

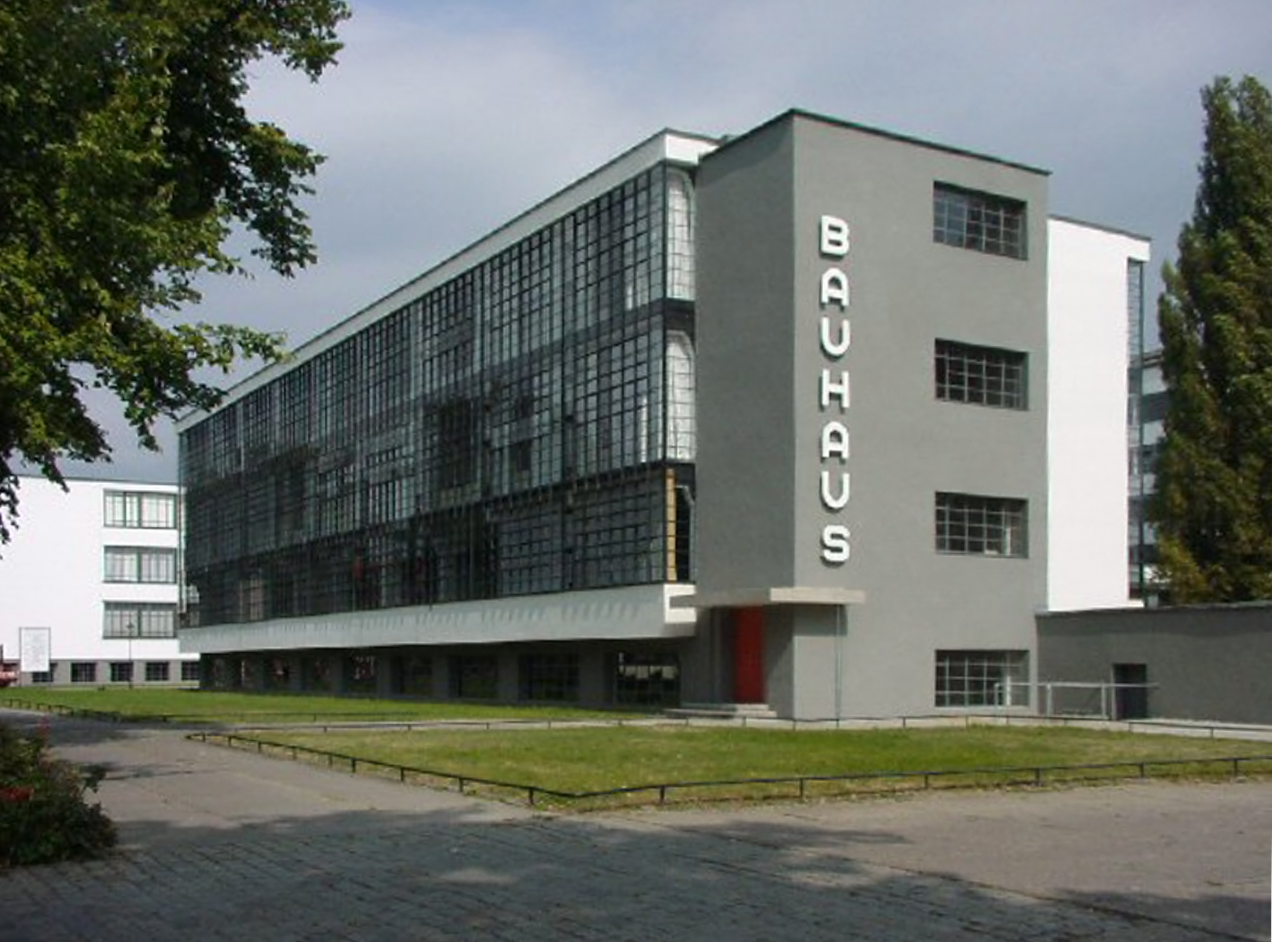
Bauhaus de Dessau.

1919, Walter Gropius remplace Henry van de Velde à la direction de l'Institut des arts décoratifs et industriel de Weimar. À son arrivée, il fusionne cette école avec celles de l'Académie des beaux-arts de Weimar. Ainsi naquit le Staaliches Bauhaus Zu Weimar qui intègre les locaux de l'Union des œuvres allemandes. Au Bauhaus, l'activité artistique est insérée dans les rouages de l'activité humaine et sociale afin de proposer une nouvelle vie, progressiste et démocratique. Un art pour changer la vie, et pas seulement pour l'accompagner, et cela, dans l'esprit de la nouvelle architecture. Le Bauhaus a pour principes fondateurs ceux de William Morris et du mouvement Arts & Crafts. L'art doit répondre aux besoins de la société et la distinction entre les beaux-arts et la production artisanale est désormais jugée caduque. Les idées marxistes dominent très largement les débats politiques dans cette école. Il s'agit du marxisme dans sa forme hégelienne, comme activité visant l'émancipation des masses par le fruit du travail collectif. C'est en 1923 que Walter Gropius opère le changement décisif des orientations du Bauhaus. Il privilégie une approche pragmatique et fonctionnelle. Le monde technique supplante le monde de l'artisanat, le Bauhaus s'engage à l'instar des constructivistes russes dans le productivisme. Au principe de vérité du matériau (Arts & Crafts) qui implique qu'un objet doit révéler la vérité de sa matière, est ajouté le principe rationaliste : que la forme doit refléter uniquement la fonction de l'objet. Le tout dans une idée de reproductibilité afin d'assurer l'approvisionnement de ces objets pour le peuple. C'est donc fonctionnalité et reproductibilité qui sont devenues naturellement les deux étendards de l'activité dans l'école. Hannes Meyer devient directeur du Bauhaus en 1928. Il oriente le Bauhaus selon ses conceptions. Il veut que l'école assume son rôle social. Mais on lui reproche d'ouvrir un peu trop les portes du Bauhaus à des personnalités extérieures, notamment politiques. Dans une volonté de se défaire d'une approche purement stylistique de l'école, Hannes Meyer organise des conférences sur le marxisme avec des intitulés : « Architecture et éducation », « L'architecture libérée » ou même « Bauhaus et société ». Devant les crises successives que connait l'école, Mies van der Rohe, auréolé du succès de l'exposition qu'il organise à Stuttgart en 1927 autour du fonctionnaliste en architecture et de son pavillon à l'exposition universelle de Barcelone de 1929, est recruté à la direction du Bauhaus pour apaiser les relations au sein de l'établissement. Il décide immédiatement de dépolitiser les élans révolutionnaires de certains éléments. Il oriente définitivement l'école autour de l'architecture fonctionnaliste. En 1931, le parti national-socialiste gagne les élections de la région de Dessau, et le 22 août 1932, une résolution des nazis est votée mandatant la dissolution du Bauhaus.
Au niveau stylistique, les créations du Bauhaus ont favorisé l'éclosion de ce que l'on a appelé le Style international en architecture, privilégiant l'utilisation du verre et de l'acier pour des bâtiments sobres et fonctionnels. Ce courant s'est considérablement développé aux États-Unis, avec l'arrivée de Mies van der Rohe à Chicago.
Il est important de souligner la contribution des 3 directeurs du Bauhaus :
- Walter Gropius a projeté une vision humaniste, utopiste et unitaire et a eu l'audace d'acter le grand renversement constructiviste de l'école.
- Hannes Meyers incarne la vision sociale, urbanistique et politique.
- Mies van der Rohe propose une vision efficiente, architecturale, qui va signer aux États-Unis les bâtiments esthétiquement les plus aboutis du modernisme[67].

Le Bauhaus a influencé tous les milieux artistiques et industriels à travers le monde. De nombreuses écoles européennes ont adopté ses méthodes : l'Académie Mu'hely à Budapest, la Hochschule für Gestaltung (école supérieure de design) fondée par Max Bill à Ulm. En recevant les principaux animateurs du Bauhaus de Dessau, les États-Unis ont recueilli son héritage. Walter Gropius et Marcel Breuer sont nommés à l'université Howard. Mies Van der Rohe enseigne au département d'architecture de l'Institute of Technology. Moholy-Nagy, en 1937, fonde à Chicago le New Bauhaus, repris après sa mort par Serge Chemayeff sous le nom d'« Institute of design ». Josef Albers et sa femme Anni Albers enseignent au Black Mountain College, puis à l'université Yale. L'industrie a compris le profit qu'elle peut retirer de l'idée du Bauhaus, selon laquelle un objet bien dessiné se vend mieux. Sur le plan international, le mouvement Bauhaus a fait prendre conscience des problèmes posés à l'art de son époque et a répondu à quelques-unes des problématiques de la modernité. On peut voir dans son action l'affirmation d'une éthique. Souhaitant rapprocher théorie et pratique, et retrouver une unité entre l'art et les diverses activités humaines, le mouvement Bauhaus rejoint l'ambition de tous les grands mouvements de pensée novateurs de l'histoire.

Cinq chaises de l'artiste Marcel Breuer réalisées entre 1924 et 1932
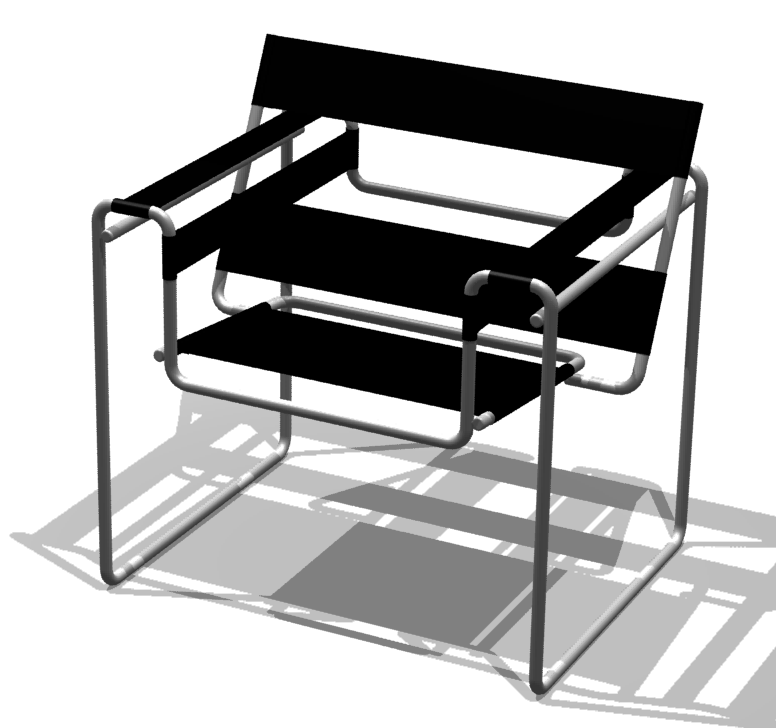
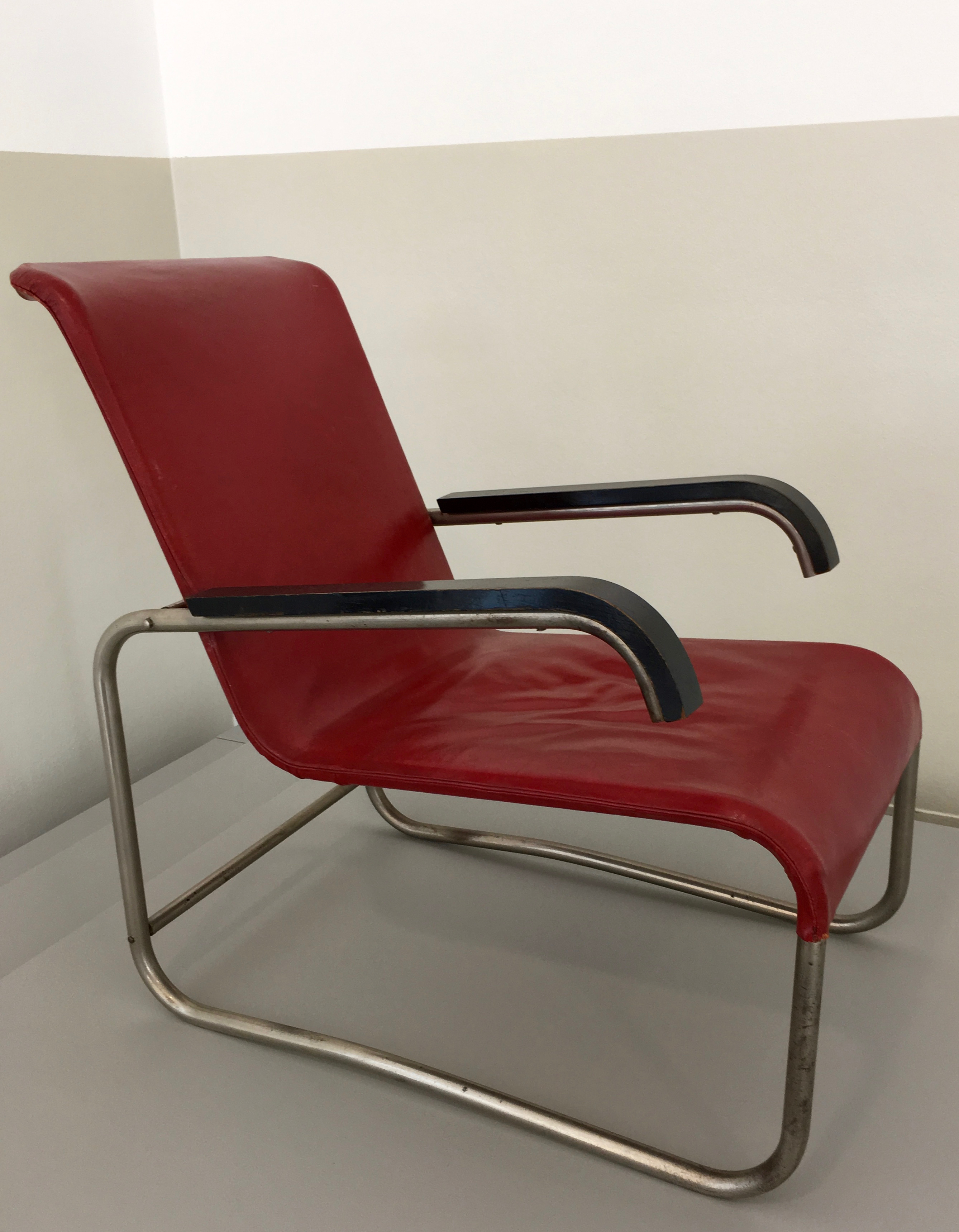
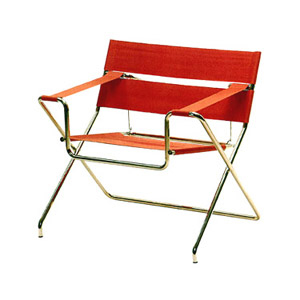
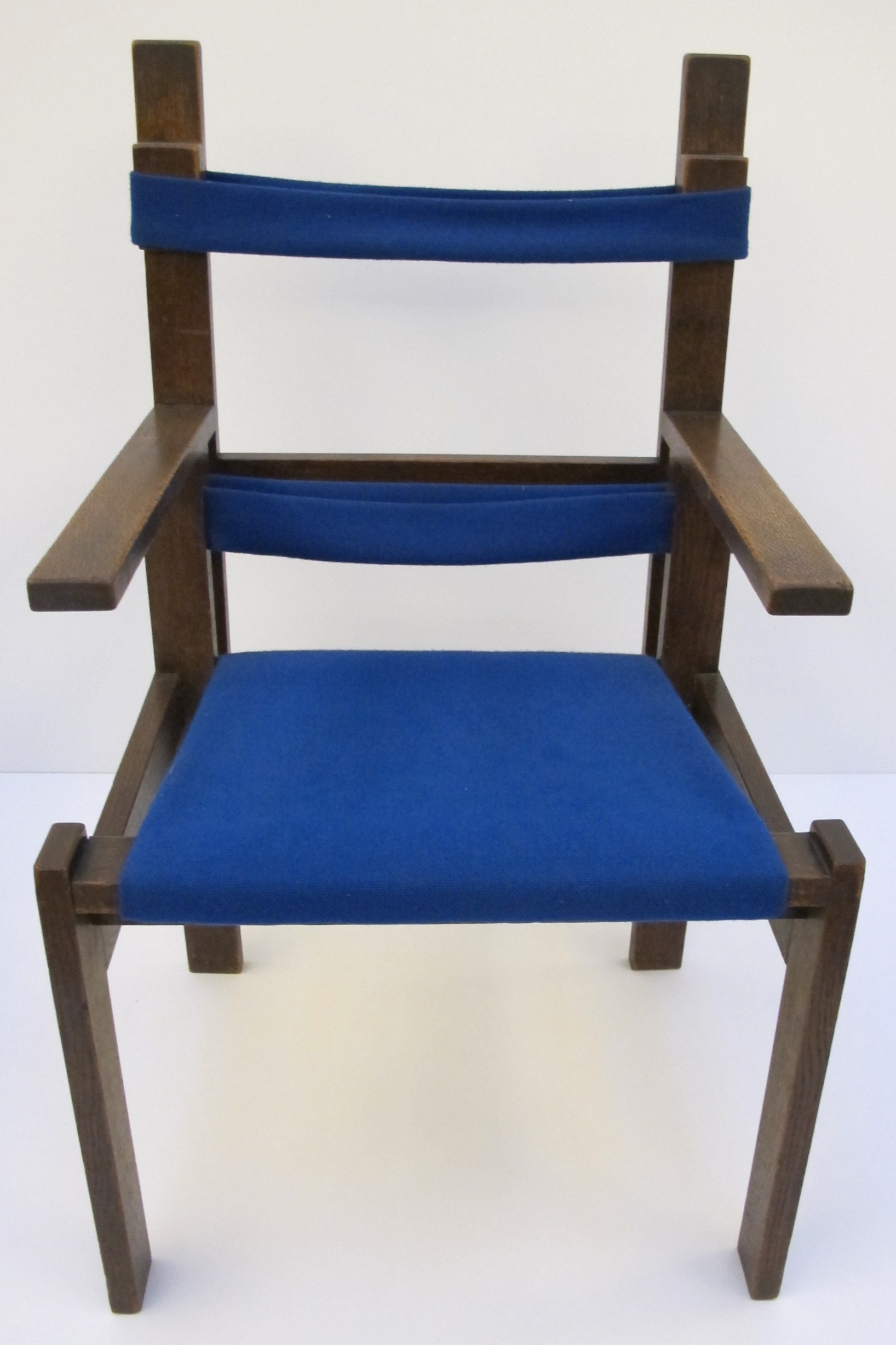
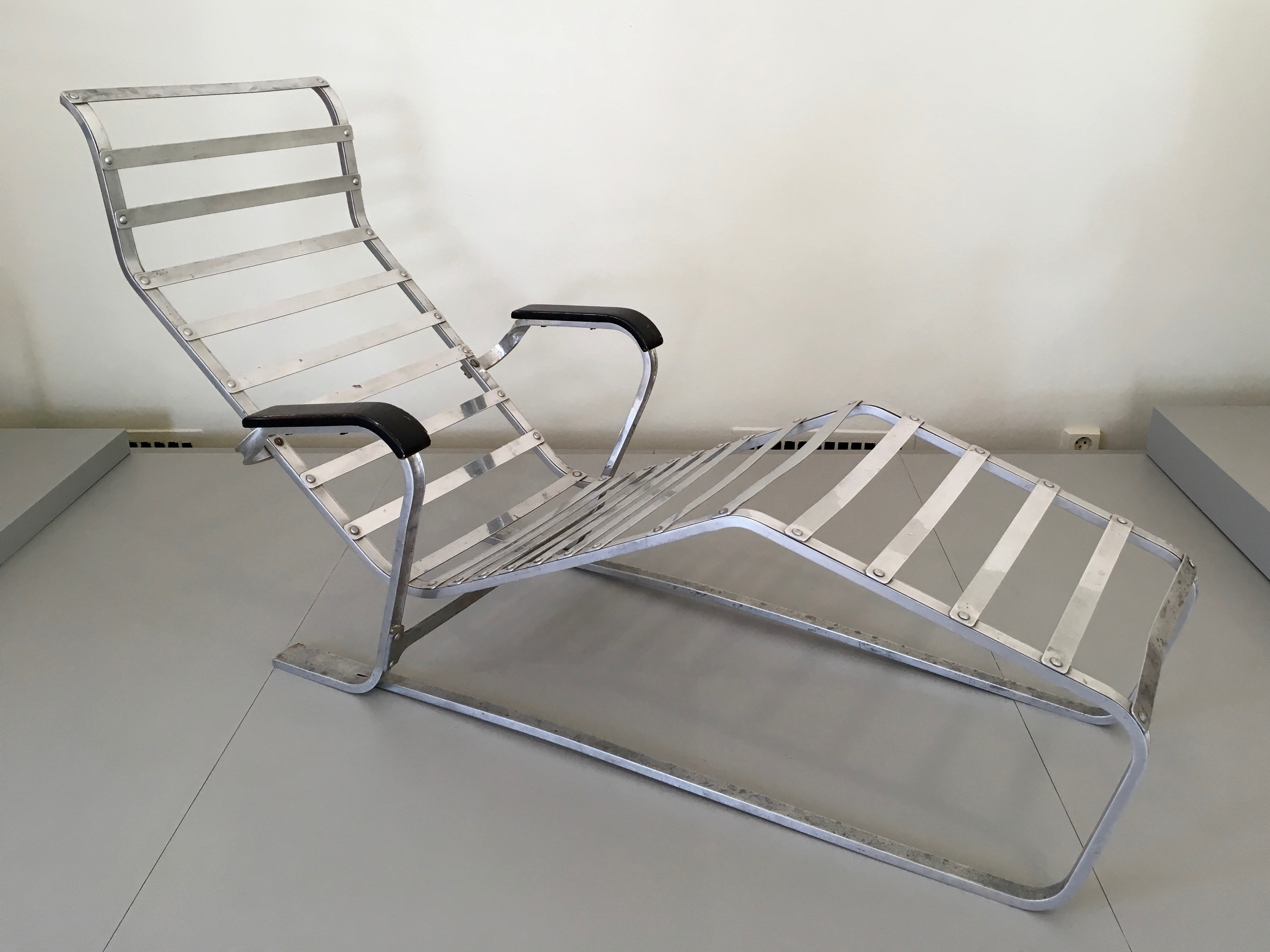

### Style international (1920 à 1970)

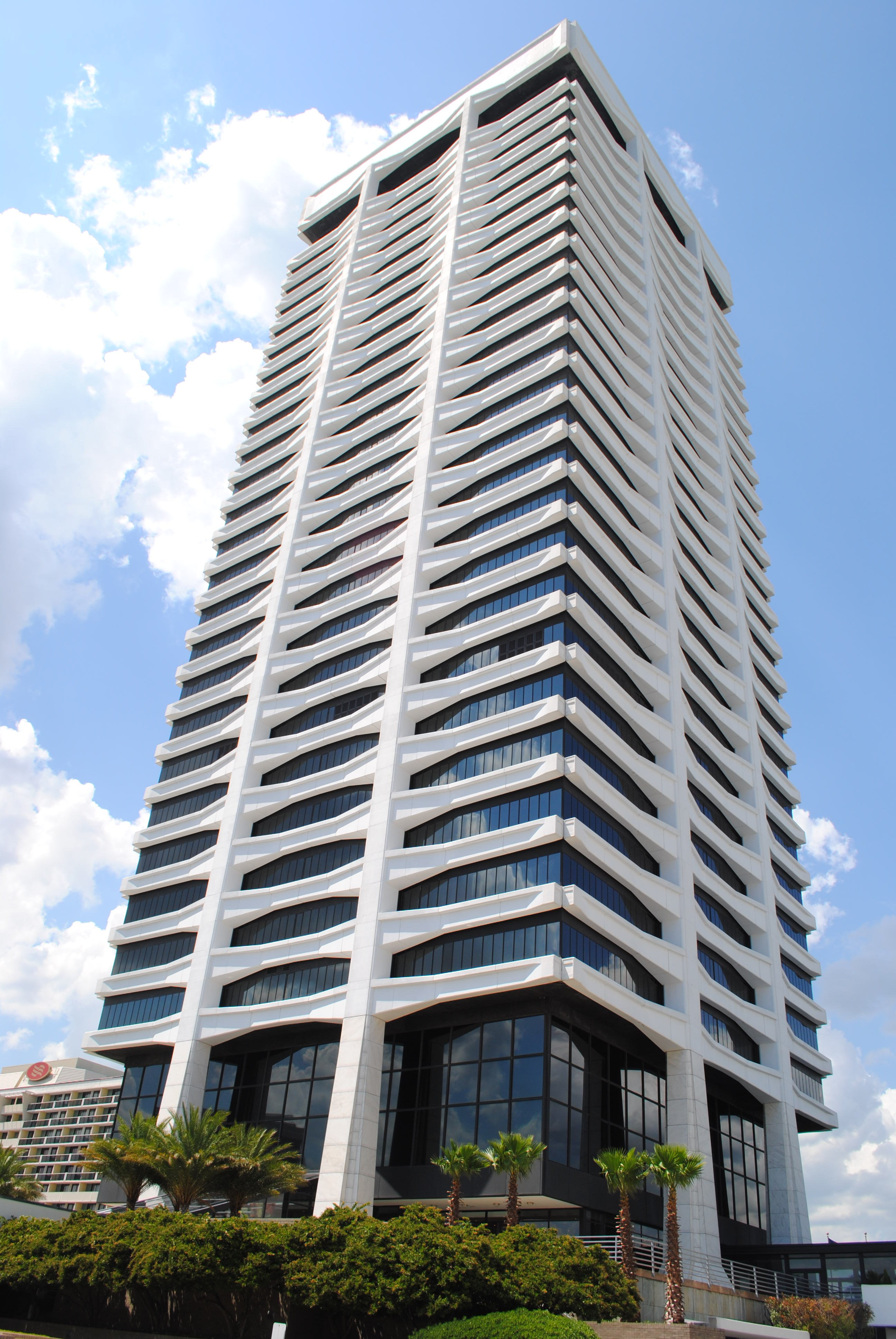
Riverplace Tower in Jacksonville, Florida.

Le « style international » est un style architectural majeur lié au fonctionnalisme qui s'est développé dans les années 1920 et 1930 en Hollande, en France et en Allemagne. Il s'est répandu dans le monde entier, devenant le style architectural dominant jusque dans les années 1970. Ce mouvement moderne en architecture s'intéresse au rapprochement entre l'architecture et les réformes sociales créant un cadre plus ouvert à une société transparente. Le style international est façonné par les activités du mouvement hollandais De Stijl, Le Corbusier et le Bauhaus. La montée progressive du régime nazi dans l'Allemagne de Weimar et le rejet de l'architecture moderne par les nazis chassèrent toute une génération d'architectes avant-gardistes de l'Allemagne. Beaucoup de ces architectes fuient vers l'Union soviétique. Ce groupe se préoccupe du fonctionnalisme et de son agenda social. Bruno Taut, Mart Stam, Hannes Meyer, Ernst May et d'autres figures importantes du style international entreprennent des projets d'urbanisme ambitieux et idéalistes, construisant des villes entières à partir de rien. En 1936, quand Staline leur ordonne de quitter le pays, beaucoup de ces architectes deviennent apatrides.D'autres fuient aux États-Unis comme Walter Gropius et Marcel Breuer. Ils sont tous deux arrivés à la Harvard Graduate School of Design, dans une excellente position pour étendre leur influence et promouvoir le Bauhaus comme la source principale du modernisme architectural. Quant à Mies van der Rohe, il émigre aussi aux États-Unis où il s'occupe du département d'architecture de l'Institut de technologie de l'Illinois à Chicago.
L'une des forces du style international est que les solutions de conception sont indifférentes à l'emplacement, au site et au climat. Les solutions sont censées être universellement applicables. Le style ne fait aucune référence à l'histoire locale ou vernaculaire nationale. Cela a rapidement été identifié comme l'une des principales faiblesses du style.

## Art social aux États-Unis (1930 à 1970)

### L'art comme expérience selon John Dewey

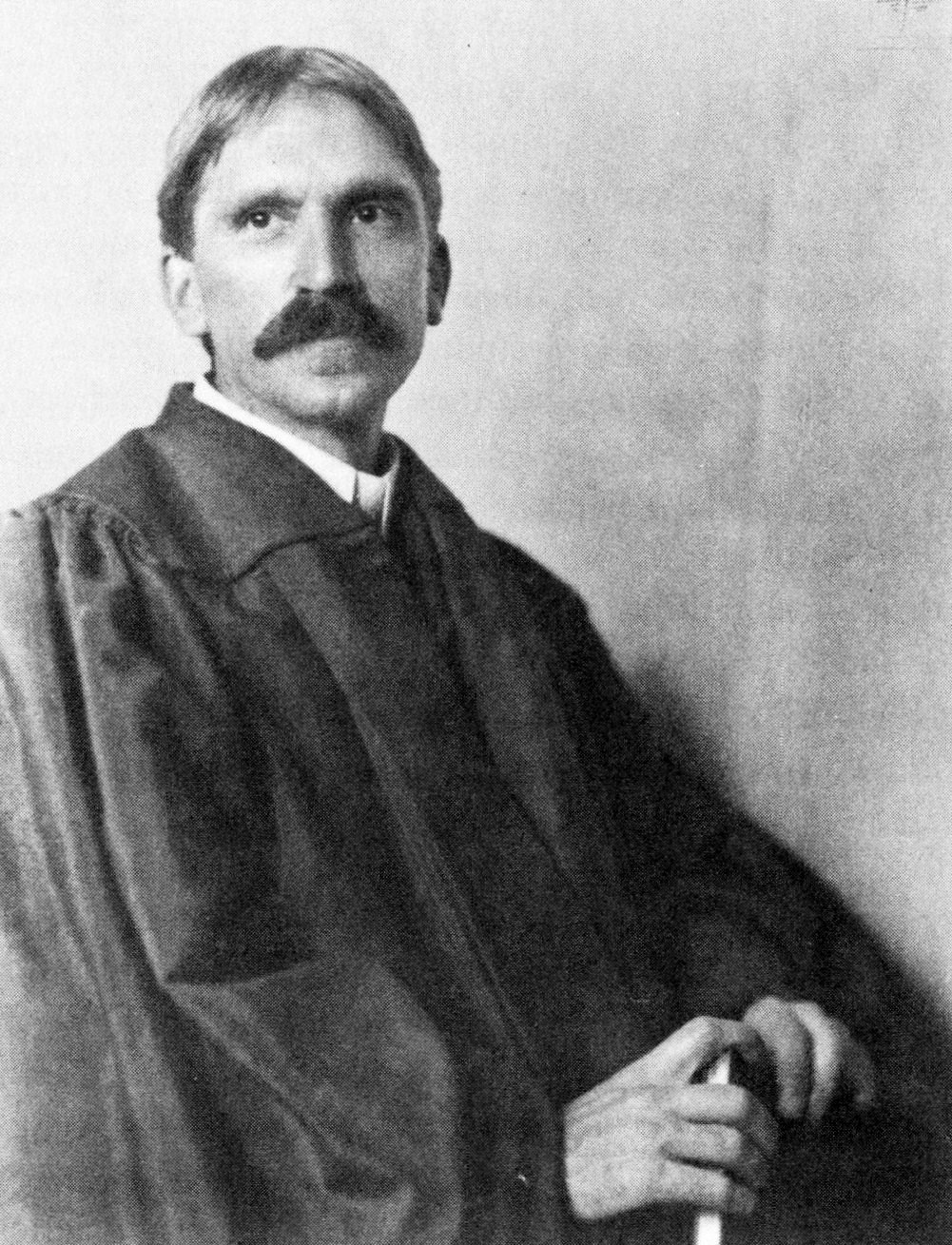
John Dewey, 1902.

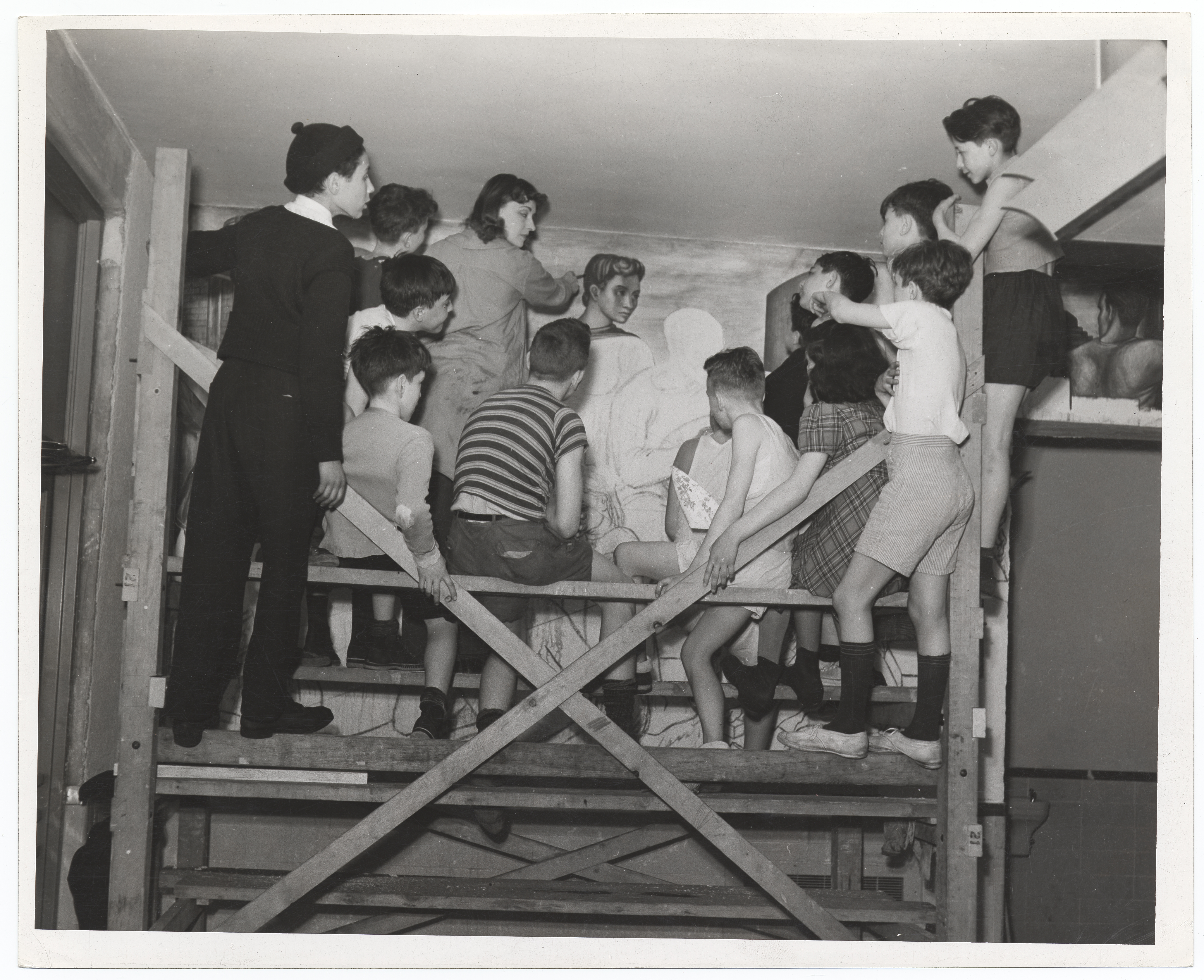
Marion Greenwood avec un groupe d'enfants au Red Hook Housing, 1940.

Les théories esthétiques du philosophe pragmatiste John Dewey ont influencé la pensée des artistes américains à partir de 1940. Les propositions esthétiques de Dewey présentées dans son livre Art as expérience (1934) marquent une rupture avec la tradition esthétique européenne, là où l'art est affaire de création au détriment de l'action, Dewey met l'accent sur la dimension de l'action dans le processus créatif. Ce qui l'intéresse n'est plus l'objet, mais bien le processus de constitution de l'objet. Dewey a réfléchi sur les cultures où l'idée de musée est inconnue et a constaté que les arts en général font partie intégrante de la vie réelle d'une communauté. Une œuvre qui se trouve séparée à la fois de ses origines et des conditions qui l'ont produite laisse voir bien peu de choses des formes d'expérience qui l'ont engendrée. Seule l'œuvre prise dans son contexte original peut avoir un sens comme partie de la vie. Une œuvre mise au rang d'objet de musée est privée de son sens comme partie intégrante de la vie quotidienne.
Depuis la dépression de 1930, les artistes américains, peintres et sculpteurs, éprouvent le besoin de décrire les aspects de la réalité américaine. Les traits communs que partage l'avant-garde artistique américaine de l'après-guerre touchent une nouvelle manière de vivre l'expérience artistique à l'image de la vie quotidienne et de l'ouverture aux différentes formes d'art dans un esprit de rapprochement du banal et de la vie. Même les artistes les plus attachés aux développements du modernisme européen ont laissé de côté leurs recherches d'art pour l'art, dirigeant leurs efforts vers la condition des pauvres, des sans-emploi, vers tout ce qui relève des traditions d'une nation démocratique. C'est cette impulsion qui a poussé les artistes de New York à penser que l'art ne peut être séparé de la vie.
Le Federal Art project (1935 à 1943) est un élément important de rapprochement de l'art et de la vie. Ce programme a comme objectif de stimuler la création d'emplois en créant des œuvres publiques comme des peintures murales dans les écoles, les hôpitaux et les bibliothèques.
Pour les artistes, c'est une occasion de réaliser des peintures monumentales dans des édifices publics. Les peintures murales obligent les artistes à travailler en équipe sous le regard du public sur le lieu même où l'œuvre s'intègre à la vie quotidienne des gens. Ainsi le monde ordinaire participe à une expérience d'art. Pour Dewey, c'est le principe d'action qui domine toutes les facettes de la nature humaine. Il conçoit le savoir, comme un faire, non comme un voir et rejette toute conception spectatrice et passive du savoir. Pour lui, la vie est activité et la perception esthétique est un processus sensible, voluptueux, actif où la contemplation n'a qu'une petite part. À l'homme-spectateur s'est substitué l'homme-acteur. Dewey a compris qu'une esthétique fondée sur l'action pose de nouveaux problèmes aux artistes et c'est John Cage et la mouvance du happening parvenu à maturité dans les années 1950 qui expérimentent le mieux cette problématique d'un art en action et faisant partie de la vie.

### Le Black Mountain College
L'état de crise dans lequel se trouvent la société et les institutions américaines au début de 1930 et la fermeture du Bauhaus de Berlin en 1933 qui a provoqué l'immigration d'artistes importants aux États-Unis, ouvrent la voie à des idées novatrices en éducation. Cette conjoncture met en place les conditions nécessaires à John Rice pour créer le Black Mountain College. Fortement influencé par John Dewey, John Rice a une vision éducative fondée sur l'expérience, l'individu dans sa totalité et non pas l'individu divisé. Il priorise la démocratie comme forme de gouvernance de l'institution et favorise la mise en œuvre d'initiatives plurielles et un esprit d'improvisation dans les activités éducatives. Pour porter cette mission, il confie à Joseph Albers les enseignements artistiques. Albers instaure l'esprit du Bauhaus qui regroupe les métiers de l'art et la recherche artistique expérimentale. Lorsque Albers abandonne la direction du Collège en 1949, la situation financière est très critique. Charles Olson prend la relève au moment où les expérimentations artistiques les plus audacieuses s'émancipent. Il s'agit dans un premier temps, de pratiques artistiques portées sur les relations et les procédures plutôt que sur les objets et en second lieu, de l'importance de l'action ou de « la mise de l'art en action » selon les propres termes d'Olson.
Il insiste sur l'originalité du projet éducatif en trois points :
1. L'importance, d'un point de vue artistique, de la porosité des pratiques artistiques entre elles et de la manière dont, dans un contexte marqué par des échanges permanents, elles se nourrissent les unes des autres. Il va même jusqu'à évoquer la promiscuité qui domine la vie du collège. À la fois comme source d'embarras et d'innovation ;
2. Un modèle de fonctionnement social ;
3. L'importance de la danse, à ses yeux (il cite Cunningham et Litz) dans laquelle il voit le creuset du sein duquel les autres arts apparaissent dans toute leur évidence[73].

Joëlle Zask décrit le Black Mountain College comme suit : « Entre phalange, commune, entreprise autogouvernée, kibboutz, il réarticule l'art et la vie, à sa façon, en injectant de l'art dans le quotidien et du quotidien dans les pratiques artistiques ».
L'œuvre emblématique qui illustre parfaitement le décloisonnement des genres artistiques est Untitled event (1952) initié par John Cage, le tout premier happening, pas encore désigné comme tel, car il faut attendre Allan Kaprow en 1958 pour en définir les contours,.
Un principe s'impose dans le projet éducatif du Black Mountain College, c'est le décloisonnement des disciplines. John Cage y invente le multimédia avec Merce Cunningham et Robert Rauschenberg. La performance, le happening et les events qui sont des modes de production de l'imprévisible, naissent là.

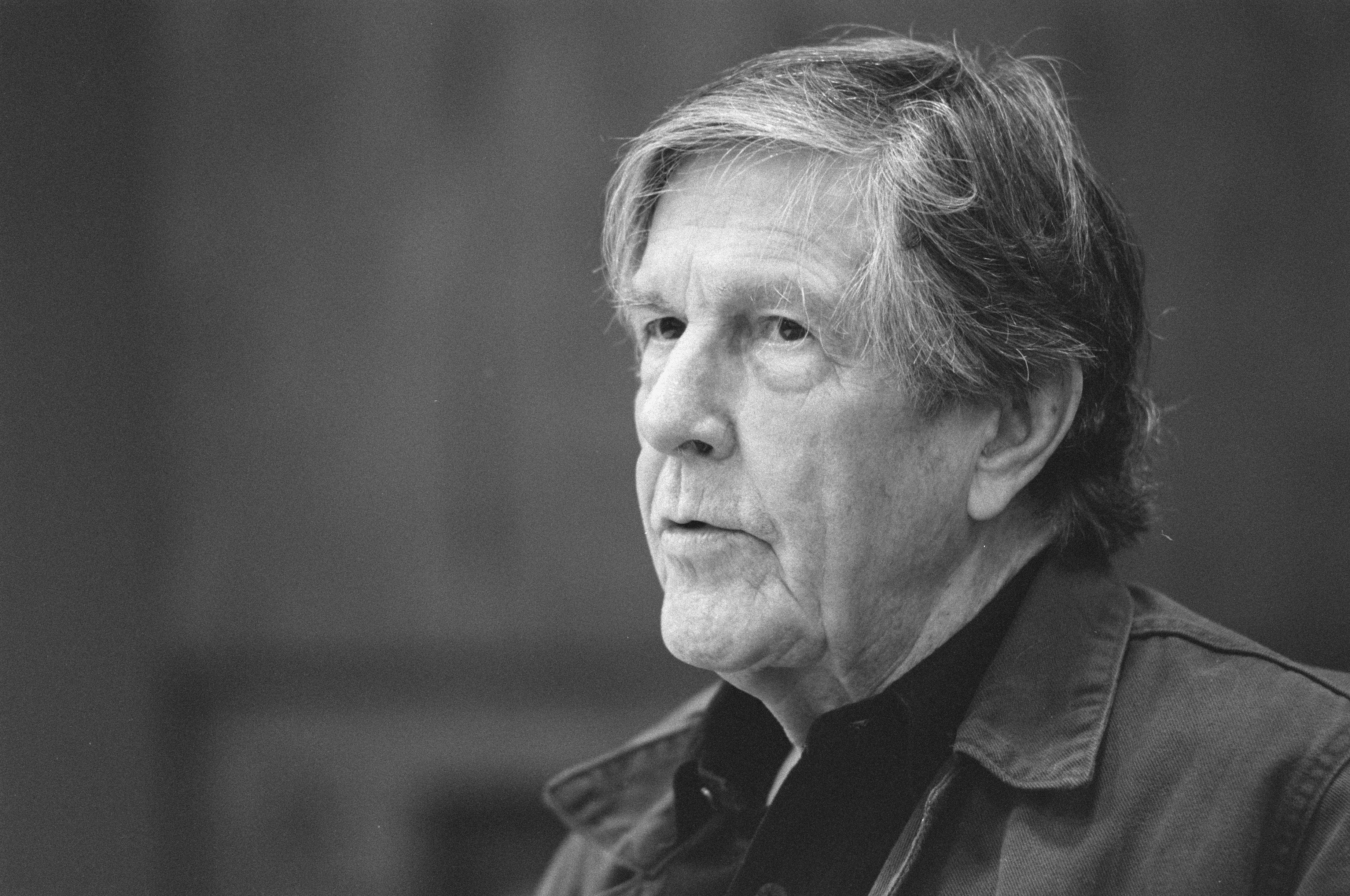
John Cage (1988).
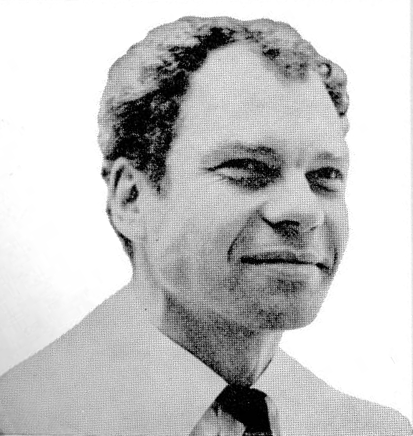
Merce Cunningham (1961).
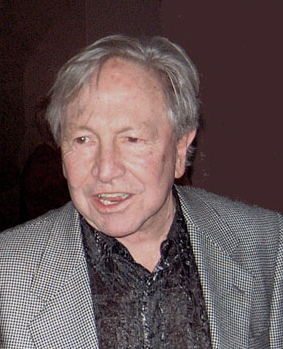
Robert Rauschenberg (1999).

L'enseignement de John Cage au Black Mountain College donne une tonalité nouvelle au programme pédagogique d'Olson. Il s'agit de l'anarchie praticable. C'est le nouvel art. Une mouvance diffuse, pour laquelle le hasard, l'indéterminé, les procédures performatives réversibles (quand dire c'est faire / quand faire c'est dire), la liberté interprétative, la sociabilité, participent de la création. On pense à la famille Fluxus, et particulièrement à George Brecht (event) et Robert Filliou (l'art est ce qui rend la vie plus intéressante que l'art), mais aussi à Allan Kaprow (happening). Cage a joué un rôle fondamental dans le processus de dématérialisation de l'art au cours des années 1960, à partir de ce qu'il nomme sa révolution intermédia. L'héritage de Black Mountain College, de ses professeurs et de ses élèves marque l'arrivée de la postmodernité et la fin des avant-gardes du début du XXe siècle.

### L'art et la vie confondus selon Allan Kaprow

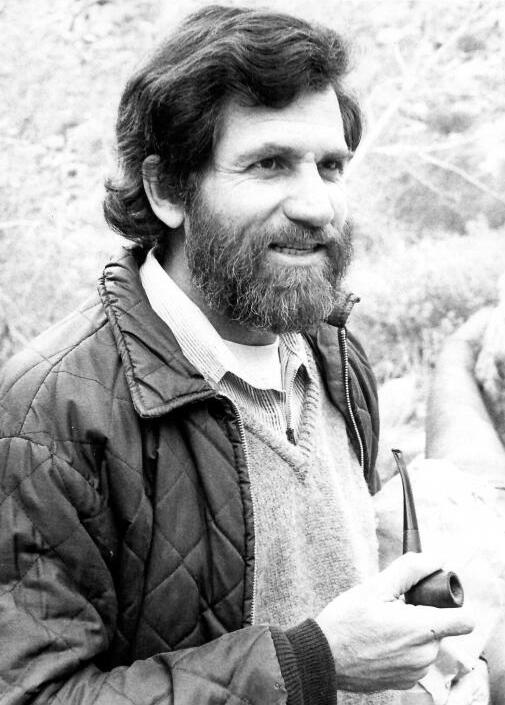
Allan Kaprow (1973).

En définissant l'art comme expérience, Dewey a cherché à localiser les sources de l'esthétique dans la vie quotidienne et l'expérience artistique dans la participation. Allan Kaprow a poussé la philosophie de Dewey et a prolongé ses propres mesures d'expérience significative dans un contexte expérimental d'interaction social et psychologique où les conséquences sont imprévisibles. En cela, les formes naturelles et sociales données de l'expérience procurent un cadre intellectuel, linguistique, matériel, temporel, habituel, performatif, éthique, moral et esthétique à l'intérieur duquel un sens peut être trouvé.
Allan Kaprow identifie cinq types de modèles de la vie de tous les jours guidant la réalisation d'œuvres en action. Ces modèles sont empruntés dans les professions non artistiques et la nature. Ces catégories proviennent de ses observations d'actions artistiques réalisées par les artistes entre 1960 et 1974.
1. Les modèles situationnels se réalisent dans des environnements banals, lors d'événements récurrents et coutumiers. Il donne en exemple, la performance de Sandra Orgel où l'artiste en collaboration avec la Maison des femmes (Womanhouse) à Los Angeles est apparue fraichement douchée, portant une robe de chambre bon marché et des pantoufles trop larges, en bigoudis et une cigarette qui pendait aux lèvres. Elle a installé une table à repasser et elle a branché un fer à repasser. Quand il a été chaud, elle a craché sur lui. Son sifflement était le seul bruit. Méthodiquement et silencieusement, elle a repassé un drap pendant environ dix minutes, et quand ce fut terminé, elle l'a plié puis elle est partie (1972).
2. Les modèles opérationnels contestent la mise en œuvre de tâches journalières et leurs productions. Pour illustrer son propos, il décrit le happening du Nettoyage du groupe japonais High Red Center comme suit : habillés en tenue de laboratoire d'un blanc immaculé, la bouche recouverte par des masques sanitaires qu'on utilise dans les hôpitaux, ils ont nettoyé silencieusement et avec précision une rue très animée à Tokyo (1968).
3. Les modèles structurels font référence aux cycles naturels, l'écologie et le territoire. Il donne en exemple le dispositif de Michael Snow qui faisait tourner automatiquement une caméra continuellement en marche pendant des heures selon deux révolutions variables. L'installation était montée dans un secteur désolé du Canada et la caméra enregistrait tout ce qui était en face de sa lentille : terre et ciel. En visionnant le film, on entend le son des moteurs de l'installation et l'on voit le soleil descendre et monter dans ce qui est ressenti comme le temps réel; la révolution de la caméra reproduisait celle de la terre autour du soleil (1971).
4. Les modèles auto référents renvoient une image de son dispositif qu'il soit un objet ou un événement. Le projet de Robert Morris illustre ce propos. Il a construit une petite boite grise. De l'intérieur provenaient, à peine audibles, des bruits de marteau et de scie. Elle a été appelée Boite avec son de sa propre fabrication (1961).
5. Les modèles d'apprentissage font appel aux allégories de la recherche philosophique, les rituels et les démonstrations éducatives. L'aspect pédagogique d'une action est bien illustré par Wolf Vostell lorsqu'il s'est procuré une carte pour faire un tour sur la ligne de bus de la Petite Ceinture, à Paris, et a recommandé au voyageur de chercher les affiches déchirées, les objets cassés et les immeubles en ruines et d'écouter les bruits et les pleurs (1962)[78].

Il fait aussi la distinction entre une action artistique en contexte d'art reconnu et une autre en contexte de la vie réelle. La première répond aux balises de l'art pour l'art et l'autre de l'art participant aux activités quotidiennes de la vie. Il souligne l'importance de la responsabilité de l'artiste à bien définir son projet, sa position dans le système de l'art et dans le social afin de guider les intermédiaires et le public.
Pour Kaprow, participer à un happening, c'est croiser les frontières psychologiques entre soi-même et autrui et sentir les tensions sociales délimitées par ces frontières. L'expérience de la participation du public, particulièrement lorsqu'elle est catalysée dans le jeu, transforme le participant aussi bien que le jeu. L'art participatif se dissout en situation, opérations, structures, systèmes auto référent et procédés d'apprentissage auxquels il ressemble.

### Action artistique et expérience esthétique selon Christo

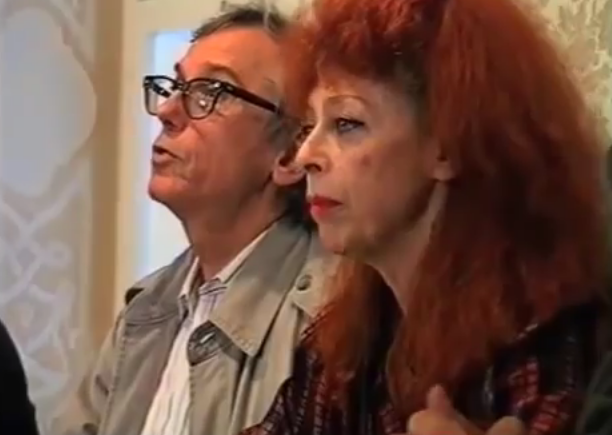
Christo et Jeanne-Claude (1995).

Christo est formé à l'académie des Beaux-Arts de Sofia, Bulgarie, aux principes esthétiques du réalisme socialiste et aux pratiques artistiques de l'Agitprop. Il est introduit à la fin des années 1950 et au début des années 1960 dans les cercles de l'avant-garde européenne et américaine. Christo s'installe à New York, dans un contexte intellectuel et artistique influencé par les travaux de Marcel Duchamp et de John Cage, relayée par Allan Kaprow,.
Quatre concepts artistiques sont présents dans l'ensemble de son œuvre :
1. Le ready-made, ou l'emprunt d'objets façonnés, bâtiments et espaces publics ;
2. Les pratiques intermedia, ou le décloisonnement disciplinaire ;
3. Les activités artistiques polymorphes où l'attitude l'emporte sur la production d'un objet d'art ;
4. L'événementiel comme l'event, le happening et la performance, constituent ces sources d'inspiration dites « non-artistiques »[note 4].

Formé au réalisme, aux interventions dans le réel et à l'appropriation du réel, il est de plain-pied dans l'avant-garde américaine.
L'œuvre de Christo et Jeanne-Claude est fondée sur l'action artistique et l'expérience esthétique dans l'espace social en marge du système de l'art institutionnel.
L'activité artistique du duo d'artiste, hors galeries et musées, se dissocie des pratiques de l'art pour l'art. L'expérience esthétique proposée se déploie dans des lieux accessibles et publics. L'objet d'art agit dans le réel en dehors du contexte de l'art, l'œuvre est considérée comme « in situ outdoors », « textile » et « temporaire ».
Il y a deux définitions du public de l'œuvre de Christo et Jeanne-Claude: le public acteur et le public spectateur-usager, qui correspondent à deux positions. conceptuelles.
Dans le cadre du projet d'art, elle s'adresse à une collectivité sociale et politique qui instaure l'œuvre comme actrice dans l'espace public. C'est l'action artistique. Ce dialogue est in situ, c'est-à-dire qu'il se produit dans des lieux spécifiquement aménagés pour cet exercice, avec la collectivité représenté par les élus, les résidents et les usagers. Par le dialogue, le public devient opérationnel, même s'il ne relève pas des domaines de la création artistique, de l'expertise scientifique, ou de l'ingénierie, il construit avec les artistes un objectif partagé pour un objet commun.
Dans le cadre de l'installation, l'objet d'art est le lieu d'une pratique spectatrice collective par contact qui demande la planification d'un équipement spécifique du site d'installation et d'une gestion logistique. C'est l'expérience esthétique. Le contact est réellement tactile. Les spectateurs touchent l'objet d'art textile. Ils le touchent avec leurs mains, ils le foulent avec leurs pieds, ils entrent en contact avec toute la surface de leur corps quand ils s'assoient ou s'allongent sur la toile. Et ce faisant, il ne brave nul interdit, il répond à une invitation. Le rapport tactile est une forme privilégiée et spécifique de réception de l'œuvre.
L'action artistique in situ de Christo et Jeanne Claude emprunte un espace ou un équipement réel, une place hors du système de l'art. Cet emprunt d'un lieu pour réaliser l'objet d'art découpe un espace d'action dans le réel de la sphère sociale, institutionnelle et économique. L'œuvre d'art n'est pas réductible au grand chantier de sa construction, ni à la scène que constitue pour un public son exposition. L'œuvre d'art, c'est l'ensemble des opérations collectives par lesquelles l'objet d'art est soumis en prenant une succession de formes intermédiaires. C'est l'articulation d'une activité et d'un espace ainsi que sa localisation concrète qui, selon Christo, fonde et fait la réalité de l'objet d'art.
Le contexte de la création christolienne est le capitalisme, la société post-industrielle, une société travaillée par la question de la propriété privée individuelle, une société à travailler avec une éthique de la libre entreprise,.
L'œuvre de Christo et Jeanne-Claude est une entreprise textile. Elle est issue d'une proposition qui ne répond pas à une commande sociale et qui crée un désir de participation et d'action. Elle tisse des liens entre la sphère du marché, la sphère publique et la sphère du don. Pour ce faire, ils ont inventé l'outil opérationnel de leurs projets en créant la Javacheff Corporation. Cette entreprise leur permet d'échapper au système de l'art, à ses pratiques économiques et à ses pratiques institutionnelles. En tant que structure financière, la Javacheff Corporation sert à dégager et à gérer les moyens financiers de l'activité artistique et en tant que structure juridique, elle engage la responsabilité morale et civile des artistes auprès des instances politiques et administratives. La Javacheff Corporation est une entreprise qui permet aux artistes de produire, de construire et d'installer leur œuvre en toute indépendance et autonomie.

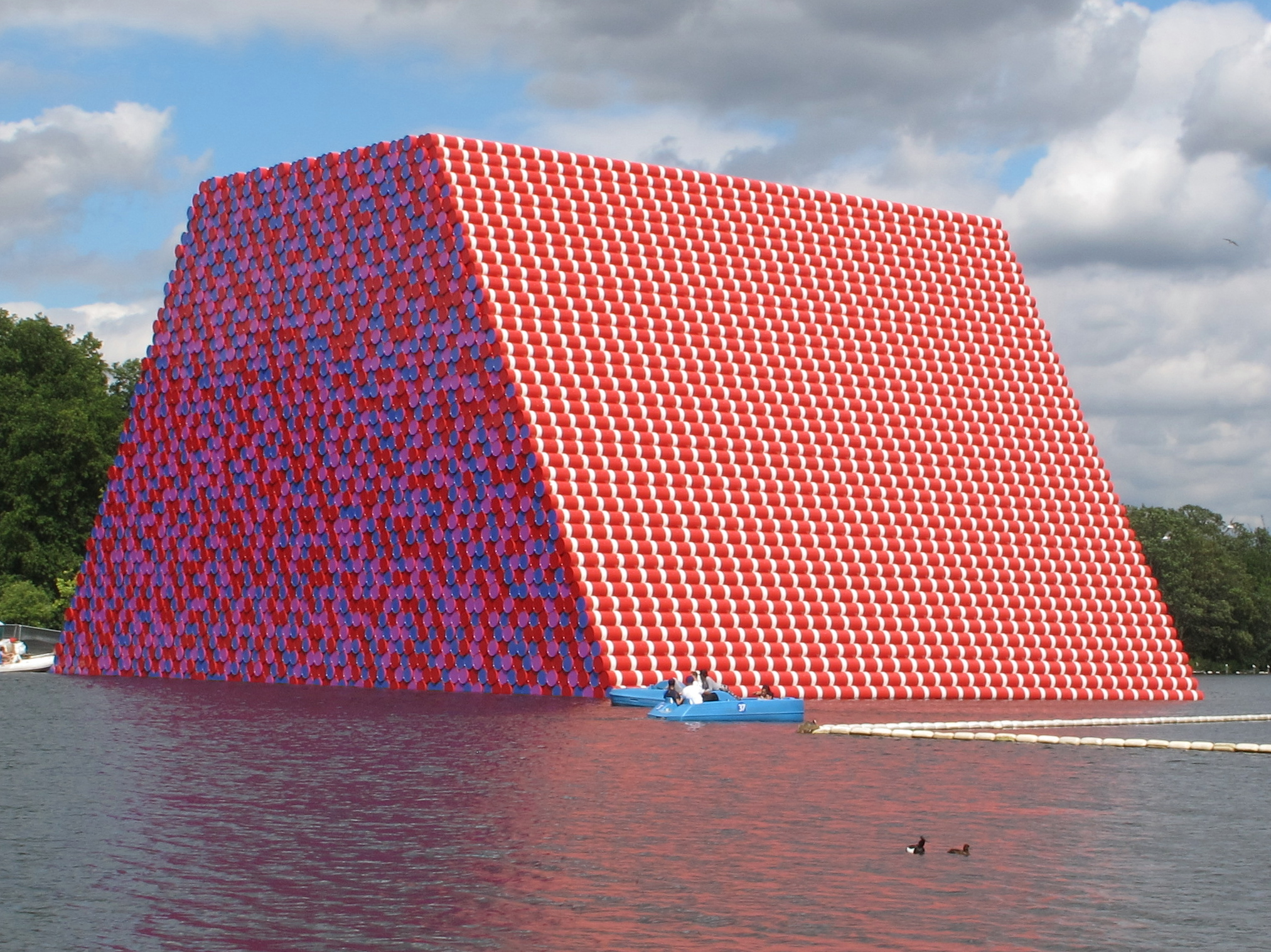
The Mastaba, désert de Liwa, Abu Dhabi.
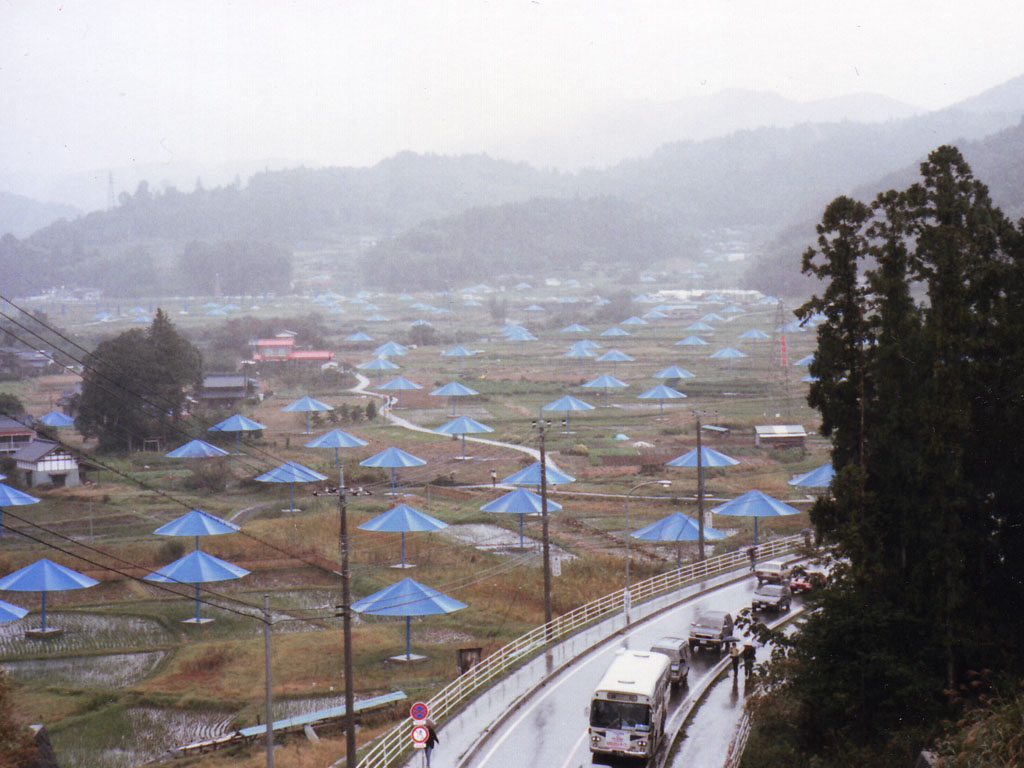
Umbrella Project, Japon, 1991.
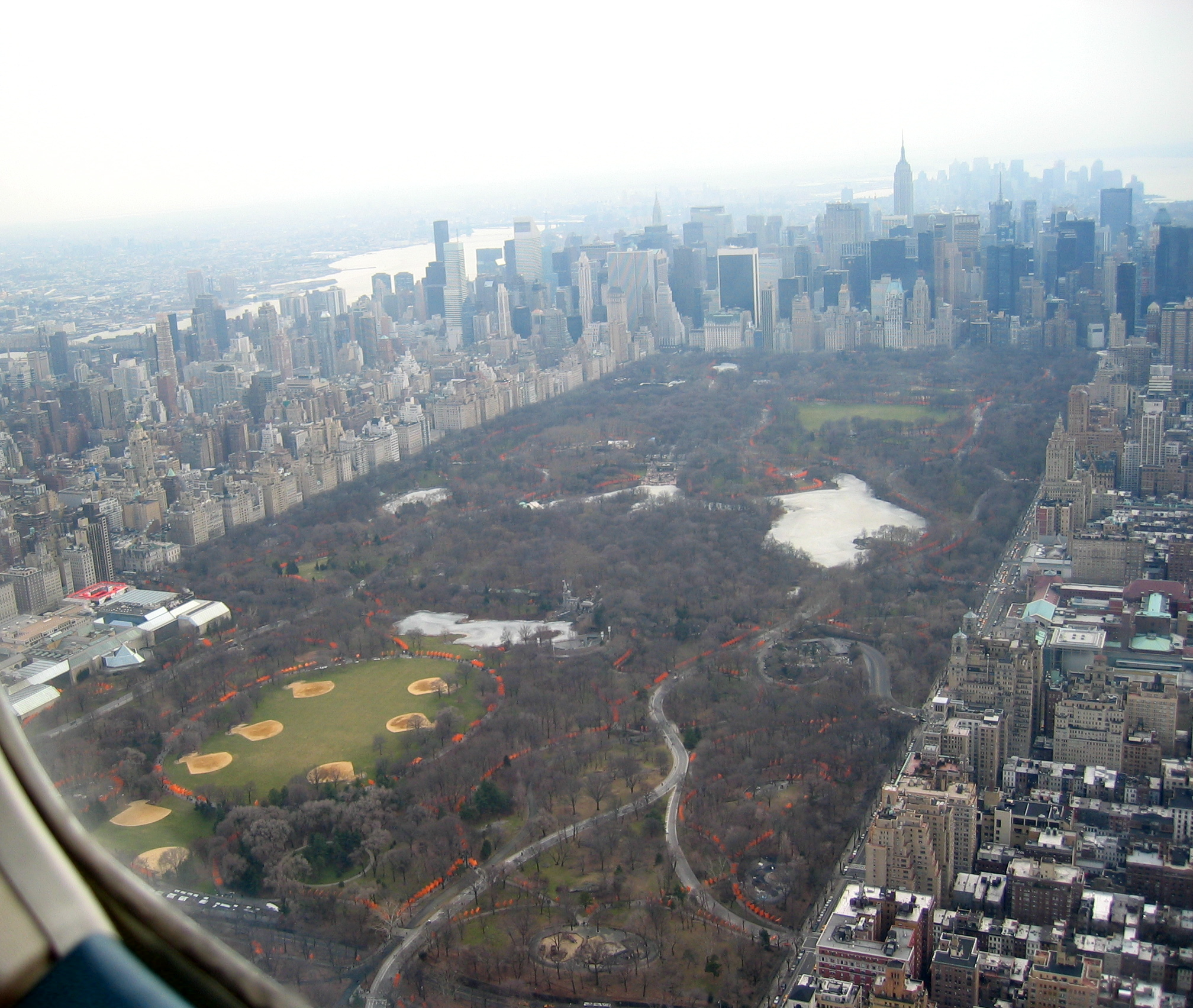
The Gates, États-Unis, 2005.

## Mouvements et courants de pensée de l'art social (1950 à 2000)

### L'Art comme thérapie
L'idée de créativité‚ devient le terme central de l'art à tel point que l'art moderne sera marqué par l'idée d'avant-garde qui doit se distinguer par une capacité de créativité qui permet de créer du neuf pour affirmer la rupture avec les productions antérieures. Cet idéal de créativité tournera parfois à vide, quand le neuf est recherché pour lui-même, avant toute recherche esthétique. L'idée de créativité sort du domaine artistique pour devenir un thème social central : chacun porte en soi un potentiel créatif inexploré, non employé. Le champ artistique commence à sortir de ses lieux traditionnels d'exercice pour essaimer.
Au début du XXe siècle, Carl G. Jung a expérimenté les bienfaits de l'expression par le dessin. La paternité de l'art-thérapie est attribuée à Adrian Hill (1940), peintre tuberculeux placé en sanatorium. Il se laissa aller à l'art spontané qui l'amena, au grand étonnement des médecins, à la guérison. C'est en 1950 que les premiers programmes de formation furent créés aux États-Unis, l'art-thérapie s'est ensuite développée en Europe. Elle s'est d'abord introduite en Angleterre grâce à Margaret Naumburg, enseignante et psychothérapeute reconnue comme l'une des pionnières dans le domaine. Il est possible de faire un parallèle entre l'art-thérapie et l'art brut, un mouvement lancé en 1945 par le peintre français Jean Dubuffet, à cause de la similarité du processus créatif qui vise essentiellement l'expression spontanée et personnelle. Pour Jean-Pierre Klein « La thérapie ajoute à l'art le projet de transformation de soi-même. L'art ajoute à la thérapie l'ambition de figurer de façon énigmatique les grands thèmes de la condition humaine. La création – acte et résultat – peut permettre la transformation profonde du sujet créateur. L'art-thérapie consiste en un accompagnement de ces créations dans un parcours symbolique au service du développement de la personne vers un aller-mieux ».
En 1950 a lieu la première exposition internationale d'art psychopathologique à l'hôpital Sainte-Anne à Paris, à l'occasion du premier congrès mondial de psychiatrie. Y sont exposées 2 000 œuvres plastiques créées par 350 malades mentaux.
On peut considérer qu'il existe quatre modèles en art thérapie :
- le modèle cathartique : le patient est poussé à s'exprimer par une technique artistique afin d'expulser sa souffrance. Le thérapeute sollicite le désir, stimule le besoin d'expression, favorise l'acte de communication. Dans l'atelier, le thérapeute encourage la décharge émotionnelle qui va purger le patient de son angoisse;
- le modèle réparateur : le thérapeute pense aider le patient en lui apportant son soutien, sa compréhension, afin d'effacer le préjudice qu'a subi le patient ou pour combler un manque interne. Dans l'atelier, il va chercher à restaurer le narcissisme défaillant du patient;
- le modèle éducatif : le thérapeute est dans une position de guide. Il indique au patient les procédures à effectuer, les chemins à prendre, la direction à suivre. Il assure une fonction de conseil dans le dessein d'aider le patient à effectuer des choix plus pertinents. Dans l'atelier, il va prendre une position de figure parentale qui transmet un savoir-faire permettant de développer les potentialités créatrices du patient qui sont transférables dans sa vie de tous les jours;
- le modèle analytique : il repose sur l'idée que, dans la séance, ce qui est privilégié, c'est le processus et non le résultat. Dans l'atelier, on questionne la dynamique et le processus thérapeutique à l'œuvre en lien avec les notions de sublimation, de création et la place accordée à la verbalisation[84].

### L'Internationale Situationniste et la créativité généralisée

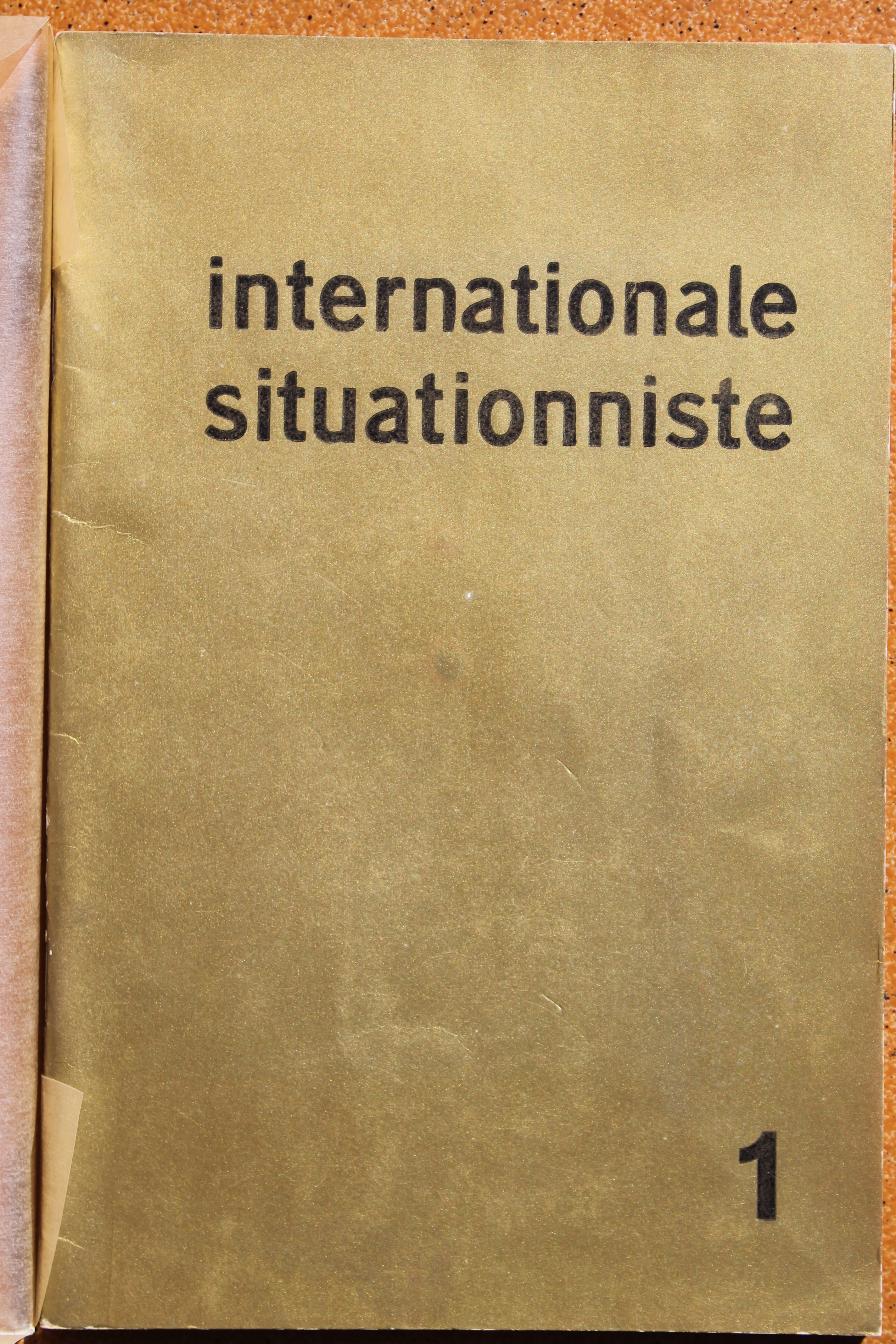
La section française publie douze numéros de la revue Internationale situationniste entre 1958 et 1969.

L'Internationale Situationniste, successeur de l'Internationale lettriste fondée en 1952, naît le 27 juillet 1957 en Italie, avec pour programme de devenir le mouvement d'avant-garde le plus actif dans le dépassement de l'art par une créativité généralisée. Lors d'une conférence fondatrice, Guy Debord présente un rapport sur la construction des situations qui constitue le manifeste du mouvement. En 1967, parait le texte principal de Guy Debord La société du spectacle. L'Internationale Situationniste se dissout en 1972, après sa participation active aux événements de mai 1968.
Comment briser la séparation entre art et vie ? Pour l'Internationale Situationniste, les temps de l'art sont révolus, l'objectif est de réaliser l'irréalisable : un art vivant, qui n'obéit à aucune norme esthétique, présent à tous les niveaux de la vie. Les situationnistes s'engagent dans une construction de situations nouvelles dans la vie quotidienne, basée sur le jeu.
Le Situationnisme définit le spectacle comme le contraire de la vie ou comme tout ce qui n'est pas vécu.
- Le projet des situationnistes est étroitement lié à une redéfinition de l'art et implique d'articuler avant-garde esthétique et avant-garde politique. Il prône l'autodestruction de l'art comme domaine séparé de la vie et sa transformation en instrument de construction de situation.
- La notion de situation est définie comme moment de la vie, concrètement et délibérément construit par l'organisation collective d'une ambiance unitaire et d'un jeu d'événements. C'est un moment qui vise la reconstruction globale de la vie. La part révolutionnaire des situations, c'est leur capacité à faire participer le spectateur et le faire devenir créateur de l'ambiance.
- La construction de situations comme construction d'une vie passionnante est l'œuvre d'art à venir. Ainsi, la création en tant que résultat importe moins que le processus qui engendre l'œuvre, que l'acte de créer[85].
- Le projet situationniste suppose la destruction de la figure de l'artiste en tant qu'auteur d'une œuvre originale et détenteur de droits, ceux-ci étant assimilés à la propriété privée[86].

### Faire œuvre des situations

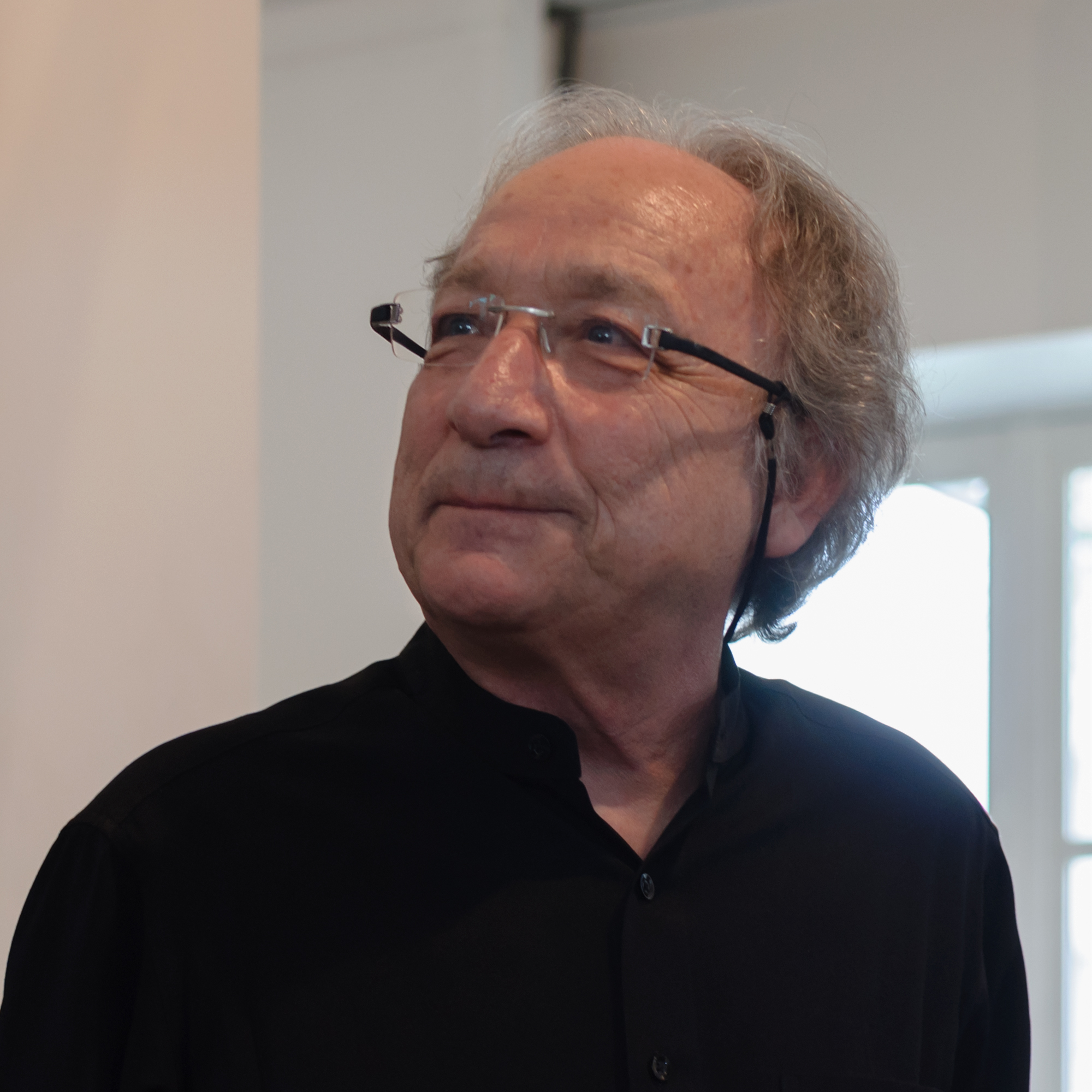
Ernest Pignon-Ernest, 2014

Sérigraphie de Ernest Pignon-Ernest collée sur les escaliers de la Butte Montmartre, 1971

« Faire œuvre des situations », est l’expression qu’emploie Ernest Pignon-Ernest, pionnier de l’art urbain (street art) à la fin des années 1960 en France, pour définir sa démarche artistique. Artiste engagé socialement, Ernest Pignon-Ernest développe un art qui cherche à ouvrir les esprits sur la réalité du monde. Il provoque les passants qui au hasard de leur déambulation, sont confrontés à des images révélant des injustices commises par leurs concitoyens. Ernest Pignon-Ernest réalise des œuvres éphémères. Il a choisi de dessiner au fusain sur du papier journal des personnages dans des poses dramatiques qu’il sérigraphie. Ces affiches, il les colle sur des lieux de passage afin d’en réveiller la mémoire. Son travail se nourrit d’anachronismes volontaires : « l’œuvre n’est évidemment pas dans mon personnage, elle est dans ce qu’elle vient réactiver dans la mémoire », affirme Ernest Pignon-Ernest. Ce sont l’espace, la lumière, les murs, qui deviennent un matériau véhiculant des messages, qu’ils soient politiques, sociaux ou poétiques. La façon d’intégrer ses collages dans des lieux choisis pour leur qualité esthétique et historique donne sens à l’œuvre.
Selon l’autrice Karin Wackers-Espinosa la démarche artistique d’Ernest Pignon-Ernest s’établit en 3 temps :
1. Le rapport de l’artiste au lieu; le lieu est un espace clos, bordé, mais qui reste ouvert à l’autre. Matériellement, il peut être circonscrit, fermé, défini. C’est la vie des gens, c’est l’histoire du lieu, l’espace dans lequel ils vivent. C’est tout le potentiel poétique, dramatique, la force suggestive des lieux qu’ils habitent.
2. Une image qui vient perturber le lieu; l’œuvre, ce n’est pas le dessin, c’est ce que provoque le dessin dans le lieu qui est l’œuvre. Il s’agit d’œuvre de la situation. Les dessins d’Ernest Pignon-Ernest sont éphémères par essence, ils réactivent la mémoire des lieux et, par leur réalisme, restent gravés dans la mémoire de ceux qui les croisent.
3. La relation qui s’instaure ou pas avec le passant-regardeur; les gens passent tous les jours dans ces les lieux. Ils se banalisent. Soudainement, l’image vient perturber le lieu et vient exacerber son potentiel suggestif. L'image se pose au mur, pour un temps plus ou moins compté, mais toujours suffisant pour s’inscrire dans le regard et la mémoire des passants qui capturent l’œuvre. L’œuvre à peine née et déjà condamnée à disparaître[89].

Ernest Pignon-Ernest remet en question les codes de la peinture et rejoint les pratiques contemporaines de l’art de son temps. Critique subversive, cohérente à tous les niveaux, à la fois esthétique, politique et sociale, il donne la parole au peuple dans le choix des lieux populaires où il intervient. Choix de mettre l’art dans la rue, de donner à voir ceux que l’on cache, à ceux que l’on ignore : les immigrés, les opprimés d’Afrique du Sud, l’une des victimes de Soweto, les malades du SIDA, les femmes victimes d’avortement, les victimes de Charonne, les Communards. Ces derniers recouvrent ainsi leur dignité, leur place, leur droit de cité. En réfléchissant sur l’installation d’images dans des lieux particuliers, le caractère problématique de l’œuvre d’art éphémère et le message critique sur la société, son œuvre affecte et influence les street artistes des années 1990. Ernest Pignon-Ernest compte au nombre des pionniers et des artistes exceptionnels du street art.

### L’Art urbain: du graffiti-signature au street art au post-graffiti

Œuvre de Banksy,street art, 2 rue Victor-Cousin, Paris 2018.

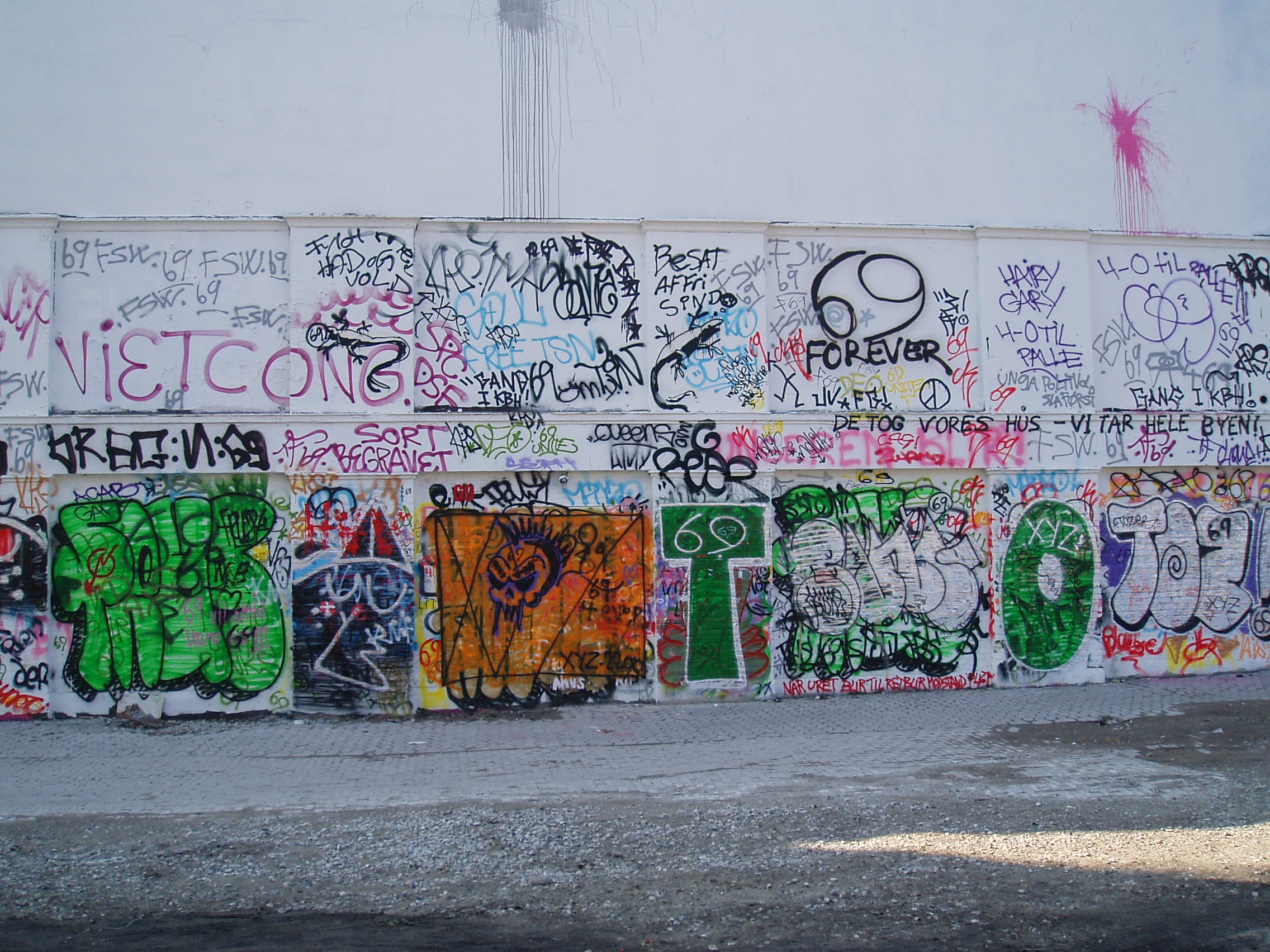
Anonyme, graffiti-signature, Copenhague.

Le dépassement de l’art comme simple objet esthétique par l’action dans la vie quotidienne tel qu’il est prôné par les situationnistes va amorcer le goût de l’art urbain pour l’éphémère, le détournement et la performance. L’appel à faire de la ville le cadre d’actions vécues et la volonté de dépasser l’objet artistique, influencent les mouvements artistiques des années 1960. Afin d’atteindre ces buts sociaux, la rue constitue le lieu idéal, car elle permet non seulement de solliciter la participation d’un public nouveau et donc d’estomper la frontière entre l’artiste et le spectateur, mais également de soustraire l’art au commerce et à l’institution par le biais d’actions artistiques qui est, par essence, impossible à conserver et à commercialiser. Le graffiti-signature, dont la forme d’art urbain la plus basique est le tag, demeure un art accessible qui réussit à quitter la frontière entre l’art et la vie en faisant de la création un acte du quotidien grand public. Le graffiti-signature et le street art vont au-delà de la frontière entre art et non-art, ou entre l’art avec un grand A et un art considéré comme mineur, en produisant une imagerie accessible et culturellement féconde. Les artistes suscitent une réflexion critique sur leur société, afin d’en saisir l’imprévisibilité, de reconquérir la rue et d’agir sur le social.

En comparaison avec le graffiti-signature basé sur l’écriture et le pseudonyme, le mouvement street art, né dans les années 1990, se distingue par une variété d’innovations techniques, iconographiques et stylistiques ainsi que par une diversification de ses interventions dans la ville. Contrairement au graffiti-signature qui a comme objectif la reconnaissance par les pairs, le street art cherche à passer un message au grand public. Les graffitis-signature réalisés dans la clandestinité et en toute illégalité sont réprimées par les services de l’ordre et condamnées par la justice. Par contre, les auteurs du street art ont gagné en reconnaissance de la part du public, puis de la part des institutions du monde de l’art, ensuite des autorités publiques et pour terminer par le marché de l’art réservé à l’élite capitaliste. Leur production a fini par être absorbée par une économie maitrisée de l’art.

La Jeune Fille triste de Banksy en hommage aux victimes du Bataclan.

 Ce mouvement est clairement lié à l’histoire de l’art, ces artistes ne transgressent pas les codes traditionnels d’une œuvre d’art, mais posent des questions sur la société. Ils font un travail de communication. Ils expriment leurs idées dans la rue par des activités artistiques remettant en question les valeurs de la société capitaliste.
L’entrée du street art sur le marché de l’art et sa reconnaissance en tant que mouvement artistique à part entière par le monde de l’art est un phénomène d’institutionnalisation du graffiti-signature et du street art. Les street artistes commercialisent leurs œuvres d’art dans les festivals. La génération du street art est aussi profondément marquée par l’avènement d’Internet. Le Web libère quantité d’archives et permet aux artistes de publier instantanément à échelle planétaire les photographies de leurs œuvres. Grâce à internet et aux réseaux sociaux, tous peuvent suivre l’activité des street artistes et émettent des commentaires sur leurs projets. Le développement des réseaux sociaux et la publication des œuvres de street art par les artistes eux-mêmes amplifient leur caractère commercial puisque l’artiste peut réagir directement aux commentaires/critiques des internautes. Ce lien avec le public participe au mouvement de résistance au système capitaliste. Le terme de post-graffiti définit en quelque sorte un mouvement développé au sein des institutions par des graffeurs et des street artistes en parallèle à leurs productions urbaines, mais aussi par des artistes d’art contemporain s’étant inspirés de l’art urbain. Si le graffiti-signature et le street art se définissent par rapport au tissu urbain et semblent dans ce sens rejeter certains codes de l’art institué, le post-graffiti se situe quant à lui à la croisée entre les arts urbains et l’art contemporain et se caractérise par un processus d’institutionnalisation. De ce fait, le public visé par le travail de l’artiste s’élargit et ne se limite plus à la simple reconnaissance par les pairs, mais également à celle des différents médiateurs du monde de l’art, de même que les œuvres ne questionnent plus l’espace urbain, mais bien celui des galeries. Ce type de travail intramuros implique de nombreuses différences du point de vue de la production et de la réception des œuvres qui permettent un questionnement de l’art urbain. Le post-graffiti définit donc le travail en intérieur, en institution, et toutes les particularités que cela implique pour des artistes issus des arts urbains

### Fluxus, un questionnement de la vie courante

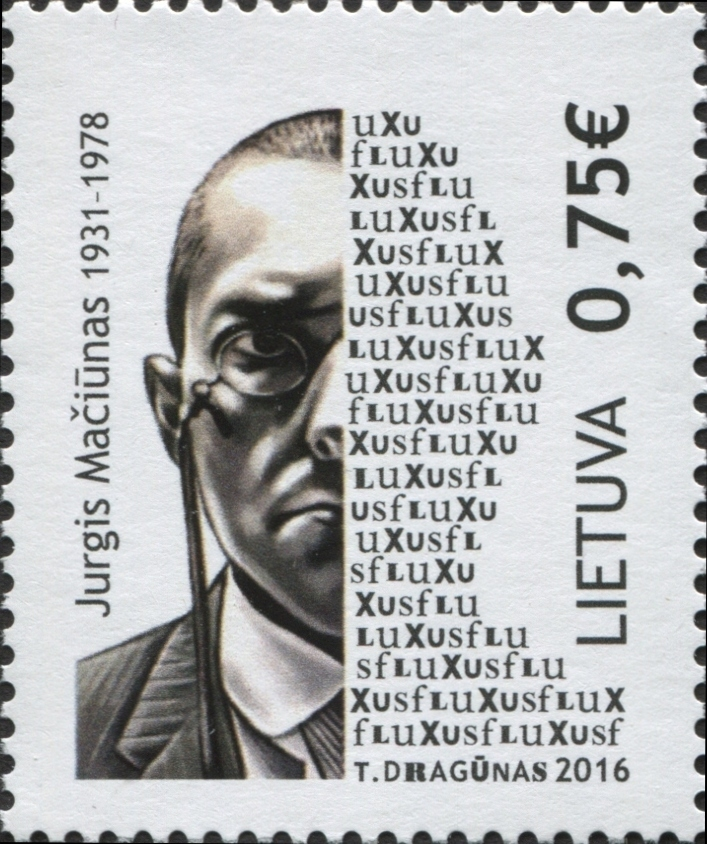
George Maciuanas.

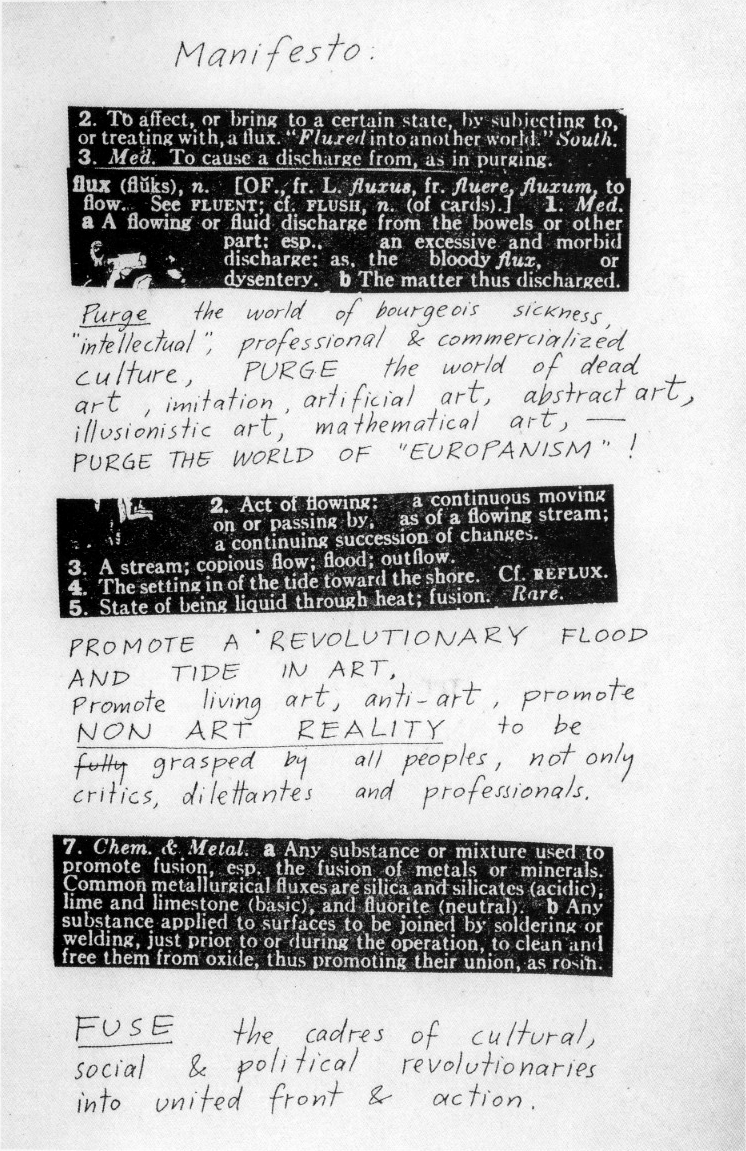
Manifeste Fluxus.

En 1961, George Maciunas s'autoproclame organisateur du mouvement Fluxus. Fluxus, c'est un courant de pensée artistique sans frontière, jouant sur les décalages et les recadrages de la vie ordinaire pour en révéler les ressorts de fonctionnement et le mode de vie. Il s'agit d'actions perturbatrices créant des situations produisant du lien social. La société devient alors elle-même le matériau de l'intervention artistique. Ces pratiques sont soucieuses de s'inscrire directement dans l'espace social et politique et d'intervenir in situ. L'art et la vie sont intégrés, l'artiste et le public participent activement à la réalisation de l'œuvre.
En 1962, Fluxus est créé en Europe à Wiesbaden à l'occasion de concerts performances. Pendant un peu plus de dix ans, à la manière de dada dont ils revendiquent également la filiation et les postures, les artistes Fluxus vont laisser libre cours à leur imaginaire libérateur. George Maciunas a la volonté de faire de Fluxus un réseau international en partant des États-Unis avec John Cage, Éric Andersen, Joseph Beuys, George Brecht, Giuseppe Chiari, Philip Corner, Charles Dreyfus, Jean Dupuy, Robert Filliou, Henry Flynt, Geoffrey Hendricks, Dick Higgins, Allan Kaprow, Alison Knowles, La Monte Young, Jean-Jacques Lebel, Charlotte Moorman, Jackson Mac Low, George Maciunas, Nam June Paik, Yoko Ono, Ben Patterson, Willem de Ridder, Serge III, Daniel Spoerri, Benjamin Vautier, Wolf Vostell, Emmett Williams, le Groupe Zaj.
Fluxus est porteur des idées énoncées par le projet des situationnistes affirmant le rôle dévolu aux artistes de résister à l'instrumentalisation de la culture. Pour Guy Debord, les artistes sont des producteurs dépossédés et manipulés par les industries culturelles et par les médias. Ils doivent faire la promotion et défendre une culture vécue qui s'oppose à une culture de masse, dévitalisée et asservie aux lois du marché et du spectacle. Ces pratiques artistiques s'inscrivent directement dans l'espace social.
C'est dans ce contexte que Beuys postule que tout est art et que tout est politique. Il intègre progressivement le travail politique à son concept de sculpture sociale. Affirmant que tout le monde est artiste, Joseph Beuys élargit la notion d'art à la totalité du réel politique, économique et scientifique. La sculpture devient action, et l'action artistique se prolonge au cœur des processus politiques, sociaux et philosophiques.
Le rapport des artistes Fluxus au monde économique s'exprime par la création de leurs propres structures de distribution afin d'écouler leurs productions : la Cédille qui sourit, magasin atelier ouvert par Robert Filliou et George Brecht à Villefranche-sur-Mer et le magasin de Ben à Nice sur la rue de L'Escarène en sont des exemples,.

### Mass Moving, après mai 1968

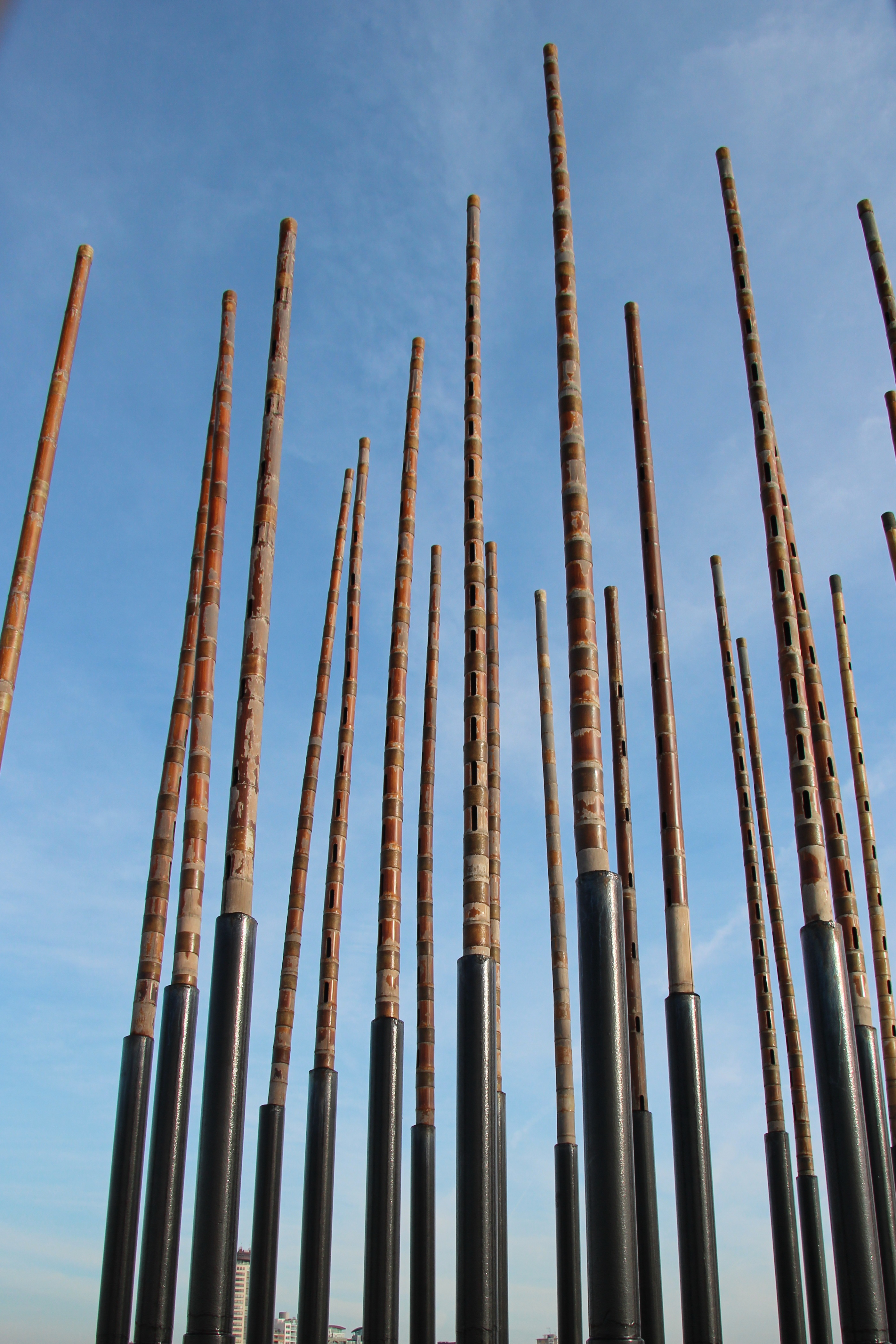
Sound Stream 1975
une chaîne d'orgues éoliennes se dressant depuis le Cameroun jusqu'en Norvège.

Inspiré par les écrits des situationnistes, Mass Moving, fondé sur les idées et les rêves de Mai 68, rappelle que l'art est là pour épanouir la ville et libérer ses occupants plutôt que pour se momifier dans la blancheur aseptisée des musées. Née en Belgique, Mass Moving n'est ni un groupe constitué ni un collectif bien défini, les participants sont variables, suivant les actions, les endroits et les projets. Deux personnes en seront les chevilles ouvrières, Raphaël Opstaele, à la fois fondateur et agent de la dissolution, et Bernard Delville qui rejoint rapidement les initiateurs.
Alors qu'apparaissent les mouvements écologistes et les énergies alternatives, Mass Moving jettent les bases d'un art écologique en développant, par une multitude d'actions, une démarche au pouvoir de suggestion très large qui brasse la nature, l'écologie, le concept d'éphémérité, d'organisation spatiale et sculpturale, ainsi que les relations humaines. Il s'agit avant toute chose de privilégier un art de l'expérience qui s'inscrit au cœur de l'interaction entre le vivant et son environnement.
Qu'il s'agisse de la ville et des voitures, de l'environnement, des énergies douces: toutes problématiques sociétales leur permet de porter leurs actions partout et en des endroits non prédestinés à l'art. La rue et les places publiques sont le théâtre d'actions militantes, populaires, foncièrement ludiques. L'art investit la vie, la ville, le social et le politique. À titre d'exemple, Sound Stream une œuvre couvrant différents territoires physiques et culturels. Il s'agit d'une chaîne d'orgues éoliennes se dressant depuis le Cameroun jusqu'en Norvège. L'historien de l'art, Sébastien Biset décrit cette dernière action de Mass Moving comme suit: « Ce projet intègre, dans l'action, la notion de site sans se limiter à sa seule conception spatiale. En effet, plus que marquer une suite de sites, ce fleuve sonore, universel et fédérateur, les investit et les reconfigure en créant avec eux d'autres relations : à la périphérie d'une action sculpturale et paysagiste, la proposition de Mass Moving célèbre l'harmonie et l'universalité qui génèrent une sorte d'esthétique communicative ».
À la dissolution de Mass Moving, la plupart des documents sont détruits lors d'un autodafé en 1976. Si cette rupture et la destruction des archives correspondent prioritairement à une stratégie visant à éviter toute récupération par l'institution, cette fin brutale est aussi le symptôme d'une faillite des grandes utopies modernes.

## Art social et problématiques sociétales

### Art et féminisme
Lorsque l'on évoque les liens entre l'art et le féminisme, la période qui demeure la plus marquante est la décennie 1970/1980. La publication de deux ouvrages marque le champ théorique du féminisme et de l'art. Respectivement The Dialectic of Sex de Shulamith Firestone et Sisterhood is Powerful, anthologie dirigée par Robin Morgan et premier recueil d'écrits féministes publié aux États-Unis, deviennent des références. Sans être des textes issus de la sphère artistique, ils influencent néanmoins toute une génération d'artistes. En 1970, le groupe militant Ad Hoc Women Artists Committee est à l'origine de la manifestation féministe la plus virulente du monde de l'art qui s'insurge contre l'exclusion des femmes — blanches et noires — de l'exposition annuelle du Whitney Museum. C'est là que Lucy Lippard, première critique d'art américaine explicitement féministe, déploie ses stratégies critiques annonçant l'importance d'un art qui, au-delà de sa revendication sexuelle, est avant tout un art activiste.
L'art féministe est lié à l'expérience de l'artiste en tant que femme; il en exprime l'inconscient et peut traduire plastiquement des formes et des processus qui rendent compte de l'histoire personnelle du sujet artiste et de sa situation dans le tout social. Pour la théoricienne de l'art et politologue Ève Lamoureux, l'émergence de l'art féministe dans les années 1970 contribue à transformer la conception et les pratiques artistiques engagées politiquement ou socialement. Pour cette dernière, l'art féministe, provoquent des changements dans l'engagement sociopolitique des artistes. Elle associe l'art féministe à une lutte pour la reconnaissance. Les œuvres dites « politiques » sont celles-là mêmes qui désignent la féminité comme une catégorie sociale et historique occultant les rapports de pouvoir que subissent les femmes. Cette tendance en art est en étroite filiation d'idées avec les revendications du mouvement féministe des années 1970 en faveur de l'autonomie des femmes et de l'instauration de rapports égalitaires entre les hommes et les femmes. En s'appropriant des artéfacts, des signes, des formes et des techniques historiquement chargés de sens, ces œuvres vont tenter de débusquer les stéréotypes d'identité sexuelle.
La sociologue de l'art Ève Lamoureux décrit la pratique des femmes engagées artistiquement comme suit : « Le caractère hétérogène de cet art n'empêche pas de dégager certaines caractéristiques générales qui ont été ― et qui sont encore pour certaines ― très présentes. Ainsi, l'art féministe, et plus largement l'art des artistes femmes, dans les années 1970, s'est construit à l'encontre du modernisme tel qu'il a été défini par Clement Greenber (dans le prolongement de la pratique de Jackson Pollock) et en contestation des critères du milieu de l'art. L'art formaliste orthodoxe, selon lequel l'art est une sphère d'activité autonome fonctionnant selon une logique intrinsèque au développement formel et esthétique des œuvres, de façon autotélique, a été déboulonné. Les artistes femmes ont combiné étroitement innovation formelle et teneur critique. Elles ont réintégré, dans les œuvres, le contenu, le sens, l'expérience sociale. La production et l'évaluation des œuvres pouvaient comprendre des valeurs extraformalistes. La pratique de l'art ne devait plus être dissociée de la position sociale de l'artiste, de son expérience, de son vécu. ».
Parmi les œuvres issues de la pratique artistique féministe, La chambre nuptiale (1976) de l'artiste québécoise Francine Larivée tient assurément une place emblématique. Voici comment Yolande Dupuis, artiste québécoise en arts visuels décrit cette œuvre : « Elle mesurait 13 mètres de diamètre et 6,5 mètres de haut et se composait essentiellement de trois salles. La première salle, Les catacombes, formait un anneau autour de La chambre chapelle, dans lequel on pénétrait pour circuler à travers un défilé d'une centaine de sculptures de personnages grandeur nature illustrant les blocages dans les relations interpersonnelles des individus. On débouchait ensuite sur la deuxième salle, la Chambre chapelle, salle circulaire voutée, tapissée de satin capitonné avec peintures intégrées représentant le quotidien de l'homme et de la femme, selon les stéréotypes nord-américains de l'époque : l'autel de la femme, l'autel de l'homme et l'autel du couple. Au centre de la pièce, une mariée inanimée étendue sur un lit-tombeau et, au-dessus, la couche nuptiale avec des mariés automates en action, célébrant leur nuit de noces. Des éclairages et des musiques avaient été conçus spécifiquement pour chaque partie de l'œuvre. Puis cette chambre se convertissait en salle de projection, la troisième salle, pour montrer un film d'animation portant sur l'autonomie de chacun des membres de la famille, père, mère et enfant. ».
Cette œuvre à la fois environnement et installation exige une médiation. Les visiteurs sont accompagnés pendant leur visite par différents acteurs sociaux qui en profitent pour discuter avec eux. Créée grâce à la participation de plus de 75 personnes (regroupées dans le Groupe de recherche et d'action sociale par l'art et les médias de communication, GRASAM) et à la collaboration d'une centaine d'organismes communautaires, qui alimentent l'artiste avec des données sur la condition des femmes et des couples, cette œuvre est exposée, pour une première fois, en 1976 lors de l'ouverture du centre commercial du Complexe Desjardins à Montréal. Elle sera exposée dans plusieurs lieux publics et commerciaux avant d'être intégrée dans le champ de l'art en 1982.
L'art féministe a contribué, dès son origine, à transformer profondément les pratiques de l'art et les conceptions esthétiques en vigueur. Il a changé les mentalités en liant étroitement l'art à des considérations d'ordre social et politique, en proposant des œuvres d'artistes femmes décidées à prendre le contrôle de leur représentation et à exposer, de façon pluraliste, leurs personnalités, leurs compréhensions du monde, leurs contributions à la société, leurs désirs, leurs rêves, leurs aspirations et leurs revendications.
Selon Ève Lamoureux, « Depuis les années 1980, les liens sont plus étroits entre les explorations théoriques féministes et l'art de certaines artistes femmes qu'avec le mouvement social des femmes. ».

### Art et écologie
Historiquement, c'est aux États-Unis, à la fin des années 1960 avec des œuvres désignées sous le terme de Earthworks, que prend naissance les premiers mouvements artistiques s'intéressant à l'environnement naturel comme espace de création. Le Land Art est avant tout une création in situ dans la nature, loin de l'institution muséale. Il coïncide avec le mouvement de retour à la terre associé à une prise de conscience des effets néfastes des technologies industrielles sur l'environnement. Dans ce contexte social, le Land Art semble amorcer une réflexion écologique par une pratique artistique fondée sur la réhabilitation de sites industriels spoliés. Le premier Earthwork financé par une ville et un certain nombre d'institutions fut un projet de réhabilitation d'une colline abandonnée dans les faubourgs de la ville de Grand Rapids dans le Michigan en 1973 /1974. Il s'agit de Grand Rapids Projet ou Grand Rapids X, une œuvre de Robert Morris. C'est à partir de ce projet que s'impose l'idée que les artistes n'ont pas seulement la capacité, mais l'obligation sociale de contribuer, pour le bien de la communauté, à la restauration du paysage, en réhabilitant notamment des sites dévastés. Cette pensée rejoint des artistes comme Robert Smithson et Nancy Holt. Cependant comme le souligne l'artiste américain Robert Morris : l'art peut faire l'objet de toutes sortes d'appropriations et sert toujours des intérêts qui le dépassent; selon lui, les artistes financés pour travailler dans des paysages dévastés, transformant ces sites en des lieux idylliques, rachètent socialement, en même temps, ceux qui les ont ravagés. Comme l'affirme l'historienne Élina Elmaleh « Ce paradoxe du rachat social est au cœur même des polémiques sur le Land Art, dont l'utilisation par des promoteurs industriels démontre les effets pervers d'un art qualifié, à tort pour certains, d'art environnemental. » Lorsque les réalisations des artistes transforment les paysages avec violence (Robert Smithson déversant des mètres cubes d'asphalte dans une carrière, ou encore Michael Heizer entaillant un ravin dans le désert et déplacant 240 000 tonnes de terre), le Land Art n'est plus du tout perçu comme un art écologique.
Le mouvement d'art écologique n'a jamais été défini avec clarté. Pour en comprendre sa nature, il faut dépasser la thématique environnementale et adopter un point de vue qui intègre objet, participation et action. Les qualités requises demandées aux artistes pour répondre aux exigences d'un art engagé écologiquement sont :
- des artistes ayant une éthique écologique ;
- des artistes prenant position dans l'espace public ;
- des artistes qui entretiennent des liens étroits avec les scientifiques ou les gestionnaires ;
- des artistes cherchant à éveiller les consciences, voire à modifier le milieu de vie des communautés de façon durable[113].

C'est leur engagement à répondre aux enjeux sociétaux en conformité avec une conscience écologique qui structure véritablement ce courant artistique. À titre d'exemple, Intervention 58, une action performative réalisée par l'artiste québécois Jocelyn Maltais en 1980 à Alma remplit toutes les conditions énumérées précédemment. Cherchant une solution pour réaménager une fontaine qui ne fonctionne plus depuis 1977, le conseil municipal d'Alma étudie le projet du sculpteur de transformer la fontaine en monument à l'écologie. Les premières discussions avec les élus sont très difficiles pour l'artiste. Le conseil municipal résiste à cette proposition qui leur paraît farfelue. Mais après réflexion, les objectifs visés leur semblent répondre au nouveau mouvement écologique qui se dessine. Et puis, aucune autre solution au remplacement de la fontaine n'est sur la table à si faible coût. Le 28 avril 1980 les autorités municipales acceptent le projet. L'artiste réalise pendant 58 heures, au milieu de la rivière Petite Décharge sur la fontaine lumineuse et devant la communauté, son œuvre. Il dénonce l'état de pollution de la rivière Petite Décharge par une série de rituels purificatoires symboliques. Pour ce faire, il s'associe à la Société Horticole pour une plantation de 58 arbres, inscrivant ainsi l'œuvre dans le cycle des saisons. De plus, un groupe de citoyens fait une cueillette de déchets au centre-ville et même le ministre de l'environnement Marcel Léger procède à la mise à feu du pollueur trônant sur la vasque de la fontaine. Tout se termine par la pose de 2 fosses septiques contenant les cendres du pollueur. Il faudra attendre 1987 avant de les enlever, c'est l'année où ville d'Alma s'est dotée d'un système d'assainissement des eaux. Le geste artistique s'inscrit dans l'espace public, il est partagé et participe à la vie quotidienne. Il est aussi le premier monument à l'écologie qui sensibilise la communauté à l'état lamentable de sa rivière tout en recyclant une fontaine inopérante et en intégrant dans sa démarche artistique les citoyens. Cette œuvre est réalisée dans le cadre du Symposium International de Sculpture Environnementale de Chicoutimi de Chicoutimi en 1980,.

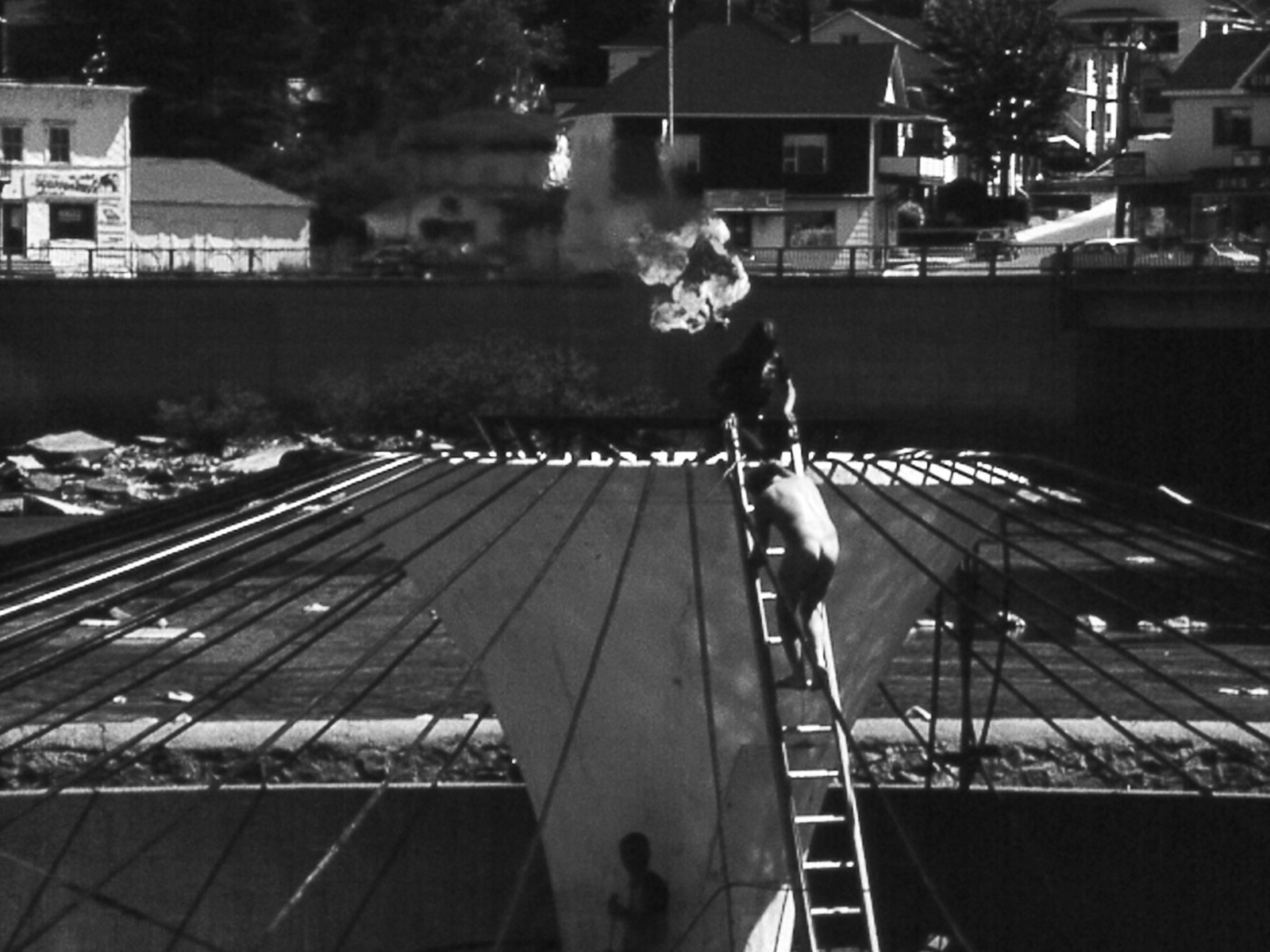
Jocelyn Maltais procédant à l'action performative Intervention 58 sur la fontaine du centenaire d'Alma devenue inopérante à cause de la pollution de la rivière.
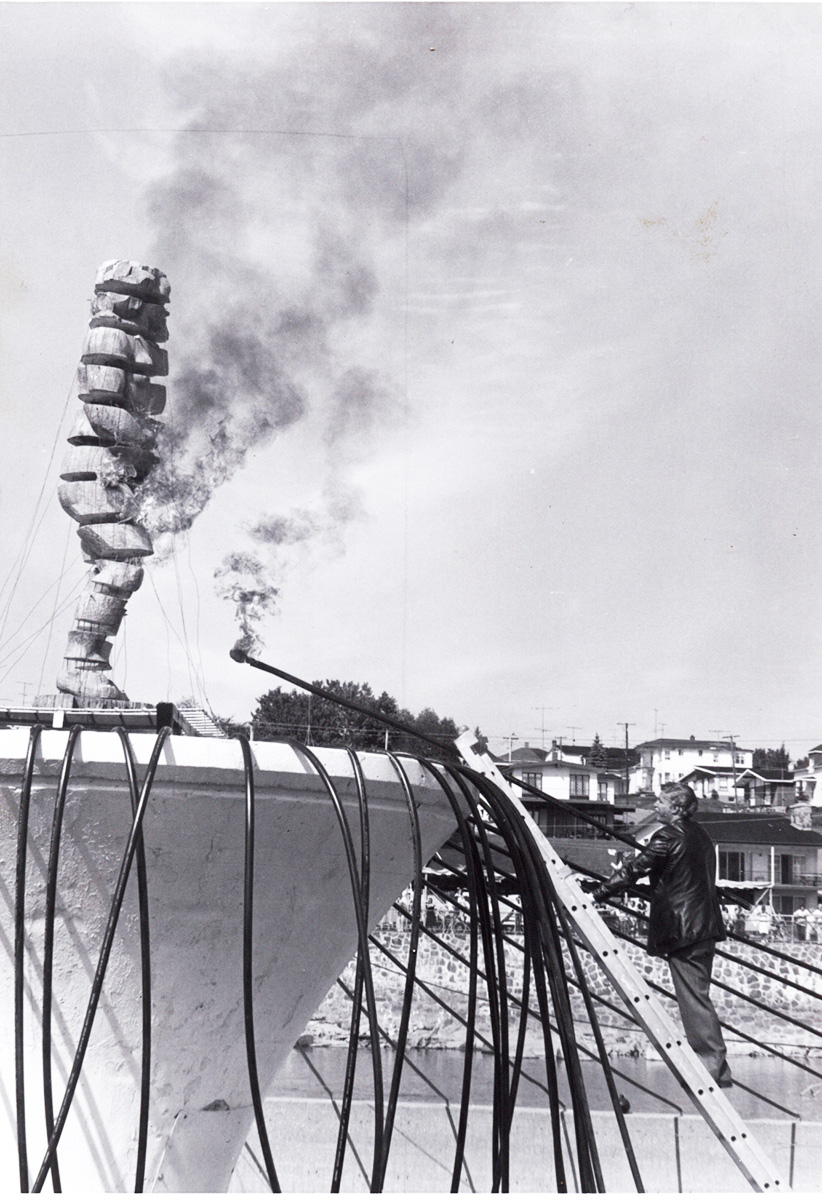
Le ministre de l'environnement du Québec M. Marcel Léger (homme politique, 1930-1993) met le feu au pollueur symbolique.
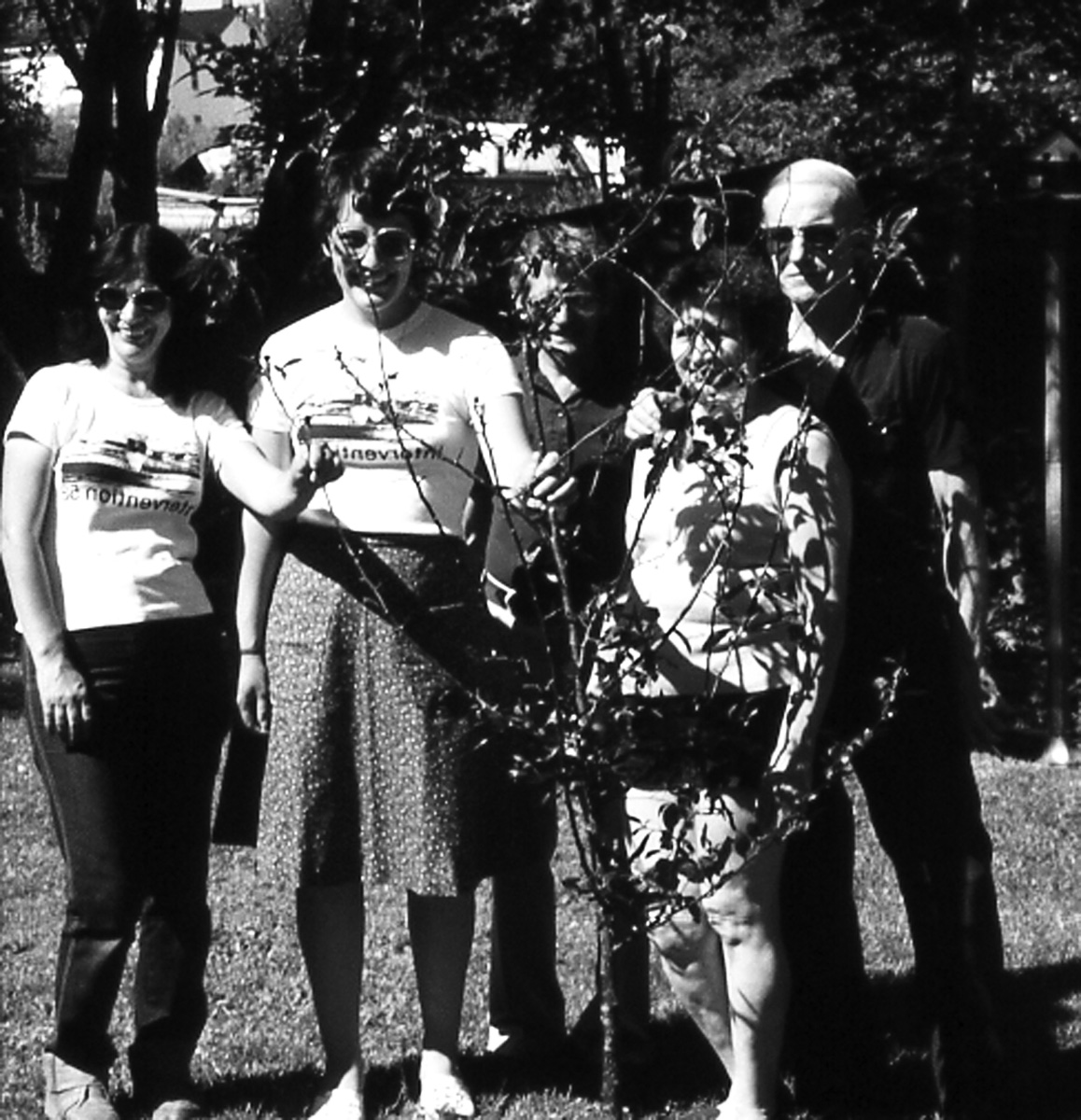
Plantation d'arbres réalisée par un groupe communautaire pendant Intervention 58.
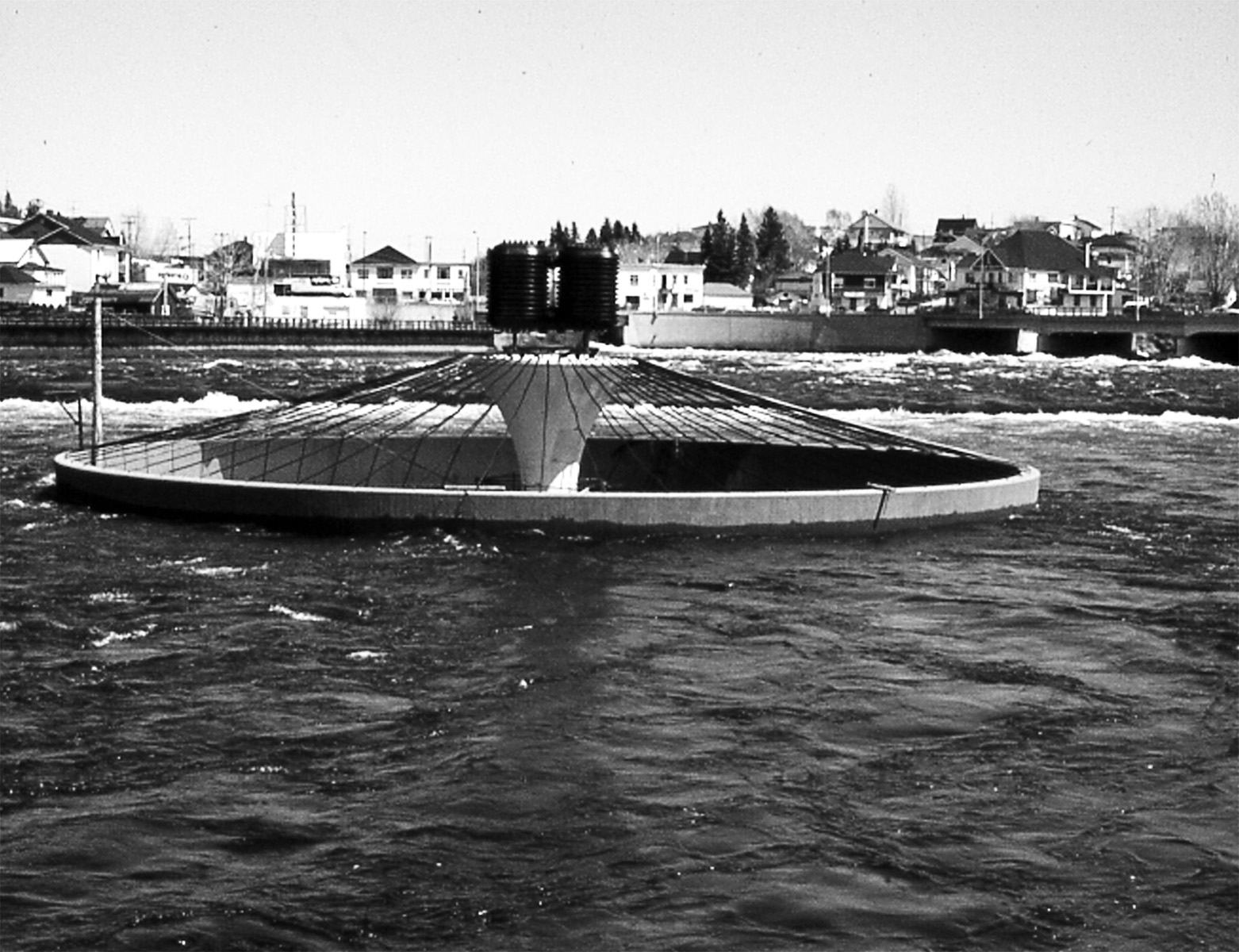
La fontaine recyclée après l'action performative de Jocelyn Maltais. Les fosses septiques installées sur la fontaine ont été enlevées en 1987 à la suite de la dépollution de la rivière Petite Décharge à Alma.

Les artistes qui s'engagent dans une démarche écologique cherchent à renouveler nos rapports au monde. Ils sont une source d'inspiraption, d'anticipation, de traduction, d'alerte, de changement et de résilience, une ressource fondamentale et inépuisable pour accompagner la transition écologique et établir un nouveau rapport au bien commun. Leurs expérimentations de nouveaux modes opératoires, plus collaboratifs, ouvrent une voie pour tous les autres acteurs dont la société civile, les instances publiques et politiques, les chercheurs, les scientifiques, et les entreprises qui sont concernés par l'évolution de la société dans un contexte économique et environnemental.
Un exemple de cette affirmation est le projet Nuage Vert réalisé par le duo d'artistes HeHe (artistes)  formé par Helen Evans et Heiko Hansen présenté une première fois à Helsinki, en 2008, sur les émissions de la centrale électrique Salmisaari puis en 2010, sur les fumées émises par l'incinérateur de Saint-Ouen, à proximité de Paris. Le Nuage Vert fonctionne de la façon suivante : l'installation environnementale projette une ombre vert fluo sur un nuage de fumée rejeté par un incinérateur. Avec une caméra thermique reliée à un laser, la projection ne fait pas qu'utiliser la fumée comme support mais elle vient révéler le nuage qui s'en dégage. Dans le scénario interactif, la taille du nuage réagit en temps réel aux statistiques de l'usine. Moins on jette des déchets, plus le nuage est petit. Ces données informent les habitants du quartier sur leur propre consommation. La fumée qui s'échappe de l'incinérateur des déchets ménagers communique la qualité de tri fait par les habitants. Pendant l'événement, les émissions de vapeur deviennent à la fois une sculpture environnementale et un signe d'alerte invitant à moins consommer et à moins jeter. L'œuvre joue un rôle de révélateur, elle fait prendre conscience au public de son implication dans le cycle de production/consommation/recyclage et invite chacun à participer au processus.

### Art et communauté
De façon schématique, l'art engagé entre 1970 et 1990, passe d'un art avant-gardiste militant à un art micropolitique misant sur l'investissement des spectateurs dans la compréhension de l'œuvre ou sur leur participation concrète. L'œuvre a du sens et adopte des buts modestes, réformistes, qui aspirent à la réflexion. Les artistes refusent la subordination de l'art au politique. Il ne s'agit plus de représenter le réel mais bien de le convoquer. Cette pratique sociale de l'art valorise l'enracinement dans un contexte réel, la proximité et la collaboration, la non-rupture entre l'Art et son public, entre des citoyens s'exerçant à renforcer les liens sociaux et à colmater les brèches du système. En définitive, les artistes possèdent une liberté totale sur la définition même de l'engagement et sur les façons de l'incarner dans leur art. Ils n'entretiennent plus le même rapport aux institutions que par le passé. Ils acceptent de s'inscrire dans un milieu de l'art qui, en retour, les accueille et les soutient.
À la fin des années 1990, en Occident et dans les pays en voie de développement, principalement en milieu urbain, les artistes animent des processus créatifs participatifs avec différentes collectivités et communautés. Certains le font dans un objectif de changement social, où le travail en commun des acteurs du territoire réinterroge l'intersectionnalité et les modalités d'intervention, entre autres la gestion de la diversité culturelle, du vivre-ensemble et le développement du pouvoir d'agir des personnes. Pour en comprendre le fonctionnement, voici comment sont illustrées les modalités de la participation du public à une œuvre de sa production à sa diffusion.
|                           | Interprétation                 | Interaction                                                               | Réappropriation | Collaboration                                                               | Cocréation                                                                                   | Pratique amateur                                                                  |
| Figure du participant     | spectateur interprète          | spectateur interactant                                                    | appropriation et redéploiement | collaborateur dans la création                                              | co-auteur                                                                                    | le participant créateur, auteur de son œuvre                                      |
| Figure de l'auteur        | l'artiste                      | l'artiste                                                                 | l'artiste avec le complément de participants                                                                                      | l'artiste avec la contribution des participants                             | le collectif de participants (dont l'artiste)                                                | non professionnel                                                                 |
| Cadre de la participation | liberté de jugement esthétique | activation d'un processus prédéterminé                                    | cadre de mise en œuvre semi-ouvert                                                                                                | cadre de délibération semi-fermé                                            | délibération ouverte cadre négocié collectivement                                            | non régie par les codes et règles professionnelles                                |
| Apports des participants  | élaboration du sens            | actualisation par contact avec l'œuvre (moins de contribution de contenu) | peu d'interaction ou de délibération artiste/participant(s) mais grande liberté créatrice de ces derniers dans leur appropriation | discussion sur le dispositif; contribution au contenu orienté par l'artiste | décision collective sur - finalités et modalités - dispositif - contenus - type de diffusion | participant auteur et maitre du contenu parfois avec accompagnement professionnel |

Quatre catégories principales sont identifiées concernant l'intensité de la participation du public soit : l'interaction, la réappropriation, la collaboration et la cocréation. L'activité d'interprétation des œuvres par le public est considérée comme « passive » et la pratique artistique amateur comme « active » dans la perspective d'un art où un individu est plus ou moins impliqué dans la création d'une œuvre.
L'interaction : l'œuvre activée par le participant
Dans cette catégorie d'art interactif le participant endosse la figure d'un spectateur entrant en contact avec une œuvre construite pour interagir selon des modalités imaginées par l'artiste seul auteur de l'œuvre.
La réappropriation : les participants manœuvriers
Cette catégorie fait référence à des propositions artistiques dont la paternité conceptuelle revient à l'artiste. Le concept est propulsé dans l'espace public avec l'espoir que des participants s'approprient l'idée et la méthodologie et le relance avec plus ou moins de marge de manœuvre. L'artiste perd le contrôle de son projet, cependant, les participants peuvent faire preuve de créativité.
 La collaboration : une contribution libre dans un cadre prédéfini
Les participants jouent un rôle de collaborateurs dans une proposition artistique qui émane de l'artiste, mais à laquelle ils peuvent contribuer. L'artiste agit comme directeur artistique. Il définit un cadre à l'intérieur duquel les participants vont inscrire leur contribution et nourrir le projet par un apport de thèmes, de sens, de créativité, et ce, en amont même de la production. Commence ici une certaine ambigüité quant à la figure de l'artiste.
 La cocréation: une œuvre conçue, produite et signée collectivement
La place des participants dans ce type de projet en cocréation est déterminante. Ceux-ci sont co-auteurs au sens plein du terme, puisqu'ils participent aux discussions et décisions entourant l'élaboration de l'œuvre dans ses finalités et ses modalités, à sa confection, voire à sa diffusion. L'artiste devient donc un membre du collectif parmi d'autres même si son expérience et son expertise lui permettent de jouer un rôle de facilitateur.
Les projets d'art social se retrouvent principalement dans les catégories réappropriation (Atopie textuelle), collaboration (La Grande Marche des Tacons Sites) et cocréation (Agir par l'imaginaire). Ils sont des vecteurs d'initiatives collectives tournées vers la mobilisation sociale et politique.

#### Atopie textuelle

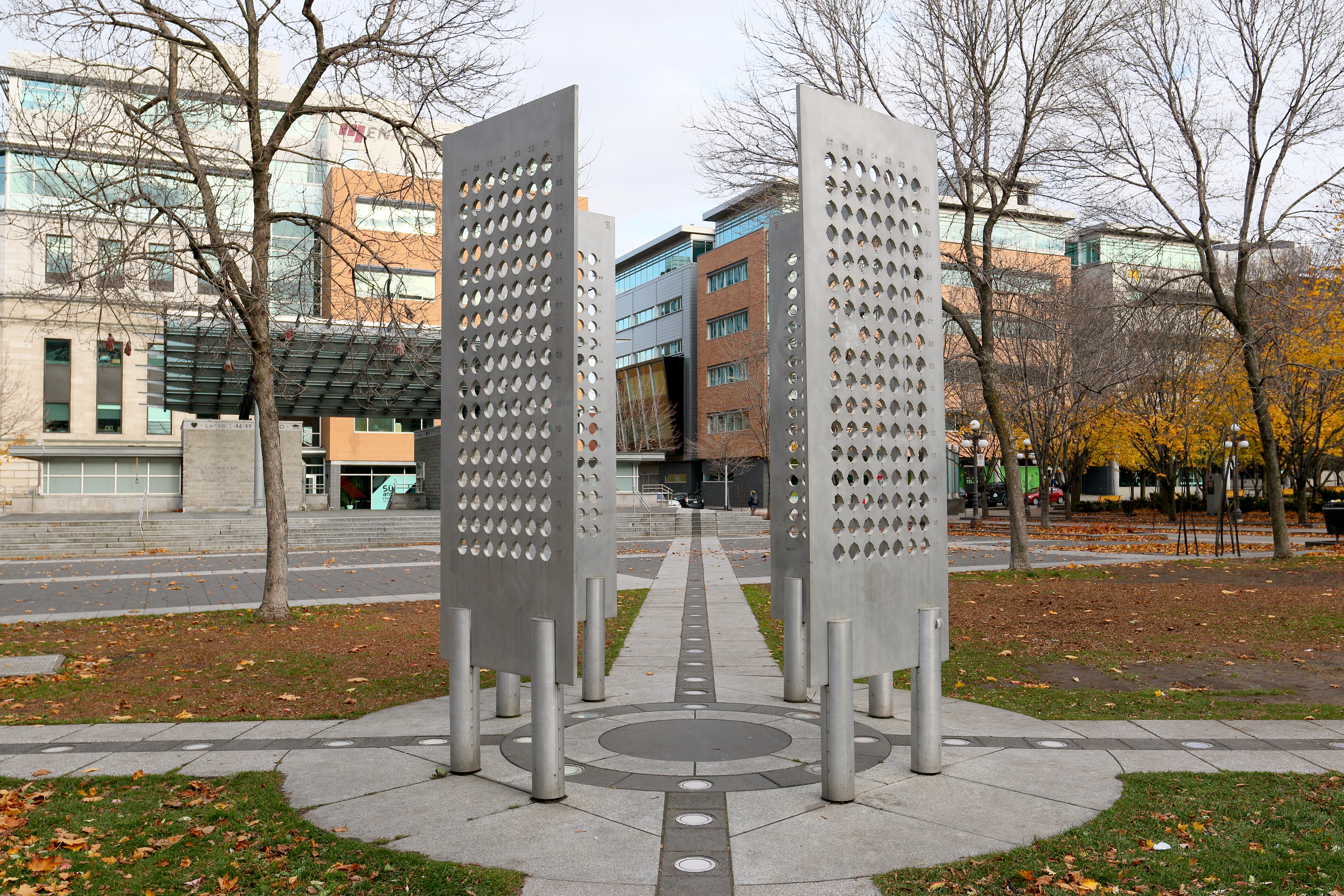
Atopie Textuelle, Alain-Martin Richard, concepteur, Martin Mainguy, collaborateur, et Collectif Les causes perdues, Ville de Québec, Canada, 2000

Créé par le collectif des Causes perdues, l'« atopie textuelle » est une manœuvre réalisée à la fois dans l'espace public réel et dans l'espace public virtuel et numérique. C'est un dispositif provoquant de la part des participants, un geste poétique intervenant dans le quotidien. Le but est de créer un document sonore et d'y adjoindre soit un texte, soit une image, en commentant la transmission de main à main, de personne à personne, d'un objet : le palet. L' atopie textuelle est la concrétisation d'une utopie artistique communicationnelle où les mots sont des choses et où les choses s'échangent et se partagent contre des mots, des sons et des images. C'est un processus qui scelle le pacte entre deux personnes par la naissance d'un geste artistique. Individuelle au départ, il devient collectif par la suite. La chaîne des pactes est en évolution constante et crée un gigantesque réseau d'échanges. La visualisation de ces échanges se fait via Internet. Les concepteurs de ce projet, sollicitent la créativité des participants, notamment chez les non-artistes. C'est l'aspect ludique et démocratique de cet événement artistique. Il permet l'expression créative de plusieurs centaines de personnes qui se retrouvent côte à côte avec des artistes professionnels. Au cœur de cette manœuvre s'impose le risque. Comme tout phénomène participatif de ce type, il y a le risque de perdre le contrôle et de perdre les objets initiaux.
Le collectif des Causes perdues est un groupe à géométrie variable derrière les concepteurs Martin Mainguy, architecte et Alain-Martin Richard, artiste associé à l'art action et au concept de manœuvre, il y a une équipe. Dans le roulement régulier, depuis le lancement de l'Atopie textuelle, le 21 décembre 2000, l'équipe se compose de six personnes : David Michaud et Jocelyn Robert pour le poème sonore, Étienne Pépin pour la banque de données interactives, Hugo-Lupin Catellier comme webmestre, Steve Couture pour le poème visuel et la technologie 30 et Chantal Bourgault pour l'infographie et le design graphique.

#### La Grande Marche des Tacons Sites

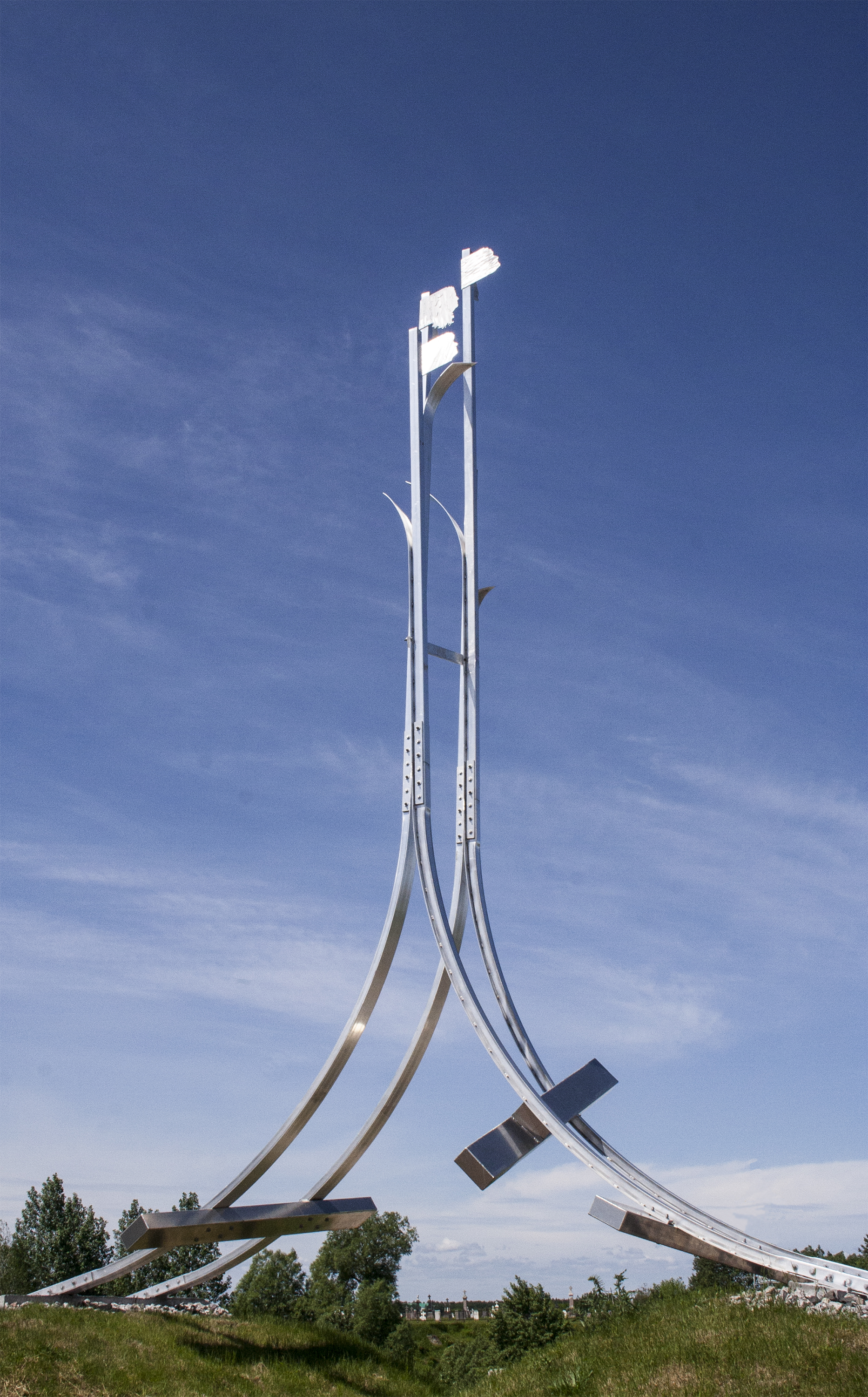
Mât de mai réalisé par Daniel Dutil, Hébertville-Station, Québec, Canada, 2010.

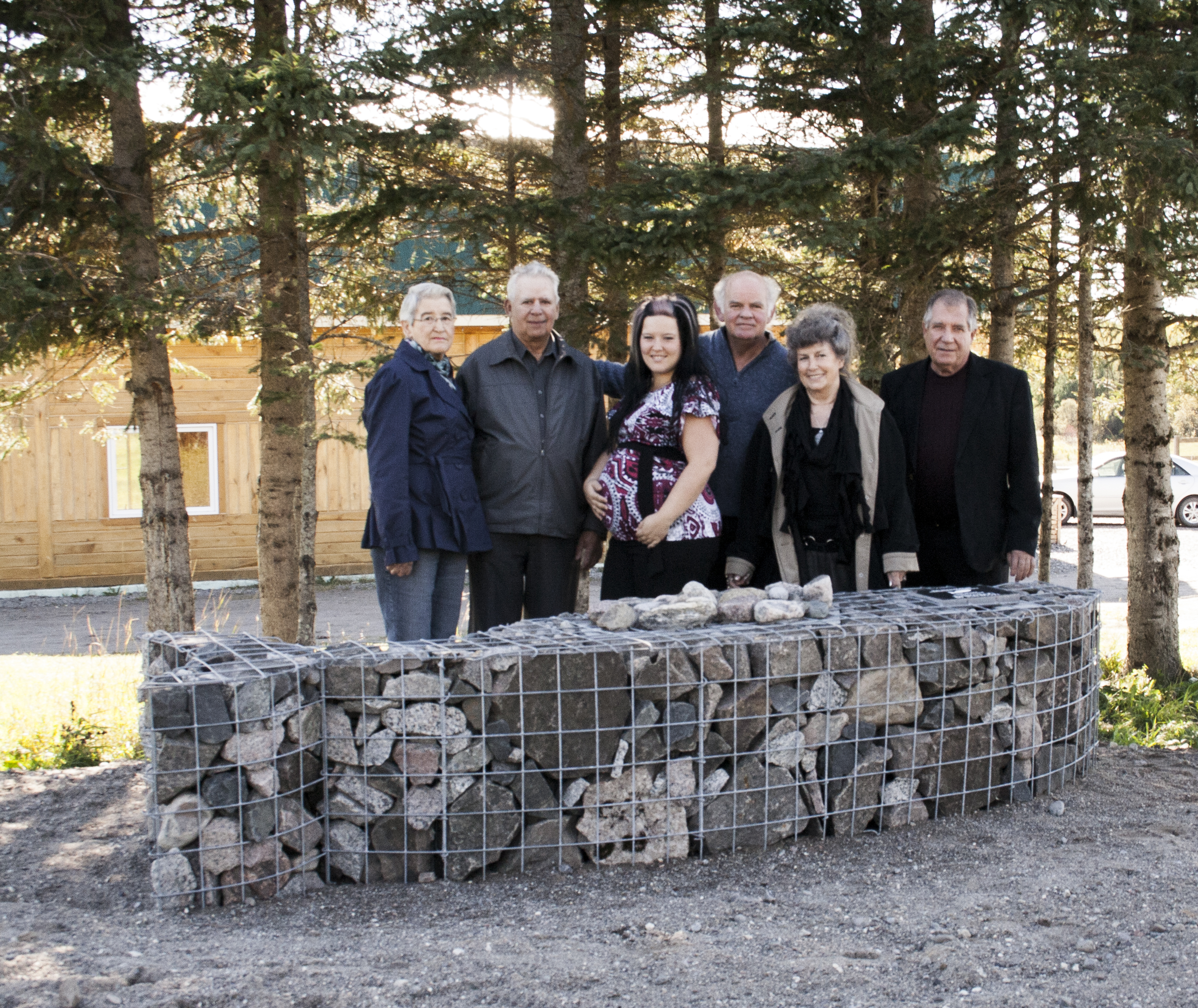
Tacon Site de la Fécondité, Interaction Qui, Hébertville-Station, Québec, Canada, 2010

La Grande marche des Tacons-Sites est un événement artistique évolutif et participatif créé par le duo d'artiste Interaction Qui dans le cadre du projet Événement Ouananiche. Ce projet d'art social, conceptualisé en 1990, a comme fonction de célébrer l'emblème animalier du Saguenay–Lac-Saint-Jean. Il implique les soixante communautés réunies dans autant de villes et villages de cette région du Québec dans un processus artistique de traces permanentes et d'actions significatives qui interroge le territoire. Ces activités artistiques visent l'affirmation singulière, la solidarité et l'esprit d'appartenance de chacune des communautés participantes. Chaque manifestation est soulignée par l'implantation d'une sculpture signalétique appelée Tacon Site. Chaque Tacon Site porte une thématique identitaire liée à la communauté qui a participé à son érection. Les soixante Tacons Sites prévus à l'événement sont distribués de façon à tracer sur le territoire une immense ouananiche.
La municipalité d'Hébertville-Station s'est jointe en 2010 à La Grande Marche des Tacons Sites en parrainant l'installation du Tacon Site de la Fécondité. Le rituel de la Plantation de mai est un point d'ancrage dans le cycle de la nature, il est un rite de fécondité dont les origines remontent aux Celtes. Pour une municipalité rurale comme Hébertville-Station, ce rite du printemps est une tradition qui permet d'honorer une citoyenne et un citoyen du village pour sa contribution exemplaire à la communauté. Plusieurs réunions sont nécessaires pour établir avec la communauté les divers éléments qui conduisent à la conception et à la réalisation d'une action performative ayant comme thématique la fécondité. Le collectif d'artistes Interaction Qui a établi un plan d'action et les modalités pour la réalisation de cette activité artistique et l'a présentée aux organisateurs de la Plantation de mai 2010. Une des propositions retenues est de réaliser un Mât de mai. La conception et la réalisation de cette sculpture sont confiées à l'artiste Daniel Dutil et il est entendu qu'un groupe de bénévoles de la communauté en fait l'installation. Cette sculpture a un rôle social à jouer. Sur la place publique, à chaque printemps, lors de la Plantation de mai, les gens du village rendent hommage à l'un des leurs en plaçant son profil découpé dans une plaque d'aluminium au sommet du Mât de mai. Au fil des ans s'ajoutent de nouveaux profils de citoyennes et de citoyens de la municipalité ayant contribué de façon exceptionnelle au développement et à l'amélioration de leur milieu de vie. Le Mât de mai entre dans la vie quotidienne de cette communauté, il est activé année après année par les Héberstallois.

#### Agir par l'imaginaire
Selon la sociologue de l'art Éve Lamoureux, beaucoup d'artistes nord-américains choisissent d'investir certaines communautés marginalisées afin de créer, en collaboration étroite avec les membres de celle-ci, des œuvres collectives. Ces pratiques artistiques, appelées « arts actions communautaires », poursuivent un double objectif : explorer, par le biais de la création, la souffrance individuelle et collective engendrée par les rapports sociaux de domination et contester ces rapports de domination au moyen d'œuvres à teneur critique. Les participants deviennent cocréateurs, puisqu'ils collaborent à l'entièreté du processus créatif de l'œuvre de la conception à la réalisation. Les projets appuyés par l'organisme artistique Engrenage Noir/LEVIER s'inscrivent dans cette veine. Le projet « Agir par l'imaginaire » coordonné en partenariat avec la société Elizabeth Fry du Québec, un organisme voué à la défense des femmes criminalisées est particulièrement éloquent.
Agir par l'imaginaire se manifeste sous trois volets : la création, la diffusion et le suivi des participantes. Dans un premier temps, des ateliers aussi variés que la vidéo, la photographie, le son, l'écriture et l'interprétation slam, la danse, la performance et le chant sont proposés à des femmes de la Maison Tanguay, de l'Établissement Joliette, de l'Institut Philippe-Pinel. La création se fait en étroite collaboration avec des artistes spécialisées dans les disciplines correspondantes qui ont été spécifiquement formées pour la mise en place de ce projet par l'organisme Engrenage Noir LEVIER. Le volet création devient le moment où l'on aborde et on réfléchi aux problématiques nommées ci-haut, mais également un espace où les actrices du projet développent des habiletés, telles que le travail en équipe, la communication, l'affirmation de soi, l'estime de soi directement en lien avec certains facteurs individuels pouvant mener à l'exclusion sociale, et ainsi, à la pauvreté.
Selon Engrenage Noir/LEVIER, une attention particulière est portée au processus collaboratif. Le contenu et la forme des œuvres créées sont décidés collectivement et exige l'apport créatif de toutes les personnes impliquées. Les rapports instaurés sont égalitaires. Il y a reconnaissance et prise en compte de l'apport créatif des personnes participantes, de leur expérience et de leur expertise. Il y a cocréation au sens profond du terme, débats et délibérations au sujet de toutes les étapes du projet : les objectifs, la démarche, le thème de l'œuvre, l'exposition. Ces conditions garantissent le respect de toutes les personnes cocréatrices.
Puisque le public devient partie prenante de la démarche, une exposition, non seulement des œuvres mais aussi et surtout du processus de création auquel ont participé les femmes et les artistes, est mise en place. Elle se déroule en deux temps : un événement inaugural et une série d'expositions dans différentes maisons de la culture à travers le Québec. L'événement inaugural est également l'occasion de se réunir et d'échanger sur les problèmes systémiques reliés à l'incarcération des femmes et l'exclusion sociale de celles-ci. En plus d'un espace de réflexion, le volet diffusion est une extension de la création, une occasion pour les femmes de rejoindre la communauté sur un terrain différent. Offrir un lieu d'exposition aux femmes judiciarisées, c'est symboliquement leur octroyer une place au sein de la société.

## Art social et théories esthétiques
L'historien de l'art Sébastien Biset aborde les théories esthétiques en énumérant une série de néologismes qui tente de nommer et classer les différentes pratiques artistiques qui envahissent l'espace de l'agir social. Il parle d'art in situ, d'art sociologique, d'esthétique de la communication, d'esthétique relationnelle, d'art contextuel, d'art pragmatique, d'esthétiques participatives, de pratiques furtives, de manœuvres, d'arts communautaires, d'art engagé, d'actions performatives, de médiation culturelle. Il ajoute « entre un effort taxinomique propre à l'histoire de l'art et une synthétisation rapide des perspectives et enjeux de ce type de pratiques, le risque est de ne retenir de celles-ci que leur seul et réducteur dénominateur commun ».
Trois éléments se dégagent de cette énumération de pratiques artistiques soit : le contexte de réalisation des œuvres, leurs modes opératoires plus ou moins en relation avec la vie quotidienne et la conduite de situations qui négocie une expérience esthétique avec les communautés. Ces éléments, on les retrouve chez le philosophe John Dewey dans sa définition d'une expérience esthétique qui se comprend en termes de relation, d'interaction et de transaction.
La philosophe française Joëlle Zask fait une distinction entre un contexte et une situation qui s'applique à l'art dans l'espace social. Pour elle, un contexte est un milieu dans lequel prend place telle ou telle conduite d'une situation. Le contexte détermine les significations et les traits de cette situation. Toute situation implique une action mutuelle, une interaction. Une situation est définie par le fait que certains aspects du milieu se prêtent à l'action, pouvant être utilisés comme des outils de transformation dans la vie, un contexte exprime plutôt l'ensemble des conditions qui limitent l'action. La première augmente les possibles, le second en restreint le nombre. Alors qu'un contexte est un préalable, une condition antécédente, une situation est un résultat.
L'art social est pragmatique, il s'accomplit que dans le contexte réel. Il est par conséquent contextuel. Il est aussi en interaction avec le milieu et en cela il est relationnel. Pour arriver à produire du sens, l'art social doit conduire des situations dans un contexte déterminé. Il agit et interagit avec l'espace social. Depuis le milieu du XXe siècle, les artistes qui ont choisi d'œuvrer dans la vie quotidienne ont créé des dispositifs, des stratégies d'intervention et des modes opératoires qui ont évolué selon les contextes culturels dans lesquels ils s'activaient. Plus ou moins institutionnalisées selon les cas, ces propositions présentent l'avantage de s'inventer à même le réel, plutôt que de conduire à sa muséification. Au risque de s'y fondre et de passer inaperçues, ces conduites/situations, souvent furtives, font le pari d'atteindre à une pérennité et contraignent l'art d'exister, partiellement ou intégralement, en dehors de ses territoires de reconnaissance et de légitimation, pour disparaître et se mêler à des procédés, tactiques et actions ne relevant plus du domaine artistique traditionnel et institutionnel.

## Art social et économie

### Démocratisation culturelle et économie (1890 à 1960)
À partir du moment où un État démocratique intervient dans la vie artistique, la question des rapports entre l'art et la société concerne l'ensemble des citoyens. En France, les années 1894-1895 sont l'occasion d'un premier bilan concernant les arts décoratifs. On lui reproche son élitisme. Les objets créés sont trop raffinés pour être accessibles au peuple. Des débats se mettent en place sur les industries d'art et l'architecture. Dans ce contexte, William Morris est l'objet d'une admiration fervente. Il est non seulement à l'origine d'un art moderne, national et populaire en Angleterre, mais il propose une véritable doctrine pour conjuguer l'art et la démocratie, sans pour autant pactiser avec les marchands et les industriels. Dans le domaine du logement social, la loi Siegfried de 1894 en France atteste pourtant de l'évolution des mentalités : les promoteurs de l'habitation ouvrière reconnaissent la nécessité de faire appel à l'État pour le logement des plus pauvres. Les architectes prennent progressivement conscience du rôle social qu'ils doivent jouer. La création du groupe L'Art dans Tout à la fin des années 1890 en est un exemple probant. Réunissant des décorateurs et des architectes, le groupe défend un véritable projet social et une esthétique rationaliste, en proposant des meubles et des ensembles destinés à la classe moyenne. L'art social intègre les idées des sociologues et des économistes et investit la cité, la rue et l'habitation. L'intérieur des maisons modeste est aussi un espace à décorer et à meubler, au meilleur prix possible, suivant une logique rationnelle, hygiénique et esthétique. Au niveau stylistique, les promoteurs de ce nouvel art décoratif défendent une esthétique Art nouveau, simplifiée et compatible avec la production industrielle.
Dans cette société industrielle en pleine redéfinition de son cadre économique et politique, l'art est l'un des objets symboliques investis par de nombreux acteurs pour inventer une société plus juste, où chacun aurait accès à la culture, à la beauté, à l'harmonie, aussi bien dans l'intimité que sur la place publique.
Au lendemain de la Grande Guerre, le Bauhaus de Weimar (1919) a comme mission de répondre aux besoins économiques de la société allemande. Il est question d'un design des mobiliers, accessible à tous, peu coûteux, dont la fabrication est relativement rapide à exécuter. Réunir l'art et le monde du travail, afin de réinsérer l'art dans la vie quotidienne, est un véritable défi. Cet appel à l'unité de tous les arts sous l'égide de l'architecture, dès le premier manifeste du Bauhaus, doit conduire à créer un nouvel art de bâtir. Il y est question d'une œuvre d'art totale créée à partir de la synthèse des arts dans le cadre du travail coopératif d'artistes, d'artisans en relation avec l'industrie. C'est dans ce contexte de l'art industriel que la notion de fonctionnalisme trouve son développement. En 1925, avec l'aménagement de la dette de guerre et l'arrivée des capitaux américains, le Bauhaus s'oriente vers la production industrielle où fonctionnalité, innovation et optimisation sont liées à l'idée d'économiser du temps de production.
L'histoire du design est indissociable de celle de la révolution industrielle. Avec la production mécanisée débute une nouvelle histoire de l'environnement humain, écrite par les industriels et non uniquement par les artisans et les artistes. Des balbutiements de la machine à vapeur aux premiers gratte-ciel, elle se développe en prenant appui sur l'innovation technologique.
Au lendemain de la crise de 1929, les industriels américains prennent conscience de l'importance de l'esthétique dans le succès commercial des produits de grande consommation. Les premières grandes agences d'esthétique industrielle voient le jour. Elles proposent au grand public des objets quotidiens inspirés des formes aérodynamiques des dernières merveilles technologiques – voitures, trains, bateaux, avions.

### Économie et innovation artistique
Le tableau ci-dessous fait état de quatre profils économiques fondés sur quatre types d'artistes appartenant à quatre genres d'art. Deux profils artistiques sont de l'ordre de l'innovation, les deux autres de l'ordre de la tradition. Les artistes qui retiennent notre attention font de la recherche et innovent dans leur champ d'expertise. Les artistes à 360° appartiennent au monde de l'art actuel où l'on retrouve l'art contemporain et l'art social. Le Art fair artist désigne l'artiste de l'art contemporain œuvrant dans les disciplines reconnues des beaux-arts. Ils ont en commun des exigences de formation à la fois institutionnelle et sociétale, nécessaires à une carrière artistique institutionnelle et marchande.
L'économie de l'art propose deux modèles qui permettent d'organiser les activités des artistes à 360°, l'un orienté vers les œuvres objets et l'autre vers les œuvres projets. Dans le premier, c'est l'œuvre objet qui est évaluée, soumise au jugement et dont la transaction marchande reste la sanction finale. Dans le second, fondée sur une économie d’ œuvres projets, l'évaluation a trait au processus créatif et c'est la démarche qui est jugée et qui donne droit à des aides à la production, le plus souvent sous la forme de subventions. Économie d'œuvres objets et économie d’œuvres projets ne sont pas exclusives l'une de l'autre, certains acteurs valorisant leur travail en mêlant ces deux modèles. Cependant, les artistes qui ont une pratique en art actuel orientée vers une économie d’œuvres projets participent à des activités artistiques sociétales.
|                                 | Artiste à 360°                                                                                              | Art Fair Artist                                                                             |
| Profil d'artistes               | Collectifs d'artistes, associations culturelles                                                             | Galeries de promotion                                                                       |
| Formation                       | Grandes institutions d'art arts appliqués, beaux-arts, universités                                          | Écoles d'art beaux-arts, autodidacte                                                        |
| Genre d'Art                     | Monde de l'art actuel contemporain, social                                                                  | Monde de l'art contemporain arts visuels, arts plastiques                                   |
| Lieu de pratique                | Ancrage territorial fort économie locale                                                                    | Ancrage territorial faible économie nationale et internationale                             |
| Économie de projets et d'œuvres | Financement mixte à dominante institutionnelle projets d'action artistique, projets de services de création | Financement mixte à dominante marchande vente d'œuvres aux collections privées et publiques |

|                                   | Artiste artisan-entrepreneur                                                          | Artiste de salon |
| Profil d'artistes                 | Entreprise individuelle                                                               | Galeries point de vente |
| Formation                         | Écoles d'art privées autodidacte, apprenti chez un maître                             | Écoles d'art privées autodidacte, atelier spécialisé, art appliqué                                                                  |
| Genre d'Art                       | Monde de l'art classique et moderne traditionnel                                      | Monde de l'art classique peinture, sculpture                                                                                        |
| Lieu de pratique                  | Ancrage territorial moyen économie locale et nationale                                | Ancrage territorial faible du côté de l'offre et forte du côté de la demande économie nationale et internationale                   |
| Économie de commandes et d'œuvres | Financement mixte à dominante institutionnelle commande d'œuvres publiques et privées | Financement privé à dominante marchande vente d'œuvres aux collections privées spécialisées dans les genres, une école ou un groupe |

### Économie de projets artistiques
Si l'économie d'œuvres objets est tournée vers un bien tangible, parfaitement identifiable, qui fait l'objet d'une transaction sur le marché, l'économie d’œuvres projets s'articule autour de projets conçus et mis en œuvre par les artistes ou à l'initiative d'institutions culturelles. Ce n'est plus seulement l'objet final qui est évalué, mais le processus. L'économie d’œuvres projets est définie par une organisation du travail artistique proche de l'intermittence. Les projets se succèdent les uns aux autres et l'artiste est rémunéré grâce aux subventions, aux aides à la production, aux résidences ou aux commandes dont il bénéficie. C'est le travail réalisé qui est rémunéré et non l'œuvre en tant que telle. Dans cette économie institutionnelle, le projet artistique est porté par divers agents. Le contrat est limité dans le temps et l'espace et doit être reconstruit à chaque nouveau projet de l'artiste. L'économie de projets d'action artistiques portée par des associations et des collectifs d'artistes revendique un rôle d'intervenant dans l'espace public.
L'artiste à 360° répond à la demande sociale en valorisant ses compétences créatives. Il met ses compétences au service d'autres artistes, d'acteurs territoriaux ou des populations locales. S'établissent ainsi des réseaux d'artistes souvent autogérés sous forme de collectifs, qui prennent leur destin en main face à la difficulté qu'ils rencontrent à intégrer les réseaux existants. Ils construisent ainsi leur propre réseau, ancré territorialement. L'importance des institutions pour leur carrière tient à ce qu'elles sont des pourvoyeuses d'informations et constituent la principale source de financement de ces artistes. Les modes de valorisation de l'œuvre de l'artiste à 360° sont multiples : il répond à des appels d'offres, intervient dans les écoles comme médiateur de l'art contemporain, dépose des dossiers de résidence, joue un rôle de commissaire d'exposition. Les lieux de diffusion du travail sont par conséquent pluriels : les galeries, les espaces ouverts au public, les entreprises. La multiplicité des partenaires implique que la réussite se mesure en partie par la grandeur et la diversité du réseau au sein duquel il s'insère. Le degré de centralité du réseau, mesuré par le nombre de relations qu'entretient l‘artiste avec les autres membres du réseau, constitue un indicateur de sa réussite. Mais comme la valeur de l'artiste tient à sa place dans un réseau ancré territorialement, il rencontre souvent des difficultés à s'exporter hors de sa région. L'économie de projets d'action artistique à comme priorité de financer les interventions artistiques avec les communautés, dans l'espace public et privé et dans des centres d'art (actions, performances, événements, résidences). Les associations et les collectifs sont les acteurs principaux et les financeurs sont les collectivités publiques et les institutions culturelles. Les projets associent le plus souvent artistes, opérateurs et médiateurs dans des actions qui ont une finalité artistique, sociale et politique.

### Économie participative et numérique
Le financement participatif (sociofinancement ou crowdfunding) est un concept selon lequel un projet peut être réalisé grâce à l'apport financier de groupe d'individus intéressé par le projet. En plus, de la satisfaction personnelle de participer à la réalisation d'un projet, les contributeurs peuvent recevoir des contreparties offertes par les promoteurs comme des produits exclusifs, des offres spéciales ou des rabais, selon la nature du projet et la valeur de la contribution.
Le terme de financement participatif désigne des réalités et des pratiques très différenciées. Il existe trois grandes formes de financement participatif : le don sans contrepartie c'est-à-dire un prêt sans intérêt, le don avec contreparties soit un prêt avec intérêt et le don avec une participation au capital de la société. Concernant le financement participatif culturel, les financements se font presque uniquement sous forme de dons avec contrepartie.
Le concept de financement participatif n'est pas en soi une nouveauté. En 1886, le piédestal de la statue de la Liberté a été financé par les microdons de plus de 120 000 souscripteurs. Ce qui est inédit est l'avènement de réseaux sociaux sur Internet permettant, en temps réel, de mettre en relation d'affaires des donateurs potentiels et des porteurs de projet. Ces plateformes WEB ainsi que les technologies et pratiques de l'ère du numérique ont transformé le financement participatif et l'ont fait changer d'échelle à des coûts très faibles.
Le financement participatif permet de déclencher un cercle vertueux. Les financeurs traditionnels ont une confiance plus grande vis-à-vis du porteur de projet devenu crédible en réunissant des fonds et constituant autour de son projet une communauté de donateurs. Ainsi, les financeurs traditionnels vont plus facilement apporter des fonds supplémentaires. Il est un outil qui favorise la démocratisation de la production culturelle. La communauté est mise à contribution dans les projets aussi bien financièrement que dans la création artistique elle-même. La relation entre porteurs de projet et donateurs est renversée, on passe d'une relation verticale entre ces deux acteurs à une relation horizontale bien plus égalitaire. Il modifie la relation entre l'artiste et ceux qui consomment ses œuvres. Une proximité entre artistes et donateurs se crée, ils échangent et interagissent ce qui vient bousculer le schéma traditionnel de l'artiste et son public. Le financement participatif permet à des œuvres et à des catégories artistiques peu médiatisées, voire atypiques comme l'art social de rencontrer une audience et d'obtenir un soutien financier.

## Artistes, organismes et mouvements représentatifs
- ATSA
- Arts & Crafts
- Bauhaus
- Banksy
- Christo et Jeanne-Claude
- Ernest Pignon-Ernest
- Fluxus
- Interaction Qui
- Internationale situationniste
- JR (artiste)
- Allan Kaprow
- William Morris
- Henry Van de Velde